# Eichstätt

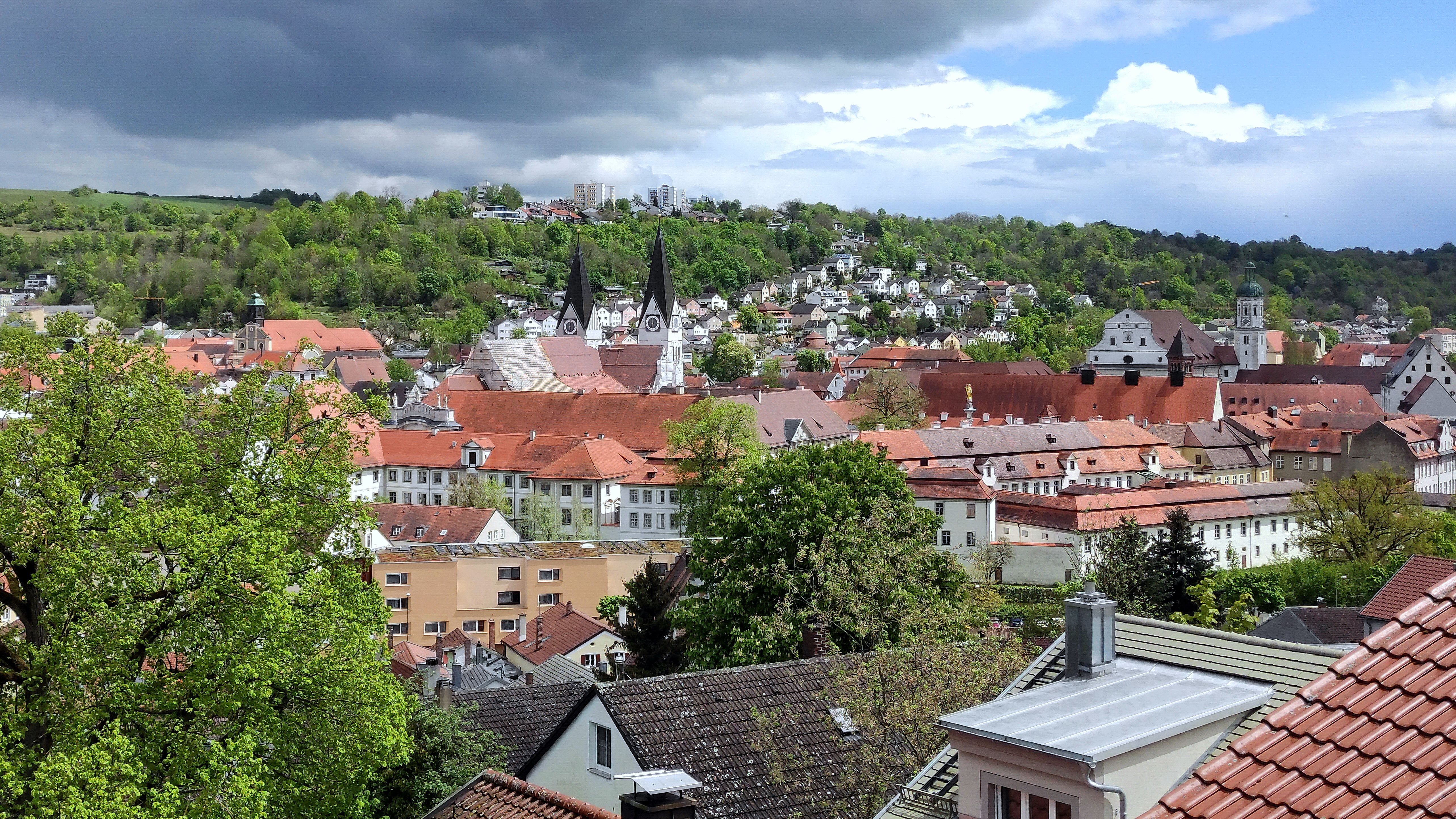
Blick vom Frauenberg auf Eichstätt

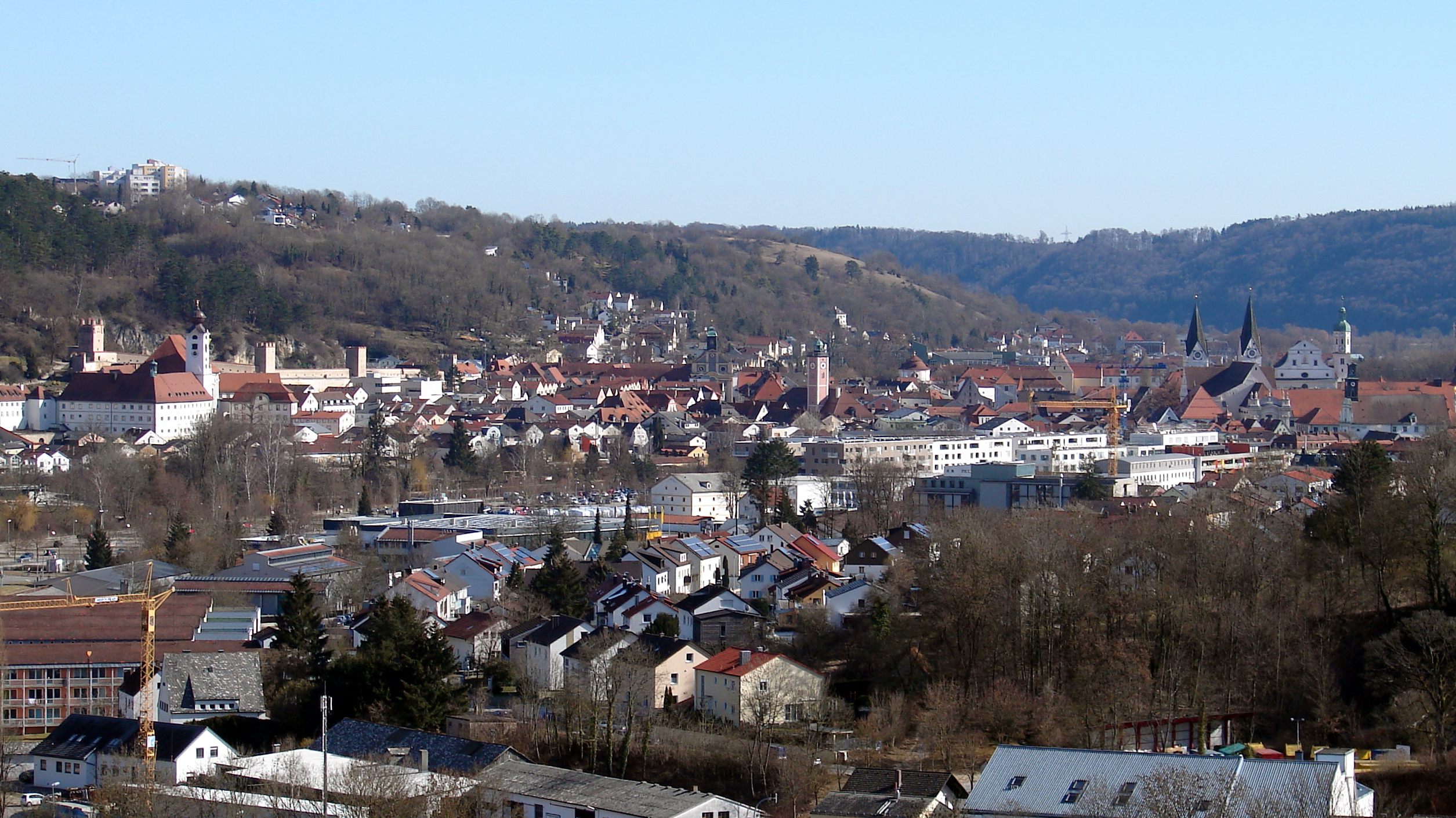
Lage der Stadt Eichstätt im Altmühltal

Eichstätt ist eine Große Kreisstadt in Oberbayern. Die Stadt ist Sitz des gleichnamigen Landkreises sowie der Verwaltung des Naturparks Altmühltal, außerdem Bischofssitz des Bistums Eichstätt und Hauptsitz der Katholischen Universität Eichstätt-Ingolstadt.

## Geografie

### Lage
Die Stadt liegt an der Altmühl, in der Nähe des geographischen Zentrums Bayerns und im Dreieck der größten bayerischen Oberzentren München, Nürnberg und Augsburg. Nachbargemeinden sind im Uhrzeigersinn beginnend im Norden: Pollenfeld, Walting, Adelschlag, Dollnstein und Schernfeld.

### Stadtgliederung
Die Gemeinde hat 13 Gemeindeteile (in Klammern ist der Siedlungstyp angegeben):
- Blumenberg (Dorf)
- Buchenhüll (Kirchdorf)
- Eichstätt (Hauptort)
- Häringhof (Einöde)
- Landershofen (Kirchdorf)
- Lüften (Einöde)
- Marienstein (Kirchdorf)
- Pietenfeld a.d.Leithen (Weiler)
- Rebdorf (Pfarrdorf)
- Wasserzell (Kirchdorf)
- Wimpasing (Weiler)
- Wintershof (Kirchdorf)
- Ziegelhof (Einöde)

Neben der Kernstadt besteht Eichstätt aus den historischen Vorstädten Buchtalvorstadt, Ostenvorstadt, Spitalvorstadt/Frauenberg und Westenvorstadt. In der zweiten Hälfte des 20. Jahrhunderts entstanden die Baugebiete Burgberg, Eichendorffstraße, Herzogfeld, Landershofen-Siedlung, Seidlkreuz, Weinleite (aufgrund der durchgängigen Flachdachbauweise als „Klein-Jerusalem“ bezeichnet) und das Industriegebiet Sollnau.
Bahnhof Eichstätt zählt zum Gemeindeteil Wasserzell.

### Gewässer

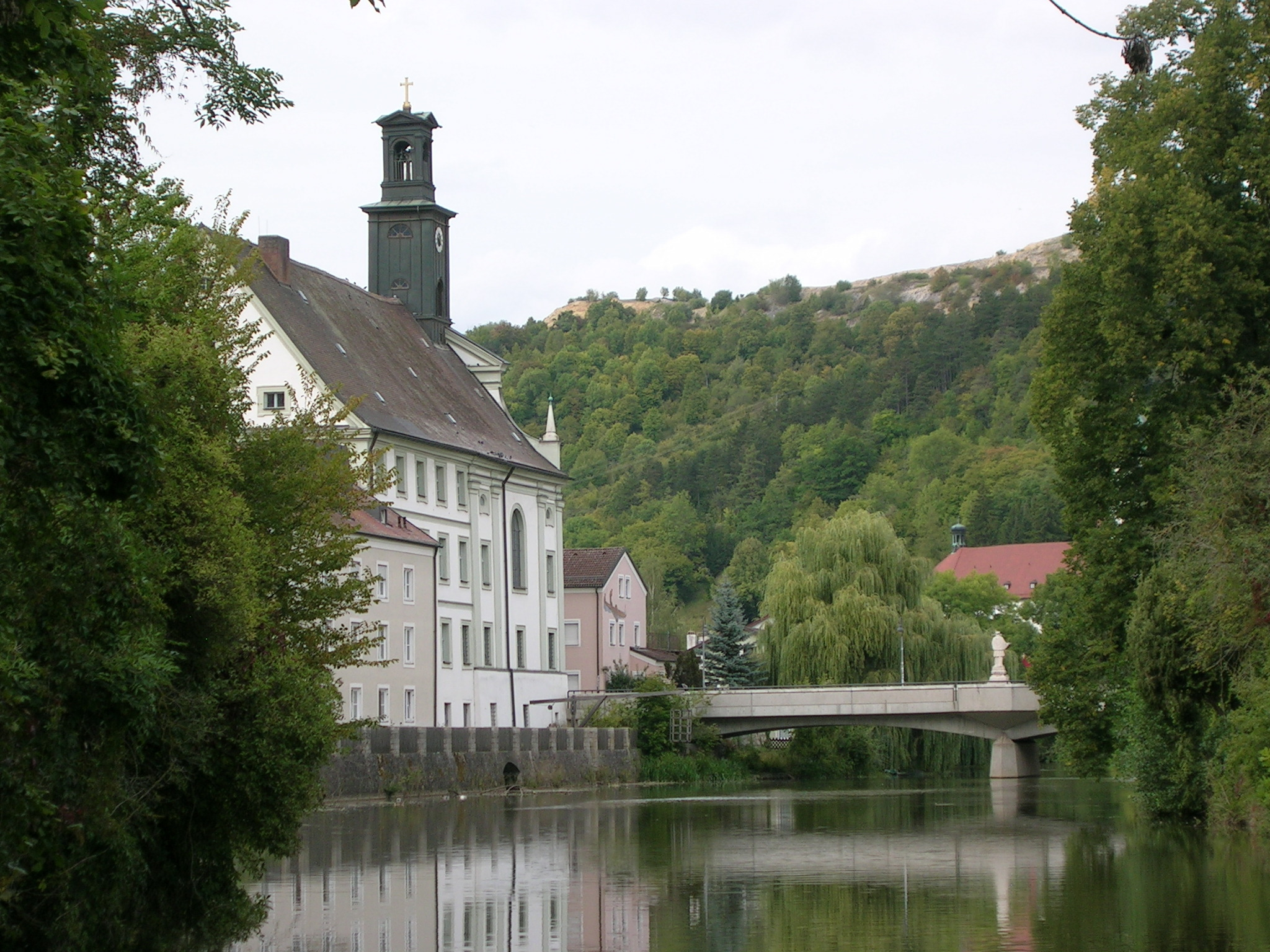
Die Altmühl auf Höhe der Spitalbrücke; zwischen Spitalbrücke und der Spitalkirche Heilig Geist ist ein Nachbau der historischen Prelle zu sehen, mit der im Mittelalter das Bäckerschupfen durchgeführt wurde.

Dominiert wird die Stadt von der Altmühl, die das Stadtgebiet durch die Gemeindeteile Wasserzell, Rebdorf, Marienstein, Eichstätt, Pietenfeld an der Leithen und Landershofen durchfließt.
Durch die Stadt fließt auch der Kapellenbach. Des Weiteren fließt ein großteils unterirdisch durch Rohre geführter, Buchtalbach genannter Kanal durch die Stadt. Beide Gewässer befinden sich ausschließlich auf dem Gebiet des Hauptortes.

### Erhebungen

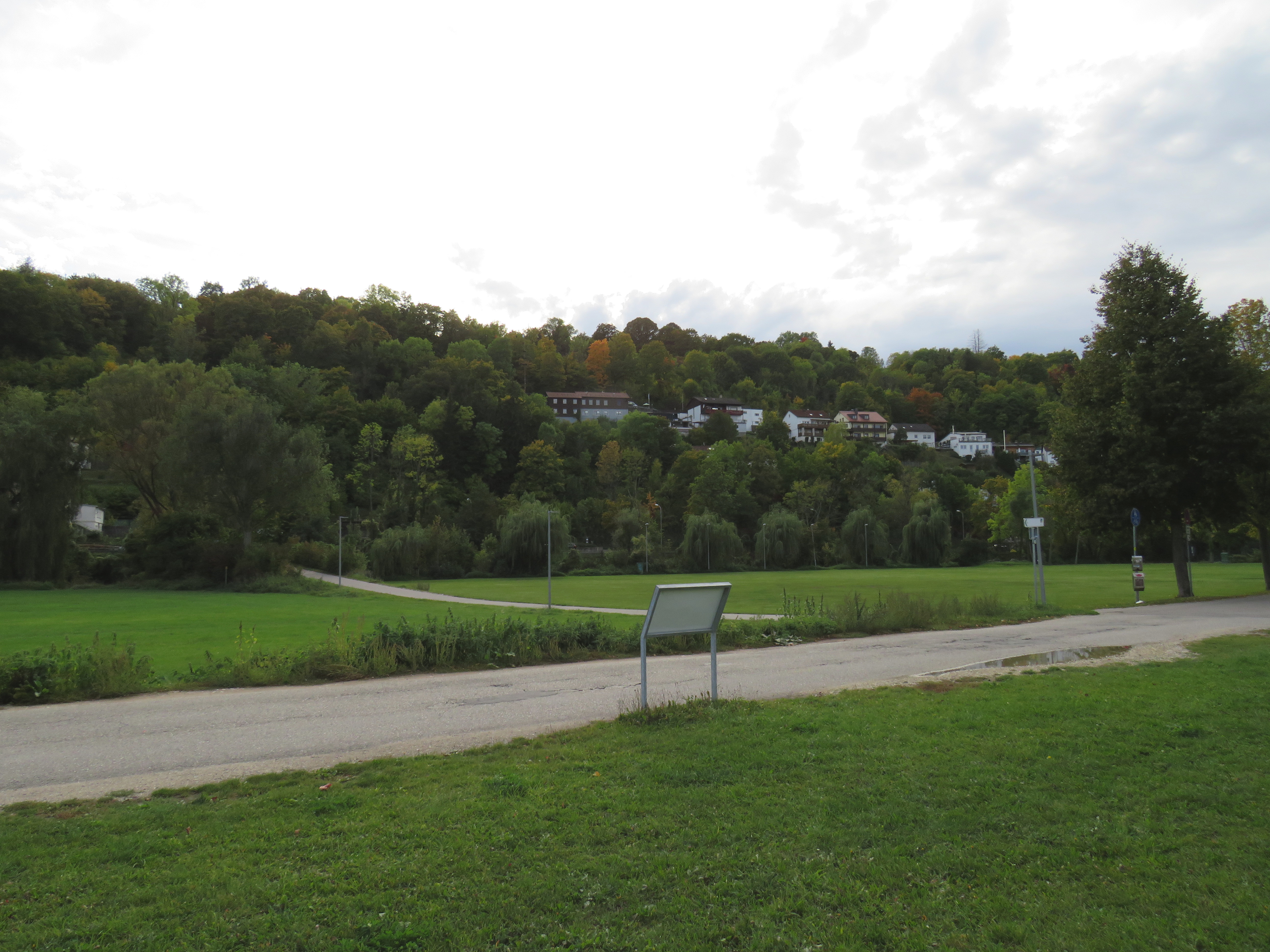
Der Frauenberg von der Seminarwiese aus gesehen

Die Stadt gilt als Hauptort des Altmühltals. Der nördliche Talabhang oberhalb der Stadt bildet einen Ausläufer des Fränkischen Jura. Höchster Punkt im Stadtgebiet ist mit 574 Metern Höhe eine ehemalige Abraumhalde nahe dem Gemeindeteil Lüften. Am tiefsten Punkt, bei 384 Meter, verlässt die Altmühl das Stadtgebiet. Das Stadtzentrum liegt auf einer Höhe von 393 Meter. Die Stadt ist der namensgebende Ort der Eichstätter Alb. Die zahlreichen Erhebungen auf dem Gebiet Eichstätts tragen historisch überlieferte Namen, u. a. Frauenberg, Blumenberg, Galgenberg, Ziegelhofer Berg, Doktorberg, Haselberg, Gaberberg, Gaisberg, Adamsberg, Burgberg und Kugelberg.

## Geschichte

### Vorgeschichte

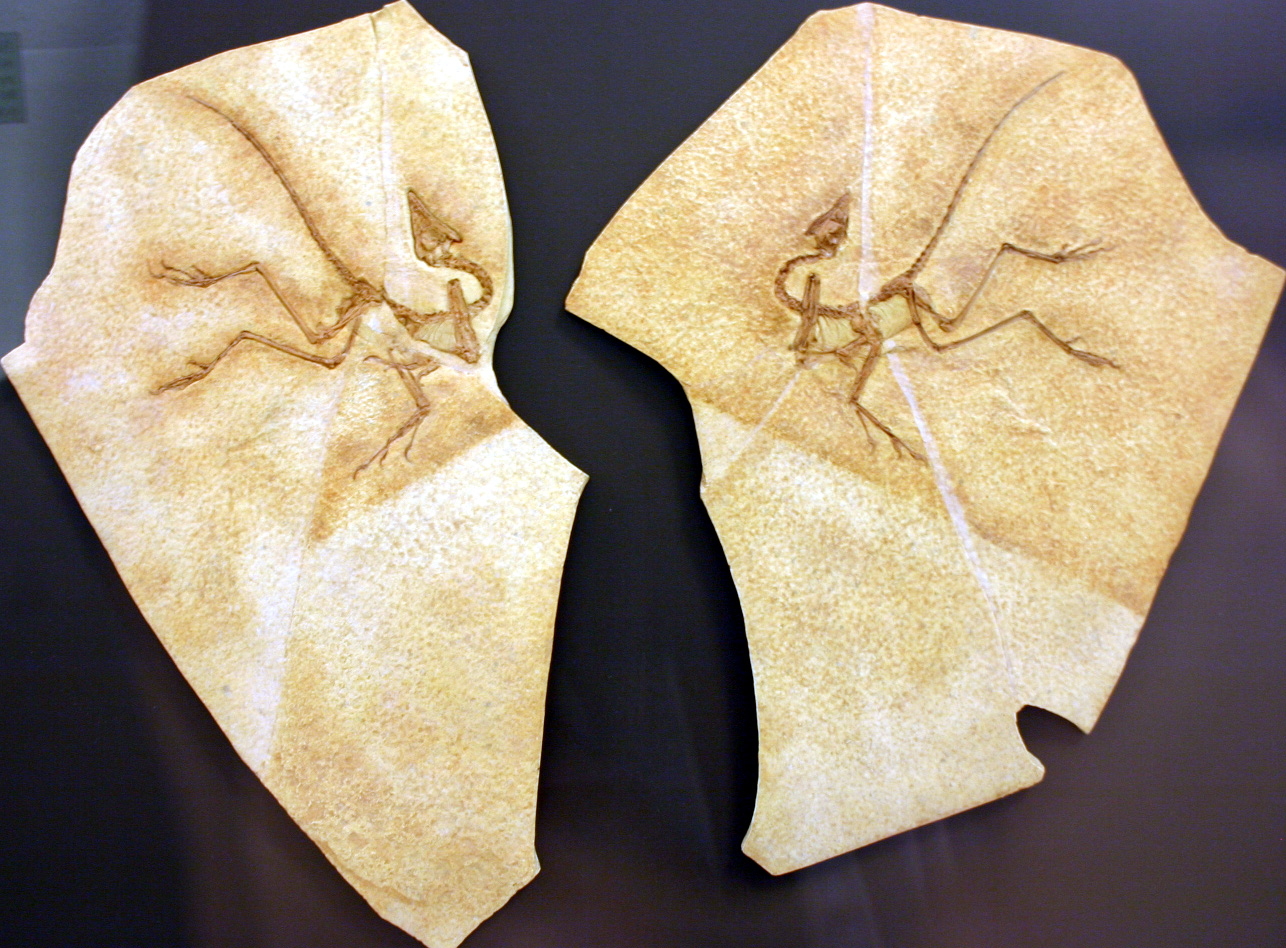
Eichstätter Exemplar des Archaeopteryx

Vor etwa 150 Millionen Jahren war hier der nördliche Rand des Jurameeres mit Korallenriffen und Lagunen, auf deren Grund sich Kalk in Schichten als Plattenkalk ablagerte. Eingeschlossene Tier- und Pflanzenreste blieben als Fossilien erhalten, unter anderem Juravenator und Archaeopteryx, von dem einige Exemplare in Eichstätter Steinbrüchen gefunden wurden. Nach Ende der Weichsel-/Würm-Kaltzeit wurde das mittlere Altmühltal durch die Urdonau, in diesem Abschnitt auch Altmühldonau genannt, geschaffen. Dabei blieben versteinerte Korallenriffe als markante Steinformationen erhalten und prägen noch heute die Jurahänge. Die ersten Spuren von Menschen in der Gegend von Eichstätt werden auf die Zeit um 10.000 v. Chr. datiert.

### Frühgeschichte und Altertum
Bereits in der Hallstattzeit (8. bis 6. Jahrhundert v. Chr.) und der Zeit der Kelten (Latènezeit ab 5. Jahrhundert v. Chr.) befand sich eine kleine Ansiedlung ungefähr an der Stelle des Domes, die den Namen Eistedd (vermutlich aus dem Keltischen: Wohn- oder Versammlungsstätte) trug. Zwischen 80 und 260 n. Chr. war Eichstätt Teil der Provinz Raetia und beherbergte eine kleine Römersiedlung (Villa rustica), deren Lage nördlich oder nordöstlich des Doms vermutet wird. Zwar wurden im Dombereich römische Funde gemacht, römische Baureste wurden jedoch nicht gefunden. Nördlich von Eichstätt verlief der Limes. Dieser wurde in den Jahren 213, 233 und 259 von den Alemannen gestürmt und die Römer zogen sich südlich über die Donau zurück.

### Mittelalter
Die erstmalige urkundliche Erwähnung des Ortes „Eihstat“ datiert auf das Jahr 740, als Winfried Bonifatius das Gebiet von einem Edlen namens Suitger geschenkt bekam. 741 oder 742 n. Chr. wurde der angelsächsische Benediktinermönch Willibald durch Winfried Bonifatius zum Bischof geweiht und nach Eichstätt entsandt; die „regio Eihstat“, die Suidger, ein Adeliger des bayerischen Herzogtums, dem Bonifatius zu seinem Seelenheil übergeben und dieser an Willibald weitergegeben hatte, war „ganz verwüstet, so dass kein Haus daselbst war“, mit Ausnahme einer Marienkirche. In ihrer Nähe, im Bereich des heutigen Domes, errichtete Willibald weisungsgemäß ein Kloster als Urzelle des noch vor 762 entstandenen Bistums Eichstätt. Um 880 wurden die Gebeine der Schwester des hl. Willibald, der hl. Walburga, von Heidenheim nach Eichstätt überführt; an ihrem Grab wurde 1035 ein Benediktinerinnen-Kloster gegründet, das bis heute Wallfahrtsziel ist. Diese Heilige wird nahezu weltweit verehrt.
Im 8. Jahrhundert gehörte Eichstätt politisch dem Nordgau an. Am 5. Februar 908 verlieh König Ludwig IV. dem Bischof Erchanbald das Markt-, Münz- und Zollrecht sowie das Recht zur Ummauerung; dies wird heute von der Stadt selbst als ihr Gründungsdatum angesehen. „Eihstat“ durfte sich 1042 „civitas“ (Stadt) nennen. Im Jahr 1003 schlug der deutsche König Heinrich II. einen Aufstand von Heinrich von Schweinfurt nieder. In der Folge wurde der Nordgau in Teilgrafschaften aufgelöst. Die Gebiete um Eichstätt kamen zu Graf Berengar. 1205 erhielten die Grafen von Grögling-Hirschberg Vogteirechte. Eichstätt wurde zur Residenzstadt der Grafschaft Hirschberg. Von 1305 bis zum Anfang des 19. Jahrhunderts herrschten die Bischöfe von Eichstätt über Stadt und Hochstift Eichstätt. Das Hochstift war von 1500 bis 1806 Teil des Fränkischen Reichskreises innerhalb des Heiligen Römischen Reiches Deutscher Nation.
Überregional bekannt wurde der Arzt und, ein bedeutendes Regimen sanitatis verfassende, Schriftsteller Konrad von Eichstätt (* um 1275; † August 1342), Sohn des Eichstätter Stadtrichters Hiltbrand. Konrad, 1327 mit dem „Zehnten zu Piburch“ von Bischof Gebhard von Eichstätt belehnt, betrieb zudem in Eichstätt eine Badestube, die 1341 zum Brauhaus umfunktioniert wurde.
Mindestens seit dem 13. Jahrhundert gab es eine jüdische Gemeinde in Eichstätt. Judenverfolgungen sind für das Jahr 1298 und für die Pestzeit 1348/49 überliefert. Fürstbischof Johann III. von Eych veranlasste zudem 1445 die Vertreibung aller Juden aus dem Hochstift Eichstätt und damit auch aus der Stadt.
Im Mittelalter wurde das Gebiet um Eichstätt auch zum Weinanbau genutzt. Die dafür angelegten Terrassen sind teilweise heute noch zu erkennen. Mit dem Beginn der Kleinen Eiszeit und aufgrund der Verwüstungen des Dreißigjährigen Krieges wurde der Weinanbau schließlich aufgegeben.
Im Spätmittelalter machten sich auch in Eichstätt hussitische Einflüsse bemerkbar.

### Neuzeit

#### Frühe Neuzeit

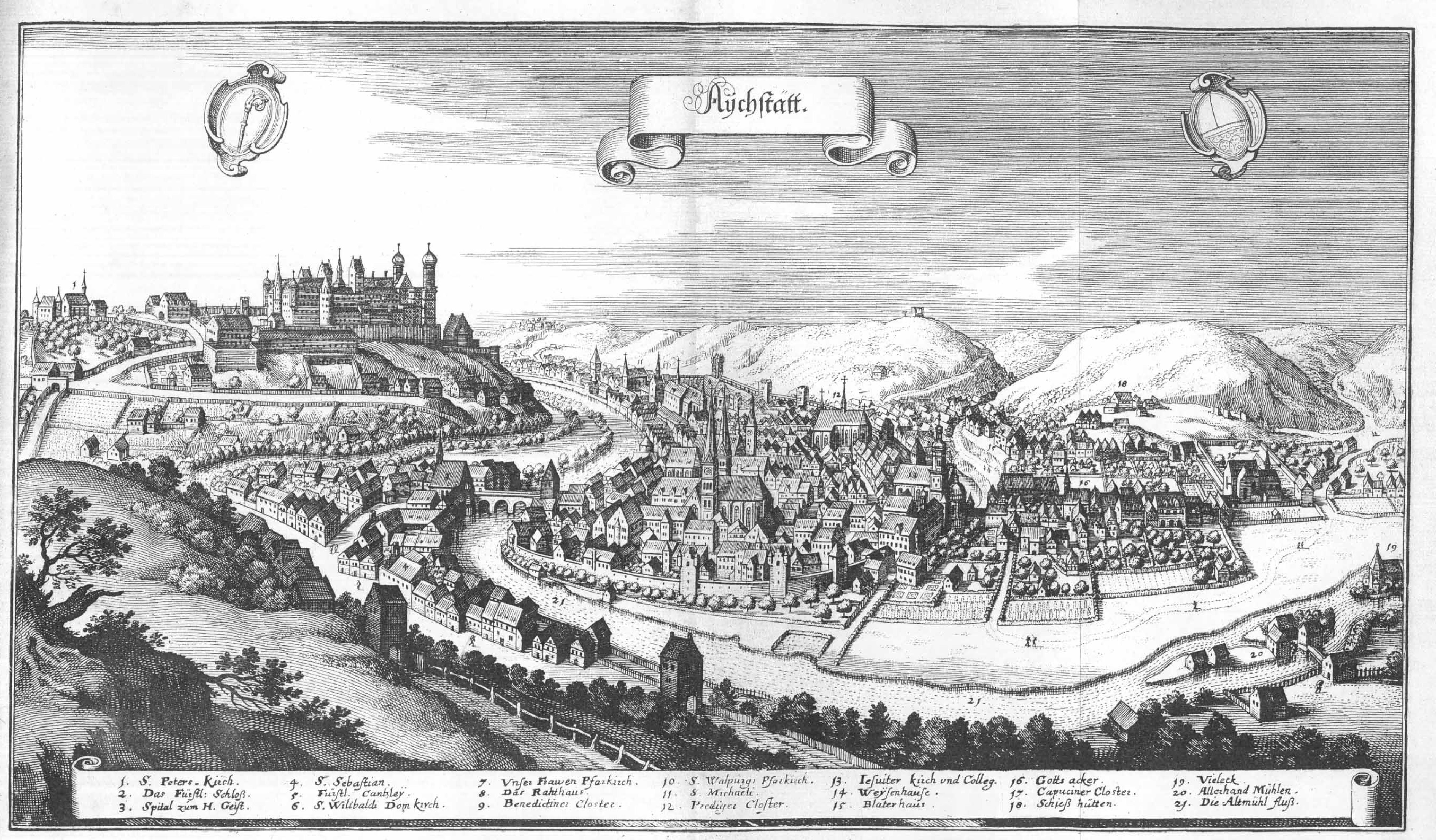
Eichstätt im 17. Jahrhundert (Matthäus Merian: Topographia Franconiae. 1648)

##### Hexenverfolgung in Eichstätt
Von 1582 bis 1723 wurden im Hochstift Eichstätt mindestens 241 Menschen, 211 Frauen (88 %) und 30 Männer (12 %), wegen des Verdachts auf sogenannte Hexerei angeklagt und verhaftet. 222 (195 Frauen, 27 Männer) von ihnen wurden nachweislich in Hexenprozessen zum Tode verurteilt und hingerichtet, darunter Kunigunde Sterzl, Eva Hohenschildin und Helena Schneckin. Für die übrigen ist die Hinrichtung entweder bisher nicht sicher belegt oder sie starben während der Haft oder wurden wieder freigelassen. Die Hauptphase der Hexenverfolgung im Hochstift Eichstätt dauerte von 1617 bis 1630 und fiel in die Regierungszeit des Fürstbischofs Johann Christoph von Westerstetten. In diesen 14 Jahren sind mindestens 185 Verhaftungen und Prozesse und 167 Hinrichtungen von 141 Frauen und 26 Männern wegen Hexerei nachweisbar, davon kontinuierlich jedes Jahr zwischen vier und 25 (1620) Todesurteile. Die letzte bisher bekannte Hinrichtung wegen Hexerei fand in Eichstätt 1723 statt.

##### Weitere Entwicklungen
Zwischen 1540 und 1546 traf Eichstätt eine Epidemie, wodurch zahlreiche Menschen starben. In der Folge wurde der erst 1534 errichtete Ostenfriedhof weiter vergrößert. Auf Veranlassung Fürstbischof Moritz von Huttens wurde im Jahre 1550 der Getreidespeicher am Residenzplatz errichtet. Dieser beherbergt heute das Alte Stadttheater. Auf das Jahr 1564 wird die Errichtung des Collegium Willibaldinum im Zuge der Tridentinischen Reform datiert. Der Hortus Eystettensis auf der Willibaldsburg wurde auf Veranlassung von Fürstbischof Johann Konrad von Gemmingen ab 1597 errichtet, im Dreißigjährigen Krieg jedoch wieder verwüstet.
Zur Zeit des Dreißigjährigen Krieges galt die Stadt als „Hochburg des Katholizismus“ und sah sich eines folgenreichen Angriffs durch die Schweden ausgesetzt. Diese eroberten und plünderten die Stadt. 1633 wurden die Stadt und die Willibaldsburg mehrmals besetzt und gebrandschatzt; dabei nahmen die Schweden zahlreiche Kanonen, Waffen, Munition und große Mengen Mehl und Getreide an sich und brachten es in ihr Lager nach Neuburg. Am 12. Februar 1634 wurden weite Teile der heutigen Innenstadt fast völlig zerstört. 444 Häuser und sechs Kirchen fielen den Verwüstungen zum Opfer; nur 127 Häuser, der Dom, die Stadtpfarrkirche Unsere Liebe Frau, das Kloster St. Walburg, die Dominikanerkirche und die Johanneskirche überstanden die Plünderungen. Am 5. September desselben Jahres kam es jedoch zu weiteren Zerstörungen. Hierbei wurden weitere 44 Gebäude angezündet. Infolge der Zerstörungen durch die Schweden starb das Tuchmacherhandwerk in Eichstätt fast vollständig aus. Der Wiederaufbau begann im Jahre 1639 und dauerte bis Ende des 18. Jahrhunderts an. Er wurde maßgeblich durch Graubündener und italienische Baumeister, vor allem Gabriel de Gabrieli, Jakob Engel und Maurizio Pedetti bewerkstelligt. Der Epoche entsprechend erfolgte er im barocken Baustil. Das hierbei geschaffene Stadtbild prägt Eichstätt bis heute. Durch die Fürstbischöfe wurde der Wiederaufbau auch politisch und finanziell stark gefördert, sollte dadurch aber auch gesteuert werden. So sah beispielsweise ein Erlass des Fürstbischofs Johann Euchar Schenk von Castell aus dem Jahre 1685 Steuervorteile, Vergünstigungen und kostenfreies Bauholz vor für „stadtmäßige, von Grund aus gemauerte, dreistöckige Häuser“ mit einem Ziegeldach (statt einem Schieferdach).
Ausweislich eines Steuerbuchs aus dem Jahr 1696 bestanden in diesem Jahr u. a. 15 Bäcker, acht Melber (Mehlhändler), 25 Metzger, 14 Bierbrauer, 22 Wirte, 23 Schuster, elf Rotgerber, sechs Weißgerber, 13 Maurer, acht Tuchmacher, 13 Weber und 17 Krämer, darunter ein Großkaufmann.
Vom Spanischen Erbfolgekrieg blieb Eichstätt weitgehend verschont. Zwar drangen 1703 französisch-bayerische Kürassiere in die Stadt ein; das französisch-bayerische Heer wurde jedoch 1704 in der Schlacht am Schellenberg und in der Zweiten Schlacht bei Höchstädt von der Haager Großen Allianz besiegt, was somit auch Eichstätt zugutekam. Anlässlich dessen wurde 1704 Franz Xaver zu einem weiteren Stadtpatron neben Willibald und Walburga erklärt; eine Votivtafel in der Schutzengelkirche erinnert daran.
Die von Thurn und Taxis betriebene Kaiserliche Reichspost eröffnete 1708 eine Poststation in Eichstätt, welche 1808 verstaatlicht wurde. 1735 begannen der Bau der Sommerresidenz und des Hofgartens. 1791 erschien erstmals das Eichstätter Intelligenzblatt, das die erste Zeitung der Stadt war.
Am Ende des 18. Jahrhunderts machten sich die Koalitionskriege auch in Eichstätt bemerkbar. So kam es mehrmals zu Truppendurchzügen und Plünderungen; im Jahr 1800 wurde das Kloster Rebdorf durch General Dominique Joba geplündert. Eichstätt war ab 1795 Hauptfeldspital der Kaiserlichen Armee.

#### 19. Jahrhundert

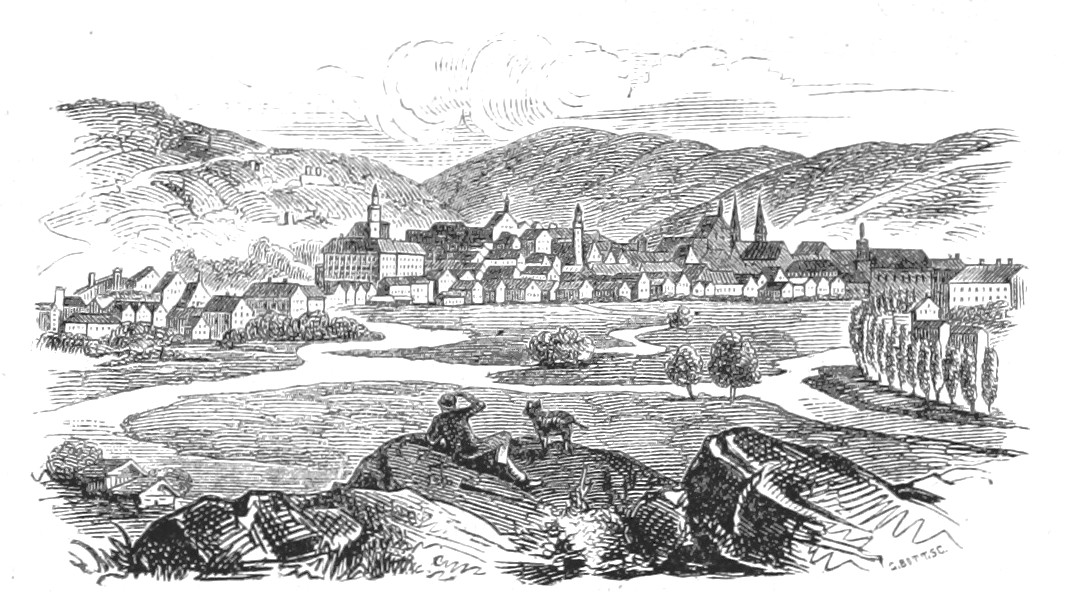
Ansicht Mitte des 19. Jahrhunderts

Durch die Säkularisation 1802/03 wurde Eichstätt Teil des Kurfürstentums Salzburg. Der Friede von Pressburg 1805 hatte wiederum zur Folge, dass das Kurfürstentum unter Kurfürst Ferdinand zum Kaisertum Österreich kam. Die Stadt Eichstätt fiel dabei im Dezember 1805 an das Königreich Bayern. 1806 wurde Eichstätt dann auf Veranlassung des Polizeikommissariats in acht mit Buchstaben gekennzeichnete Bezirke aufgeteilt: A. Residenzviertel, B. Marktviertel, C. Rossmarktviertel, D. Walburgisviertel, E. Buchtalvorstadt, F. Ostenvorstadt, G. Spitalvorstadt und H. Westenvorstadt. Diese Aufteilung galt bis 1957.
1817 bis 1833 war Eichstätt Hauptstadt der bayerischen Mediatherrschaft Fürstentum Eichstätt, das die Herzöge von Leuchtenberg innehatten.
Ein Anschluss Eichstätts an das Bahnnetz war ursprünglich nicht vorgesehen. Erst nach längeren Bemühungen der Stadtführung und der Eichstätter Bürger wurde schließlich 1870 Eichstätt durch die Eisenbahnlinie Treuchtlingen-Ingolstadt an das Schienennetz angeschlossen und erhielt einen etwas außerhalb des Stadtgebiets gelegenen eigenen Bahnhof. In diesem Zuge entstanden ursprünglich für die Bauarbeiten mehrere Dienst- und Wohngebäude; daraus entwickelte sich schließlich der heutige Gemeindeteil Eichstätt-Bahnhof. Eine direkte Verbindung in die Stadt wurde 1885 erreicht, indem eine Schmalspurstrecke von Eichstätt-Bahnhof in die Nähe des Stadtzentrums sowie der Stadtbahnhof errichtet wurden; diese Strecke wurde 1934 auf Normalspur umgestellt.
Seit ca. 1860 war es Juden wieder erlaubt, nach Eichstätt zu ziehen. In der Folge entstand die „Israelitische Betgesellschaft“.
Der Aufbau der Gasversorgung begann im Jahre 1863. Hierzu wurde beim Cobenzlschlösschen ein mit Steinkohle betriebenes Gaswerk errichtet, das zuerst für die Versorgung der Straßenbeleuchtung gedacht war. Später diente es auch zur Versorgung der Haushalte. Ebenfalls 1863 erfolgte die Gründung der Eichstätter Feuerwehr.
Im 19. Jahrhundert verlor Eichstätt seine Eigengerichtsbarkeit an Ingolstadt. Die kirchliche Gerichtsbarkeit, das Offizialat hat allerdings noch heute Bestand. Um 1900 wurde am Ort, direkt gegenüber dem unteren Bahnhof eine eigene Justizvollzugsanstalt mit historischem Kopfbau errichtet, die mit Erweiterungsbauten seither ununterbrochen genutzt wird.
Die zentrale Wasserversorgung der Stadt wurde 1889 fertiggestellt; am 27. September 1920 folgte auch der Anschluss an das Stromnetz, wobei bereits zuvor versuchsweise einzelne Gebäude elektrifiziert worden waren.

#### 20. Jahrhundert

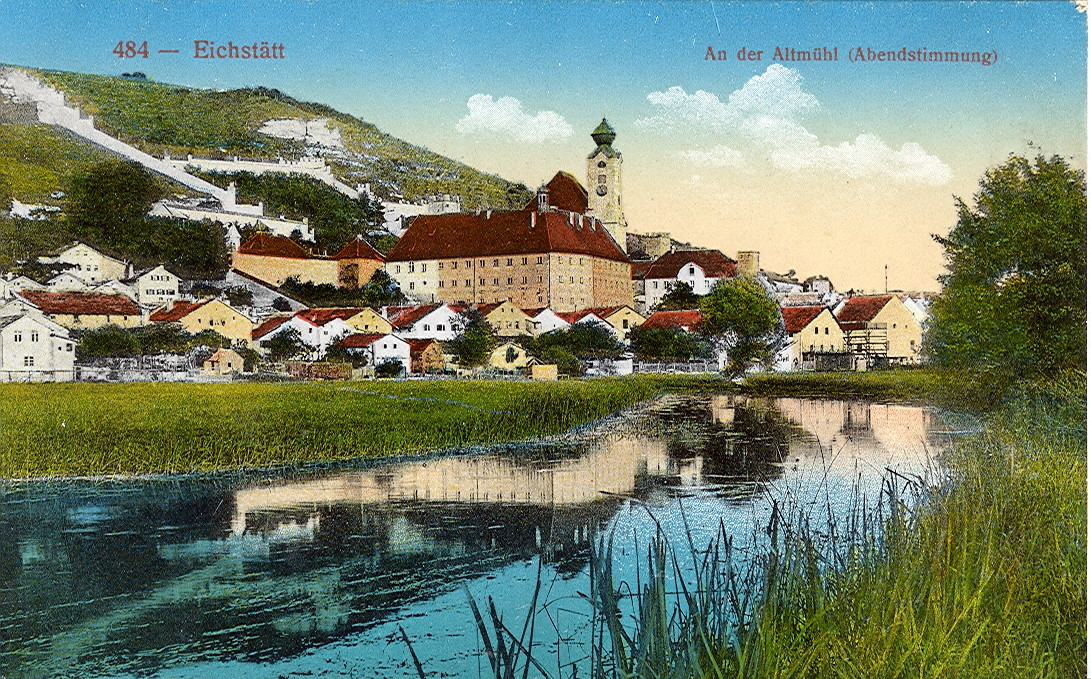
Eichstätt um 1914 auf einer Postkarte

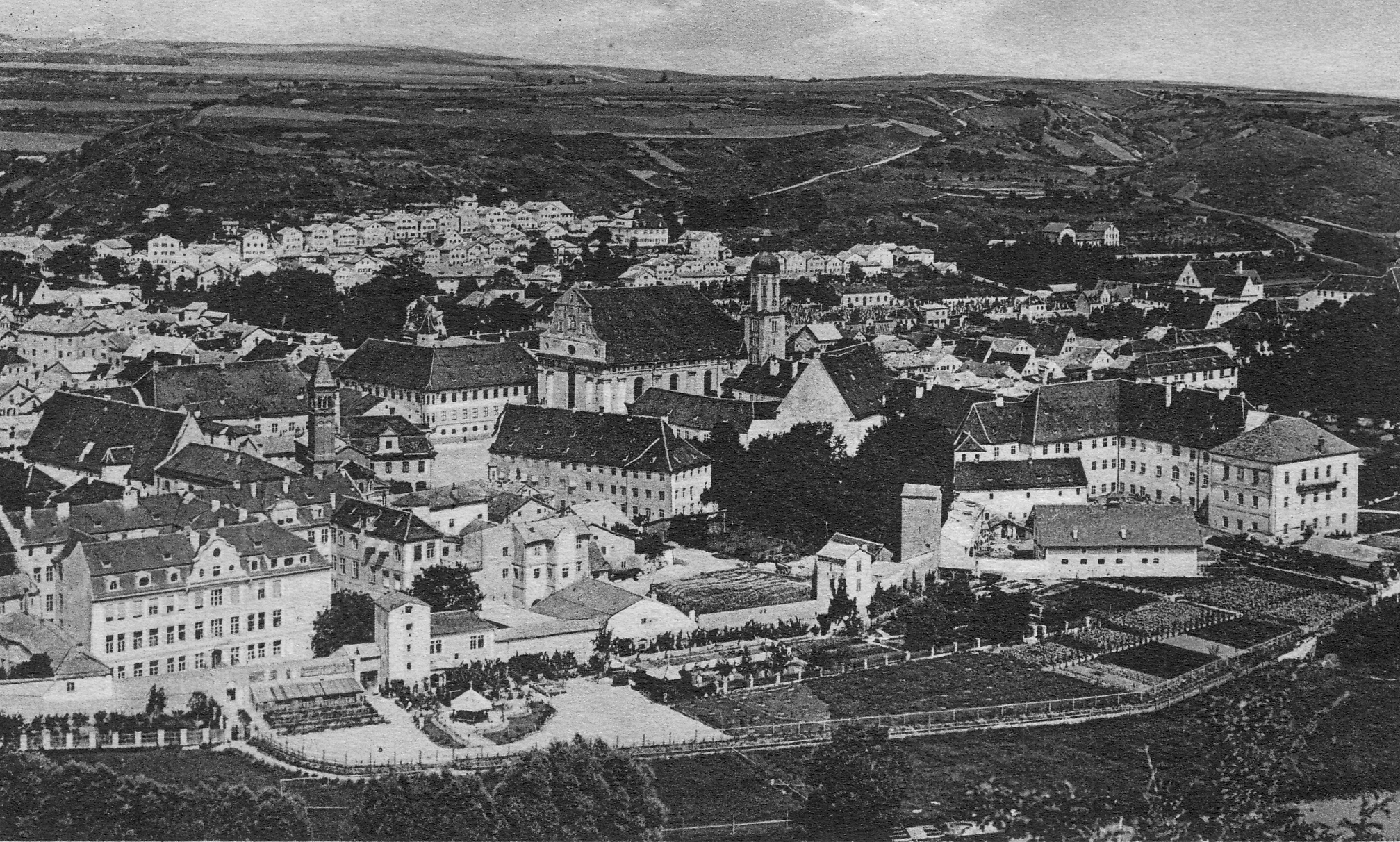
Historische Ansicht von Eichstätt auf einer Postkarte von 1924

Die Folgen der Novemberrevolution 1918 erfassten auch Eichstätt. So wurde in Ingolstadt und Eichstätt das Freikorps Oberland gegründet. Ernst Toller war nach seiner Verurteilung für einige Monate im provisorischen Festungsgefängnis von Eichstätt inhaftiert. Auch in Eichstätt bildete sich ein Arbeiter- und Soldatenrat. Am 15. Dezember 1918 beschloss der Magistratsrat die Aufstellung einer Bürgerwehr; die Umsetzung dieses Beschlusses dauerte jedoch noch einige weitere Monate.
Bei den Stadtratswahlen am 15. Juni 1919 wurde nach Einführung des Frauenwahlrechts in Deutschland im Jahr zuvor mit Maria Buchberger (Bayerische Volkspartei) die erste Frau in den Eichstätter Stadtrat gewählt.
Seit 1926 gibt es eine Polizeikaserne, die die heutige 2. Bereitschaftspolizeiabteilung (II. BPA) mit Ausbildungsseminaren beherbergt.
Ende des 19. Jahrhunderts und in der ersten Hälfte des 20. Jahrhunderts geriet Eichstätt aufgrund seiner abgeschiedenen Lage immer mehr ins Hintertreffen. Es fand kaum wirtschaftliche Entwicklung statt, die Stadt blieb vor allem ein Verwaltungs- und Schulzentrum. Dies führte zu größeren wirtschaftlichen Problemen und einer hohen Arbeitslosigkeit; so waren im Winter 1932/33 1800 Personen als arbeitslos gemeldet. Durch die geringen Steuereinnahmen aufgrund der kaum vorhandenen Industrie häufte Eichstätt zudem große Schulden an; zum 31. März 1933 betrug der Schuldenstand 1.181.252 Reichsmark.

##### Zeit des Nationalsozialismus

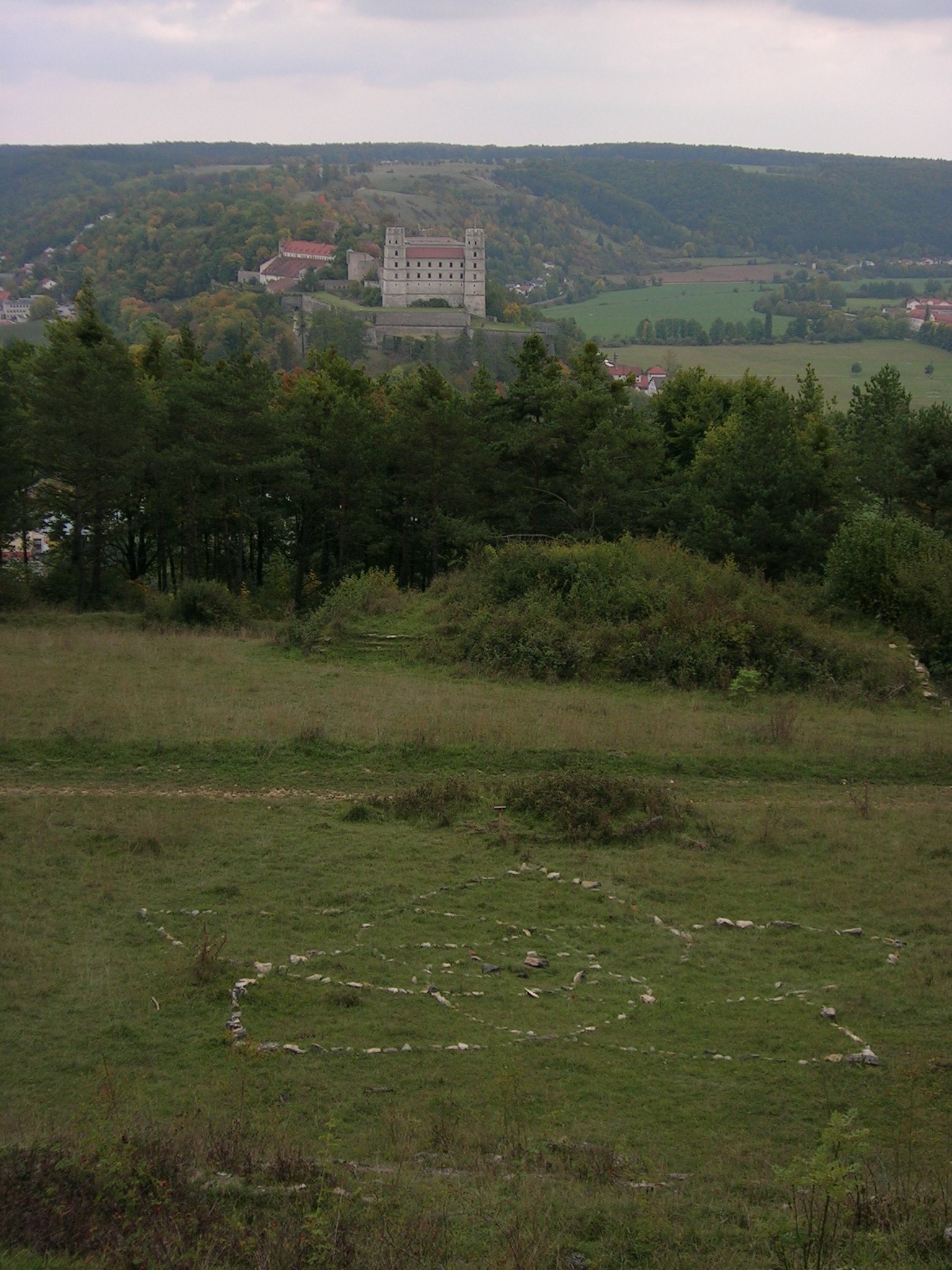
Die überwucherten Überreste der Thingstätte mittig im Bild vor der Baumgruppe

Die NSDAP, welche bereits 1922 eine Ortsgruppe gründete, konnte sich in Eichstätt anfangs nur schwer etablieren. Die dominante Rolle in der Stadt hatte lange Zeit die Bayerische Volkspartei inne. So hatte die NSDAP bei den Wahlen zwischen 1930 und 1933 die schwächsten Ergebnisse in allen mittelfränkischen Verwaltungsbezirken und errang auch nach der sogenannten Machtergreifung bei der Reichstagswahl am 5. März 1933 nur 1558 Stimmen, die Bayerische Volkspartei hingegen 2493. Dies lag zum einen an der Abgelegenheit der Stadt, v. a. aber auch an der starken Stellung der Katholischen Kirche, welche die Nationalsozialisten anfangs nicht zu durchbrechen vermochten. Auch wurden die staatlichen Verordnungen und Notverordnungen wie das Uniformverbot und die Möglichkeit, Versammlungen zu verbieten, in Eichstätt konsequent durchgesetzt, was es der NSDAP deutlich erschwerte, ihre üblichen propagandistischen Auftritte durchzuführen.
Dennoch gelang es 1933 den Nationalsozialisten schnell, die Kontrolle über die Stadt zu erlangen. Bereits am 9. März wurde unter Duldung der Stadtverwaltung eine Hakenkreuzfahne von der SA im Rathaus gehisst. Am folgenden Tag wurden vier führende Personen des Reichsbanners Schwarz-Rot-Gold bzw. der Eisernen Front und der KPD in „Schutzhaft“ genommen, später auch weitere Mitglieder der KPD und der SPD sowie der Bayernwacht. Es gelang den Nationalsozialisten somit zügig, auch in Eichstätt für ein Klima der Angst zu sorgen. Die Verwaltungsspitze wurde durch linientreue Beamte und Politiker ersetzt. Der BVP-Bürgermeister Otto Betz wurde bis Ende Mai 1934 im Amt belassen und dann durch den NSDAP-Kreisleiter Walter Krauß ersetzt. Im Zuge der Gleichschaltung wurden Stadt- und Bezirksrat auf Basis des Wahlergebnisses vom März 1933 neu gebildet, was zwar auf dem Papier zu einer BVP-Mehrheit führte, praktisch aber die Stellung der NSDAP stärkte. Im Laufe der folgenden Wochen wurden der Reihe nach die Sitze der SPD und der BVP eingezogen, was der NSDAP bis Ende Juli die alleinige Kontrolle in beiden Gremien brachte. Zusätzlich demonstrierten die Nationalsozialisten nun auch gegenüber der Kirche ihre Macht, indem sie drei Geistliche zeitweise in „Schutzhaft“ nahmen.
Schließlich folgte auch die Gleichschaltung der Verbände, Innungen und der oftmals unter kirchlicher Leitung stehenden Vereine, was sich jedoch aufgrund von Personalmangel und wegen der weiterhin starken Verwurzelung der Kirche in der Bevölkerung sowie der stark ausgebauten kirchlichen Jugendarbeit als mühsam erwies. Die Hitlerjugend konnte anfangs nur schwer Fuß fassen in Eichstätt. Dabei spielten auch katholische Jugendvereine eine wichtige Rolle, die jedoch teilweise, wie die Sturmschar, selbst sich zunehmend politisierten und militarisierten, oft verbunden mit zunehmender Werbung für die BVP im Zuge der März-Wahlen 1933. Eine wichtige Rolle spielte auch der in der Eichstätter Jugendarbeit tätige Priester Ingbert Naab, der sich gegen den Nationalsozialismus und für ein christlich geprägtes Deutschland einsetzte.
Der anfangs noch starken Stellung der katholischen Vereine stand jedoch schnell ein Überlaufen vieler Leute, insbesondere auch aus dem Beamtenapparat, zu den nationalsozialistischen Organisationen aufgrund des öffentlichen Drucks oder aus Opportunitätsgründen gegenüber. Auch der Kurswechsel der deutschen Bischöfe trug dazu bei: Stellten sich diese bisher gegen die nationalsozialistische Bewegung, so änderte sich dies nach der sogenannten Machtergreifung schnell. Letztlich war der Eichstätter Bischof Konrad Graf von Preysing das einzige katholische Bistumsoberhaupt in Deutschland, das sich gegen das 1933 vom Heiligen Stuhl und der Reichsregierung vereinbarte Reichskonkordat wandte. Die Leitungen der katholischen Vereine wie der Katholische Gesellenverein, die Deutsche Kolpingsfamilie, der Katholische Burschenverein oder der Katholische Jungmännerverband schwenkten schließlich selbst auf die neue Staatslinie um oder übernahmen diese zumindest teilweise. An der Basis führte dies zu breitem Widerstand, was dazu führte, dass insbesondere die katholischen Jugendorganisationen in Eichstätt auch über 1933 hinaus ein Ort des Widerstands gegen den Nationalsozialismus blieben, wenn auch ihre Stellung immer schwächer wurde.
Adolf Hitler besuchte die Stadt mehrmals und war dabei häufig im Restaurant „Waldschlösschen“ zu Gast. Im Dezember 1933 wurde ihm die Ehrenbürgerwürde der Stadt zugesprochen.
1935 wurde durch die Nationalsozialisten die Eichstätter Thingstätte auf dem Geisberg in der damals noch selbständigen Gemeinde Wintershof errichtet. Bei der Einweihungsfeier am 6. Juli 1935 war Gauleiter Julius Streicher anwesend. Fertiggestellt wurde sie erst 1937. Die Thingstätte ist heute verfallen und überwuchert.
Die Juden in Eichstätt unterlagen wie überall im Reich starken Repressalien wie „Schutzhaft“ und wirtschaftlichem Boykott. In der Folge nahm die Zahl der Juden rasch ab. Beim Novemberpogrom am 10. November 1938 wurde die letzte Familie aus Eichstätt vertrieben.
Zwischen 1939 und 1945 befand sich in der Ostenvorstadt von Eichstätt das Kriegsgefangenenlager Oflag VII B. Außerdem war die Willibaldsburg in Eichstätt von Oktober 1944 bis Januar 1945 Standort eines Außenlagers des Konzentrationslagers Flossenbürg; dort waren 22 Häftlinge untergebracht. In Eichstätt gab es keine Todesopfer.
Die Kreisfreiheit verlor die Stadt 1940.
Im Stadtbereich von Eichstätt gab es, im Gegensatz zu den umliegenden Gemeinden und Städten, keine nennenswerten Kriegsschäden durch alliierte Angriffe. Nach ab dem 23. April 1945 andauernden Gefechten wurde die Stadt am 25. April von US-amerikanischen Truppen besetzt. Noch am 24. April wurden zwei Männer durch SS-Leute auf dem Leonrodplatz erhängt, weil sie versucht hatten, die Sprengung der Spitalbrücke zu verhindern. Die Brücke wurde in der Nacht zum 25. April dennoch gesprengt, was für die US-Truppen jedoch kein großes Hindernis darstellte. In derselben Nacht verließen u. a. der NSDAP-Bürgermeister Hans Rösch, andere Politiker, einige Soldaten und Gestapobeamte die Stadt. Die Amtsgeschäfte übernahm Oberinspektor Josef Kleber. Obwohl auch am 25. April weiter gekämpft wurde, konnte die Stadt auf Betreiben einiger Personen wie der Äbtissin des Klosters St. Walburg, Maria Anna Benedicta von Spiegel, dem Amtsoffizianten im Rathaus, Anton Halbich, und Oberst Otto Marschall friedlich an die US-Streitkräfte übergeben werden. Die US-amerikanischen Truppen rückten anschließend weiter nach Osten vor und befreiten am folgenden Tag weitere Orte in der Umgebung wie Pfünz, Inching, Pietenfeld, Hofstetten, Eitensheim, Hitzhofen, Lippertshofen, Friedrichshofen und Kipfenberg. Josef Kleber wurde von der US-amerikanischen Militärregierung kurzzeitig als Bürgermeister eingesetzt, allerdings aufgrund seiner NS-Funktionen wieder abgesetzt, verhaftet und verurteilt. Er wurde am 9. Mai durch Romuald Blei ersetzt.

##### Nach dem Zweiten Weltkrieg
1949 wurde die Stadt wieder kreisfrei. Mit der bayerischen Gebietsreform 1972 wechselte Eichstätt, das seit 1838 zum Regierungsbezirk Mittelfranken gehört hatte, nach Oberbayern. Dabei verlor die Stadt abermals den Status als kreisfreie Stadt.
Das zuletzt von den Stadtwerken betriebene Gaswerk beim Cobenzlschlösschen wurde 1964 geschlossen. Mit der Errichtung des Baugebiets Seidlkreuz wurde 1966 begonnen. Das Freibad wurde 1970 eröffnet.
1969 wurde der Naturpark Altmühltal gegründet. Im selben Jahr wurde die Eichstätter Stadtpolizei der Polizei Bayern angegliedert.
Im Jahr 1980 wurde die damalige Gesamthochschule Eichstätt zur Katholischen Universität Eichstätt erhoben. Aufgrund der Gründung der wirtschaftswissenschaftlichen Fakultät in Ingolstadt 1989 wurde die KU 2001 in Katholische Universität Eichstätt-Ingolstadt umbenannt.
Das Alte Stadttheater wurde 1988 eingeweiht; im Jahr darauf folgte die Einrichtung des Informationszentrums Naturpark Altmühltal. 1992 erhielt Eichstätt seine Stadtlinie.

#### 21. Jahrhundert
Der 2006 begonnene Neubau des Freibads wurde 2010 abgeschlossen. Seit 2011 wird der neue Gemeindeteil Spitalstadt zwischen Bahnhofsgelände und Altmühl errichtet. Er soll Raum für Dienstleistungs- und Einzelhandelsunternehmen, Verwaltungseinrichtungen, Wohnungen, ein Hotel und einen neuen Busbahnhof bieten. Die ersten Gebäude wurden 2014 fertig gestellt, der neue Busbahnhof 2015. Bis 2020 wurde ein Viersterne-Tagungshotel gebaut.

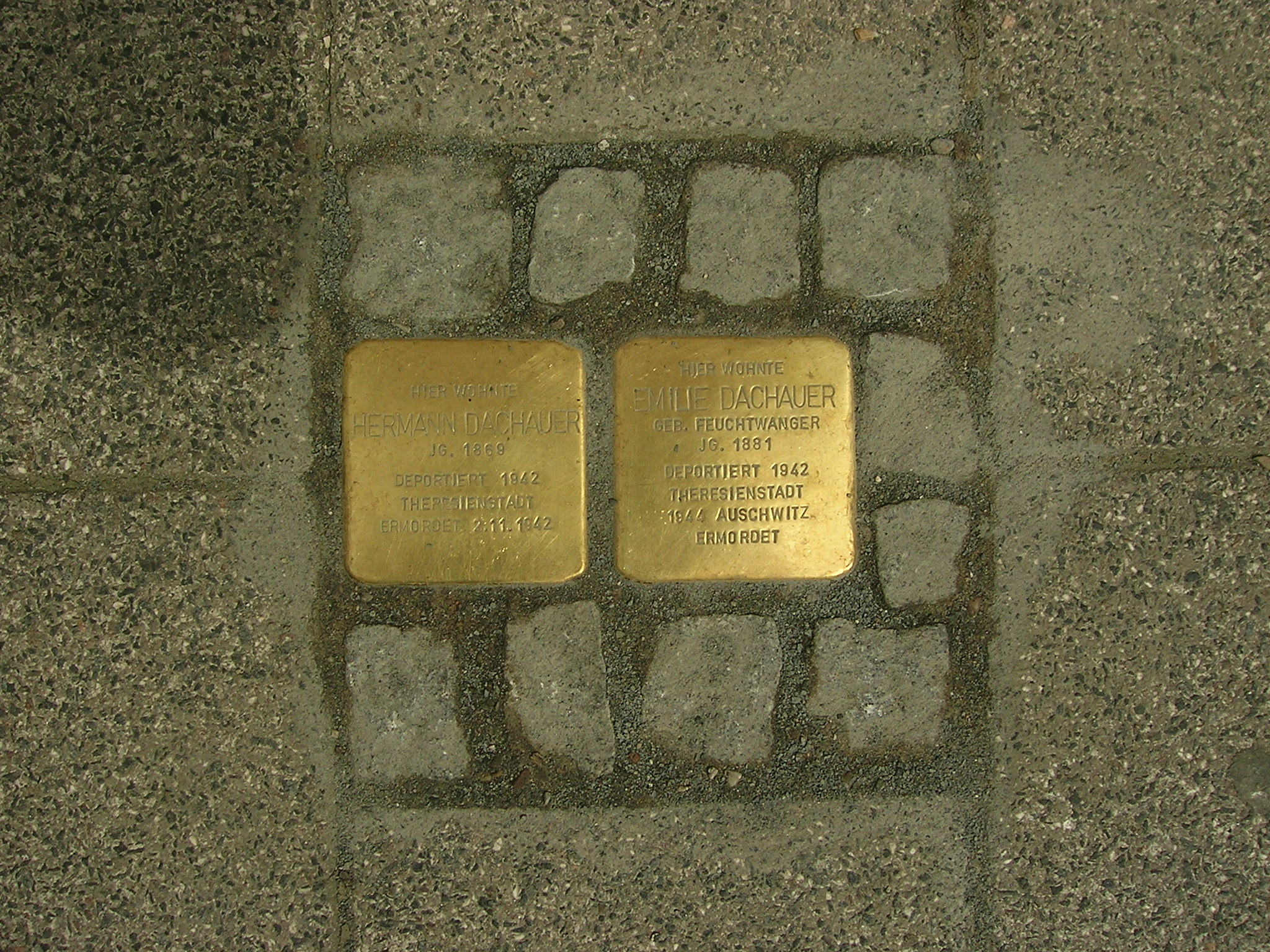
Zwei Stolpersteine in der Luitpoldstraße

2014 wurde Eichstätt der Titel Fair-Trade-Stadt verliehen. Seit Mai 2015 befinden sich auf dem Eichstätter Stadtgebiet sieben Stolpersteine des Künstlers Gunter Demnig zum Gedenken an die Opfer des Nationalsozialismus.
Siehe auch: Liste der Stolpersteine in Eichstätt
Zwischen 2014 und 2017 wurden die ehemaligen Räumlichkeiten der Maria-Ward-Realschule als Außenstelle der Flüchtlings-Erstaufnahmeeinrichtung München genutzt. Im Juni 2017 wurde die zentrale Abschiebehaftanstalt Bayerns in der ehemaligen Justizvollzugsanstalt eröffnet.
Das Bistum Eichstätt durchlebte 2018 einen Finanzskandal aufgrund von Investitionsgeschäften in den USA. Im Zuge dessen wurde auch gegen Bischof Gregor Maria Hanke ermittelt. Diese Ermittlungen wurden inzwischen eingestellt. Gegen den früheren stellvertretenden Finanzdirektor des Bistums Eichstätt und dessen Geschäftspartner in den USA wird jedoch weiterhin ermittelt. Bis 2019 waren nach Angaben des Bistums 18 der investierten 60 Millionen US-Dollar wieder zurückgeflossen.
Anfang 2019 geriet die Stadt bundesweit in die Schlagzeilen, als sie von einem Jura-Studenten verklagt wurde, der die Beschilderung der Frauenparkplätze am Freiwasserparkplatz als diskriminierend empfand. Die Stadt verkündete daraufhin, die Beschilderung zu ändern, um den nicht-verpflichtenden Empfehlungscharakter besser hervorzuheben. Aufgestellt wurden die Schilder 2016, nachdem unweit der Parkplätze eine Frau vergewaltigt worden war.
Im Jahr 2019 wurde eine Städtepartnerschaft mit der französischen Stadt Montbrison geschlossen.
Anfang März 2020 kündigte der chinesische Eigentümer MLS an, das Ledvance-Werk in Eichstätt mit seinen ca. 360 Mitarbeitern schließen zu wollen. Wenig später kündigte auch Osram an, sein Werk schließen zu wollen.
Während der COVID-19-Pandemie wurde ab Ende März 2020 in Eichstätt eine Teststation für den Landkreis Eichstätt errichtet und später auch um ein Impfzentrum erweitert. Nachdem später eine zweite Teststation in Beilngries errichtet worden war, war jene nur noch für den westlichen Landkreis zuständig.

### Eingemeindungen
Im Zuge der Gebietsreform in Bayern am 1. Juli 1972 wurden die Gemeinden Landershofen und Wasserzell eingegliedert. Am 1. Januar 1974 kam Marienstein hinzu. Buchenhüll und Wintershof sowie kleine Gebietsteile der aufgelösten Gemeinde Pietenfeld, mit dem kleinen Weiler Pietenfeld an der Leithen, folgten am 1. Mai 1978.

### Einwohnerentwicklung
Zwischen 1988 und 2018 wuchs die Stadt von 12.118 auf 13.525 um 1.407 Einwohner bzw. um 11,6 %.

Einwohnerentwicklung von Eichstätt von 1840 bis 2017

| Jahr | Einwohner |
| ---- | --------- |
| 1791 | 6.815     |
| 1840 | 8.453     |
| 1871 | 8.586     |
| 1900 | 9.488     |
| 1925 | 9.782     |
| 1939 | 10.092    |
| 1950 | 12.879    |
| 1961 | 12.484    |
| 1970 | 12.958    |
| 1987 | 11.978    |
| 1988 | 12.118    |

| Jahr | Einwohner |
| ---- | --------- |
| 1991 | 12.362    |
| 1995 | 12.163    |
| 2003 | 13.100    |
| 2004 | 12.986    |
| 2005 | 12.964    |
| 2006 | 13.721    |
| 2007 | 14.050    |
| 2008 | 14.103    |
| 2009 | 13.835    |
| 2010 | 13.788    |
| 2011 | 13.189    |

| Jahr | Einwohner |
| ---- | --------- |
| 2012 | 13.146    |
| 2013 | 13.155    |
| 2014 | 13.300    |
| 2015 | 13.407    |
| 2016 | 13.457    |
| 2017 | 13.512    |
| 2018 | 13.525    |
| 2019 | 13.426    |
| 2021 | 13.465    |
| 2022 | 13.714    |
| 2023 | 13.867    |

## Politik

### Stadtrat
Die Stadtratswahl vom 15. März 2020 erbrachte folgende Verteilung der 24 Sitze:
| Partei | Prozent | Sitze | G/V |
| ------ | ------- | ----- | --- |
| CSU    | 38,13 % | 9     | ± 0 |
| SPD    | 19,57 % | 5     | ± 0 |
| GRÜNE  | 16,63 % | 4     | + 1 |
| FW     | 13,68 % | 3     | − 2 |
| ödp    | 7,49 %  | 2     | ± 0 |
| BP     | 2,71 %  | 1     | + 1 |

### Bürgermeister und Oberbürgermeister
Josef Grienberger (CSU) wurde in der Stichwahl am 29. März 2020 mit 62,17 % zum Oberbürgermeister gewählt. Sein Herausforderer war Christian Alberter (SPD).
| Amtszeit  | Name                    |
| --------- | ----------------------- |
| 1825–1847 | Joseph Holl             |
| 1847–1849 | Carl Nar                |
| 1849–1885 | Georg Fehlner           |
| 1885–1896 | Karl Schneider          |
| 1896–1919 | Eduard Mager            |
| 1919–1934 | Otto Betz, BVP          |
| 1934–1938 | Walter Krauß, NSDAP     |
| 1938–1944 | Edgar Emmert, NSDAP     |
| 1944–1945 | Hans Rösch, NSDAP       |
| 1945–1948 | Romuald Blei            |
| 1948–1949 | Richard Jaeger, CSU     |
| 1949–1951 | Romuald Blei            |
| 1951–1976 | Hans Hutter, CSU        |
| 1976–1994 | Ludwig Kärtner, CSU     |
| 1994–2012 | Arnulf Neumeyer, SPD    |
| 2012–2020 | Andreas Steppberger, FW |
| seit 2020 | Josef Grienberger, CSU  |

### Städtepartnerschaften
- Vestenanova (Italien)
- Kratzau/Chrastava (Tschechien)
- Montbrison (Frankreich)

### Weitere Partnerschaften
- Poona/Indien (Partnerdiözese vom Bistum Eichstätt)[64]
- Leitmeritz/Tschechien (Partnerdiözese des Bistums)[65]
- Kirche in Burundi (Patenschaft)[66]

### Patenschaft
1953 übernahm die Stadt Eichstätt die Patenschaft für die vertriebenen Sudetendeutschen aus der Stadt Kratzau im Kreis Reichenberg im Sudetenland.

### Wappen, Siegel und Fahne

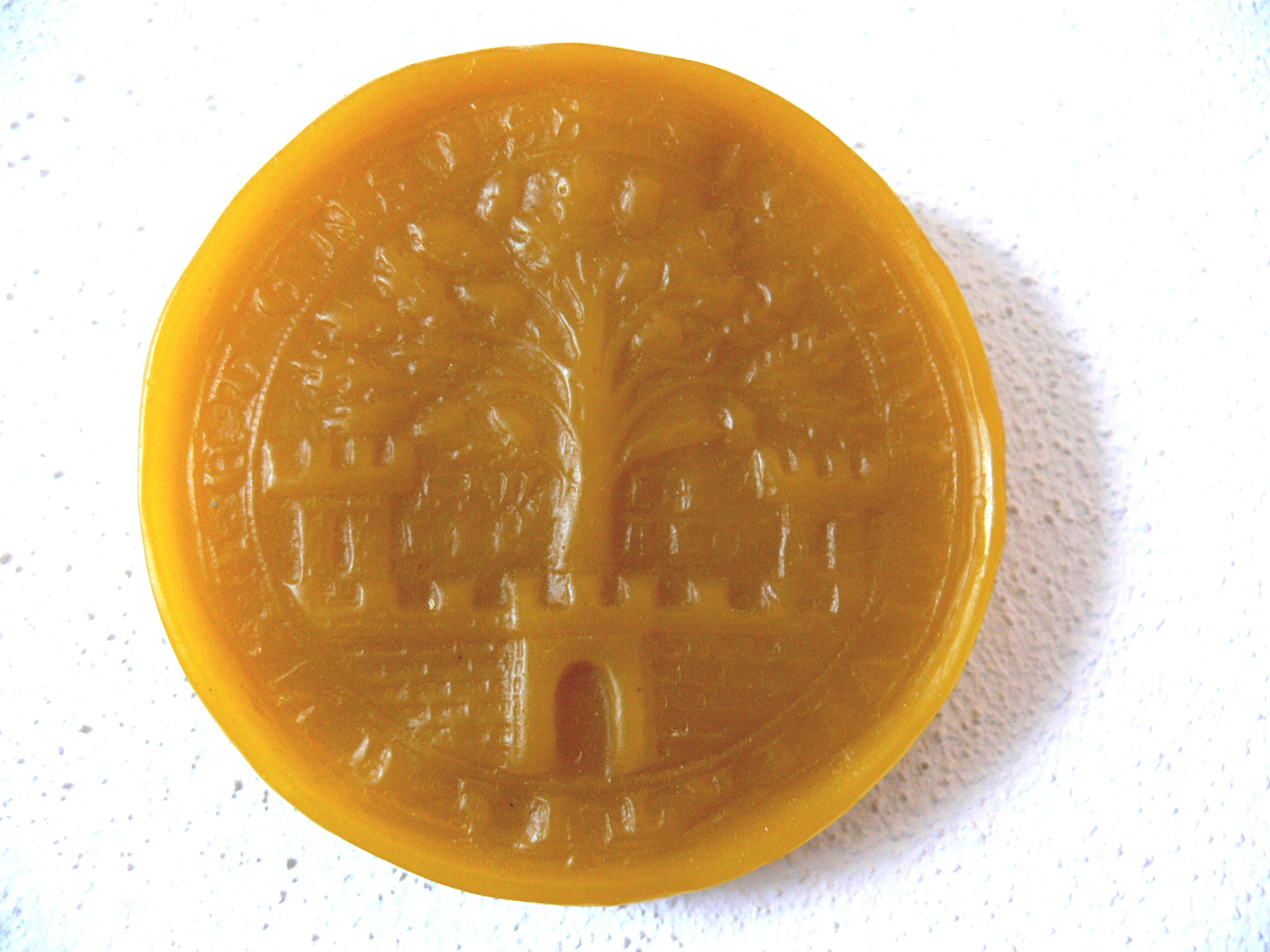
Nachbildung des aus dem 13. Jahrhundert stammenden Stadtsiegels – das Siegel ist eine der Grundlagen des modernen Wappens; zu sehen sind eine Eiche und die stilisierte Stadtmauer; Umschrift: „Sigillum Civitatis Eystetensis“

Blasonierung: „In Rot aus grünem Bogenschildfuß wachsend eine durchgehende schwarzgefugte silberne Stadtmauer mit zentralem offenem steingefassten Tor, von zwei gezinnten silbernen Butterfasstürmen flankiert, dahinter ein stilisierter symmetrischer grüner Eichbaum mit zwei sich gabelnden Ästen, fünf Blättern und sechs goldenen Eicheln.“
Das moderne Wappen wurde zwischen 1808 und 1810 zum offiziellen Stadtwappen; im Jahr 1819 wurde die Farbgebung hin zur heutigen Variante angepasst. Seinen Ursprung hat dieses Wappen im Siegel der Stadt. Dieses wird bereits im Jahre 1256 erwähnt. Das älteste erhaltene Siegel befindet sich an einer Urkunde vom Jahre 1304 und zeigt bereits weitgehend obenstehendes Wappen.
Die erstmalige Erwähnung Eichstätts – in der Form „Eihstat“ – datiert in das Jahr 740 in Zusammenhang mit der Bistumsgründung. Im Jahr 908 verlieh König Ludwig IV. dem Kind Bischof Erchanbald das Markt-, Münz- und Zollrecht sowie das Recht, eine Burg zu bauen. Auf Münzen des Bischofs Heribert (1022–1042) lässt sich erstmals die Bezeichnung Stadt (civitas) nachweisen; später auch in einer Urkunde König Heinrichs IV. aus dem Jahre 1080. Das Wappen nimmt durch die Abbildung der Stadtummauerung Bezug auf diese Erhebung zur Stadt. Der Name „Eichstätt“ wurde dabei als „Eichenstätte“ gedeutet; infolgedessen wurde in das Wappen eine Eiche aufgenommen. Es handelt sich bei diesem Wappen also um ein sogenanntes „redendes Wappen“, das den Namen des Ortes erklärt.

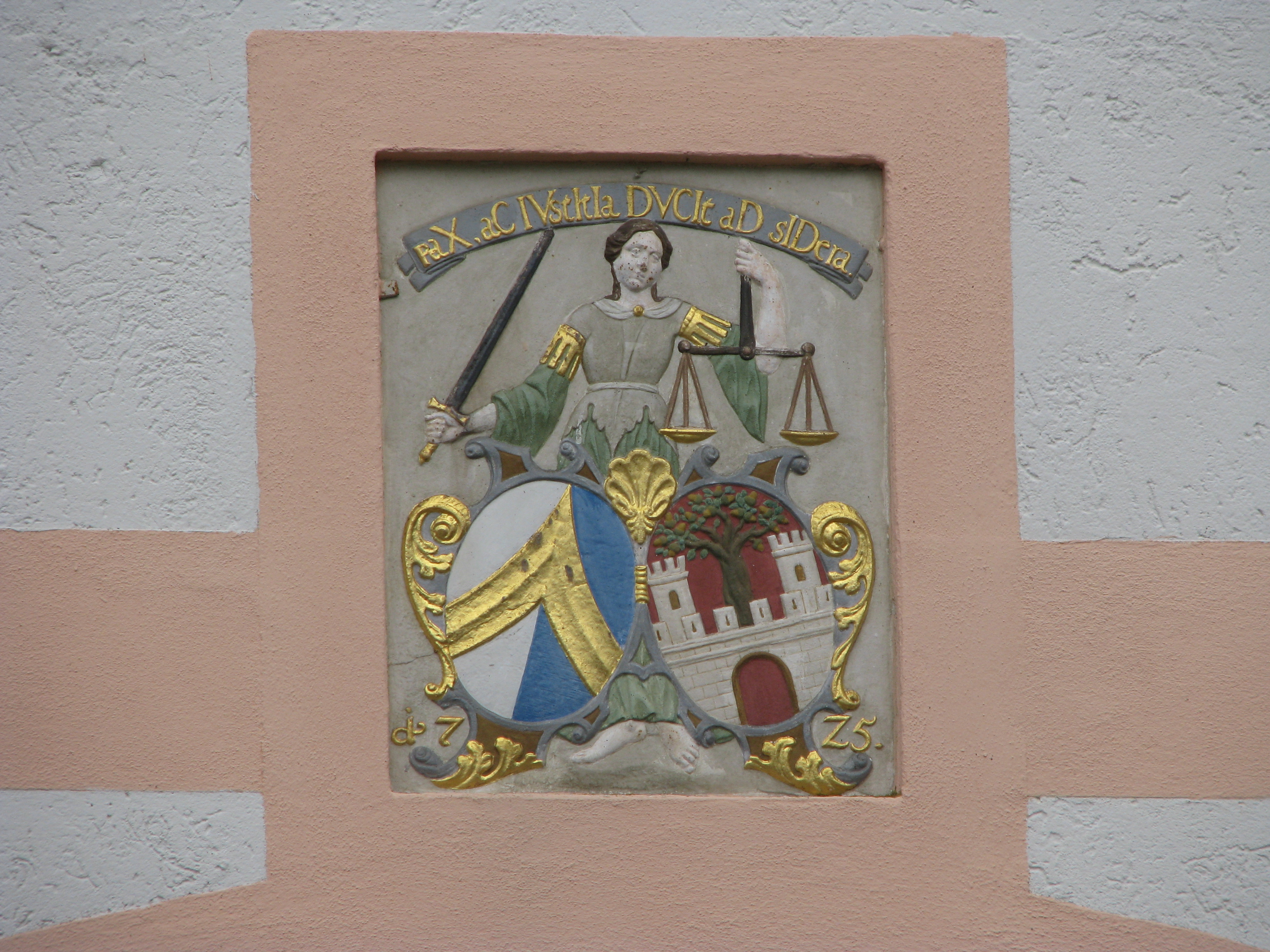
Das alte, bis Anfang des 19. Jahrhunderts parallel zum Siegel verwendete Wappen Eichstätts neben dem Siegel auf einem Relief aus dem Jahre 1725 am Ziegelhof

Das vor dem 19. Jahrhundert verwendete Wappen Eichstätts sah gänzlich anders aus. Es war ein meist von Blau und Silber gespaltener Schild mit einem goldenen Sparren. Dieses Wappen ist in den Wappenbüchern von 1486 bis in das 19. Jahrhundert belegt und findet sich auch noch in der Stadt, so beispielsweise über der Balkontüre des Rathauses.
Die Fahne der Stadt ist rot-weiß und wird seit dem 19. Jahrhundert verwendet.

## Bildung und Kultur

### Universität und Schulen
In Eichstätt hat die Katholische Universität Eichstätt-Ingolstadt ihren Hauptsitz. Daneben gibt es hier zahlreiche Schulen, so das musische Gabrieli-Gymnasium, das sprachlich und naturwissenschaftlich-technische Willibald-Gymnasium, die Mittelschule Eichstätt-Schottenau, die Montessori-Schule Eichstätt mit Primar- und Sekundarstufe, die Maria-Ward-Realschule und die Knabenrealschule Rebdorf der Diözese Eichstätt, die Grundschulen Am Graben und St. Walburg, die Staatliche Berufsschule, das Förderzentrum Eichstätt, die FOS/BOS, sowie die Fachakademie für Sozialpädagogik.

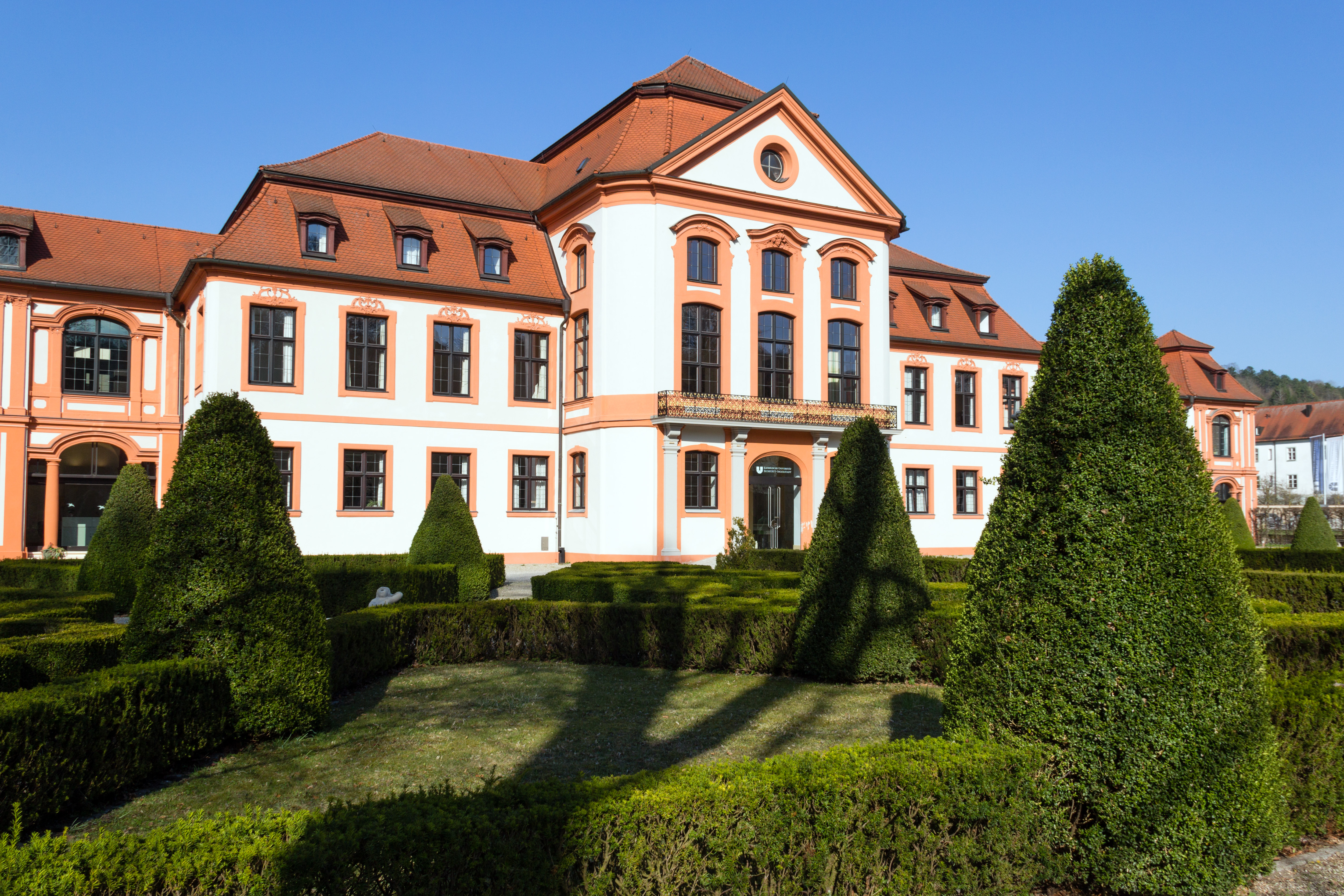
Katholische Universität Eichstätt-Ingolstadt
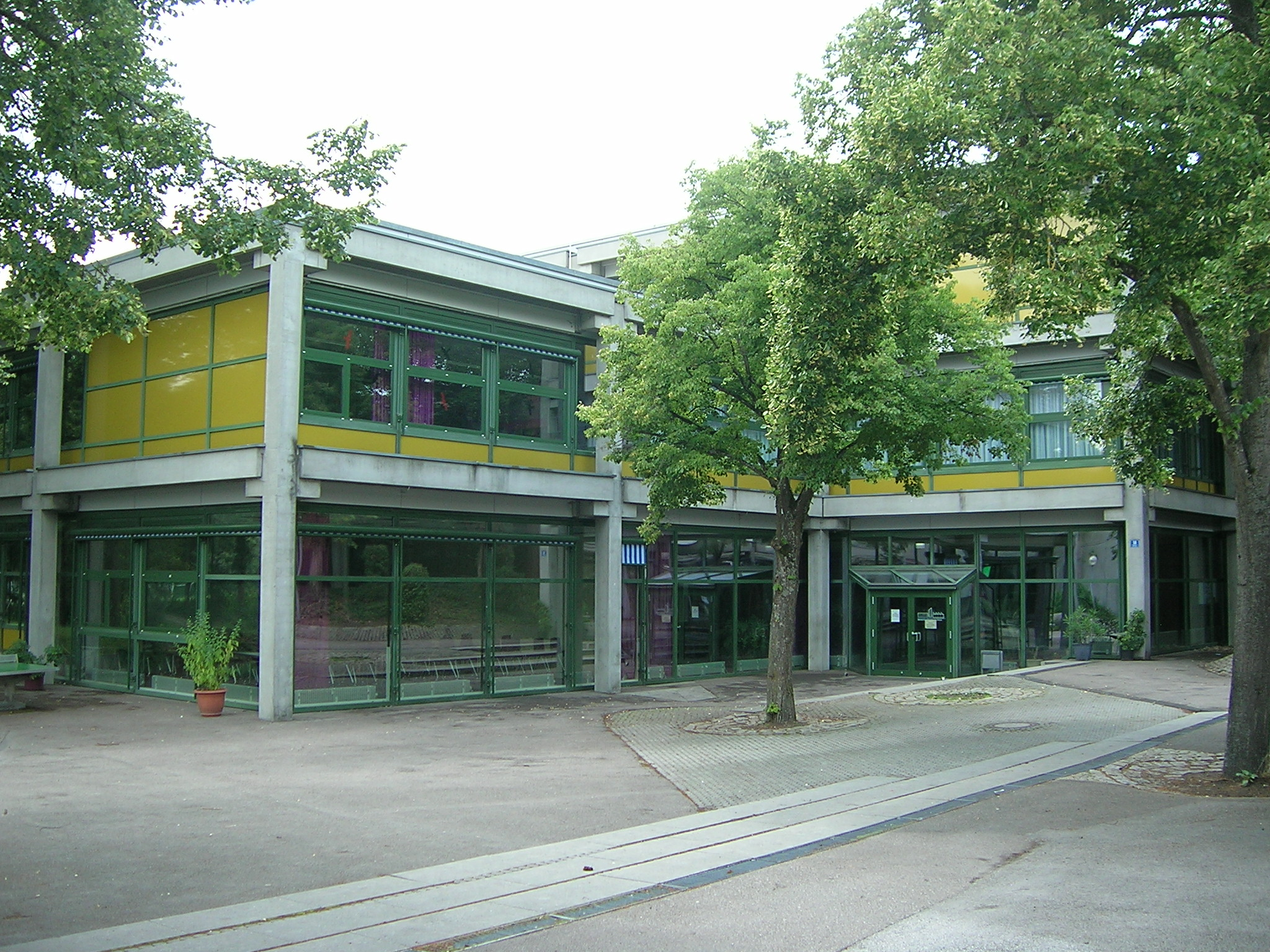
Schulzentrum Schottenau
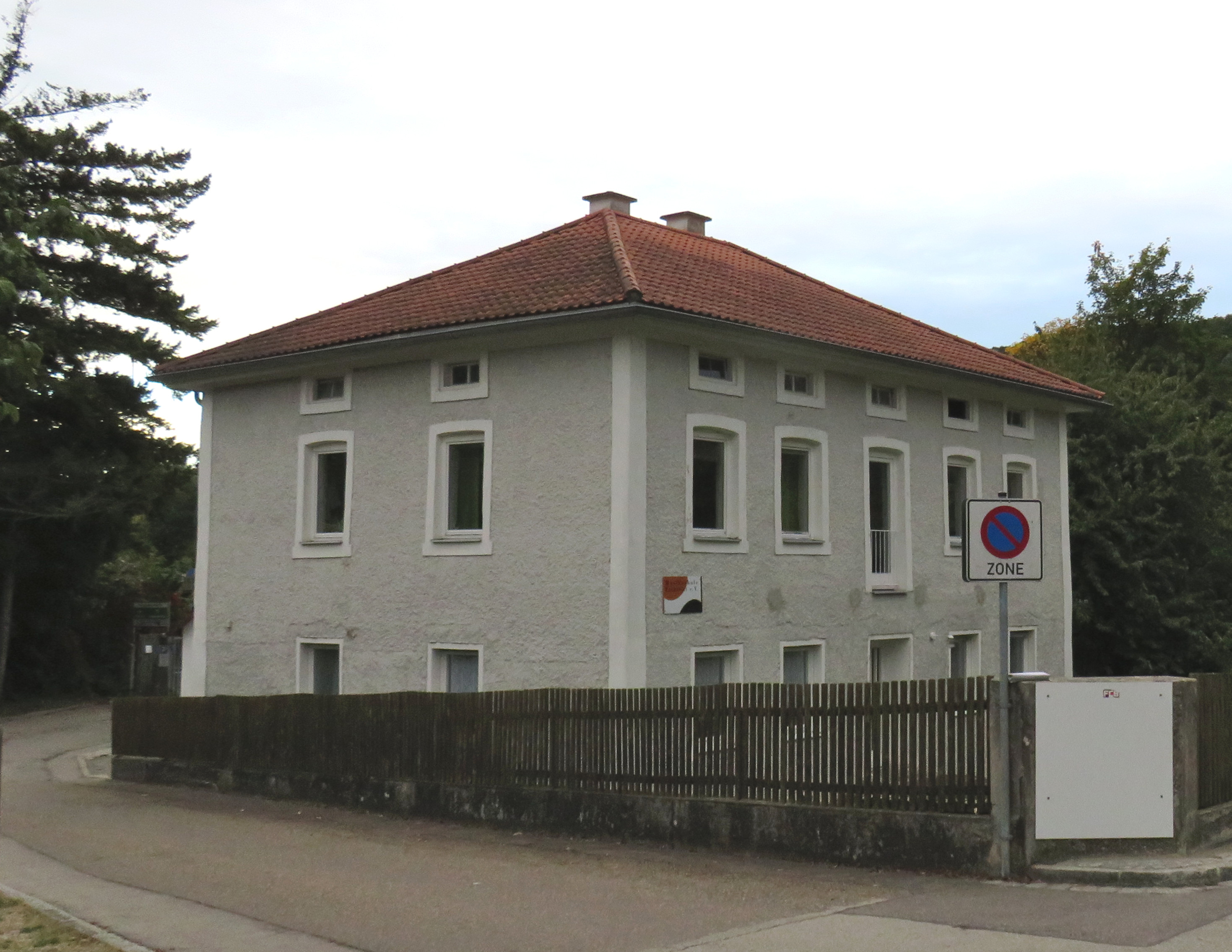
Musikschule Eichstätt

### Kulturelle Veranstaltungen und Vereine
Vereine, die regelmäßig öffentliche Bildungsmaßnahmen anbieten, sind die Volkshochschule, das Katholische Bildungswerk im Landkreis Eichstätt, das KEB-Diözesanbildungswerk Eichstätt, das Bildungswerk des Katholischen Frauenbundes, das Kolping-Bildungswerk/Erwachsenen-Bildungswerk Eichstätt, der Bürgernetzverein Altmühltal (AltmuehlNet), die Musikschule Eichstätt sowie das Musik-Netz Eichstätt.
Überregionale Bedeutung hat die Lithographie-Werkstatt der Stadt Eichstätt. Regelmäßig verbringen internationale Künstler einen Aufenthalt hier und in Solnhofen, also der Region, in der durch den Abbau von Solnhofener Plattenkalk die Erfindung der Lithographie erst möglich wurde.

### Jugendarbeit
1999 wurde in einer ehemaligen Schleifmühle das Haus der Jugend eingerichtet. Besonders aktiv in der Jugendarbeit sind außerdem u. a. der Kreisjugendring Eichstätt des Bayerischen Jugendrings sowie die Pfadfindergruppe DPSG Eichstätt Dom.

### Bibliotheken und Archive
- Bücherei der Stadt Eichstätt und des Sankt Michaelsbundes
- Universitätsbibliothek Eichstätt-Ingolstadt der Katholischen Universität (mit der Zentralbibliothek und drei weiteren Teilbibliotheken)
- Diözesanarchiv Eichstätt
- Stadtarchiv Eichstätt[75] (im Rathaus)
- Medienzentrum des Landkreises Eichstätt
- Medienzentrale der Diözese Eichstätt

### Museen
- Jura-Museum in der Willibaldsburg (u. a. ein fossiler Archaeopteryx aus Solnhofen)
- Museum für Ur- und Frühgeschichte auf der Willibaldsburg (Regionalgeschichte Steinzeit bis Frühmittelalter)
- Informationszentrum Naturpark Altmühltal
- Museum Bergér im Harthof bei Eichstätt[76]
- Diözesanmuseum mit Domschatz
- Eisenbahn-Freilicht-Museum am Haltepunkt Eichstätt Stadt
- Museum „Das Jurahaus“ in der Rot-Kreuz-Gasse 17

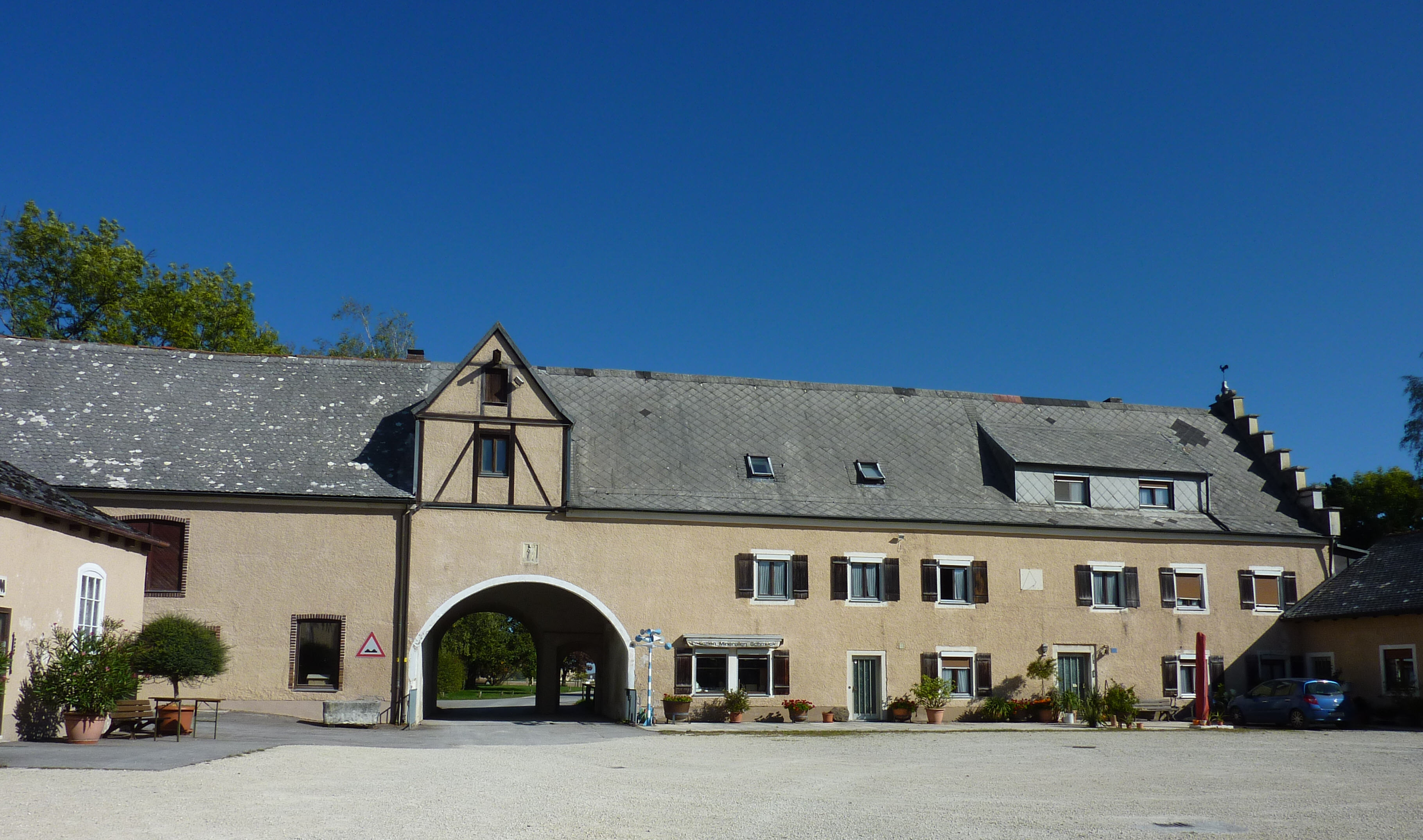
Harthof bei Eichstätt mit dem Museum Bergér
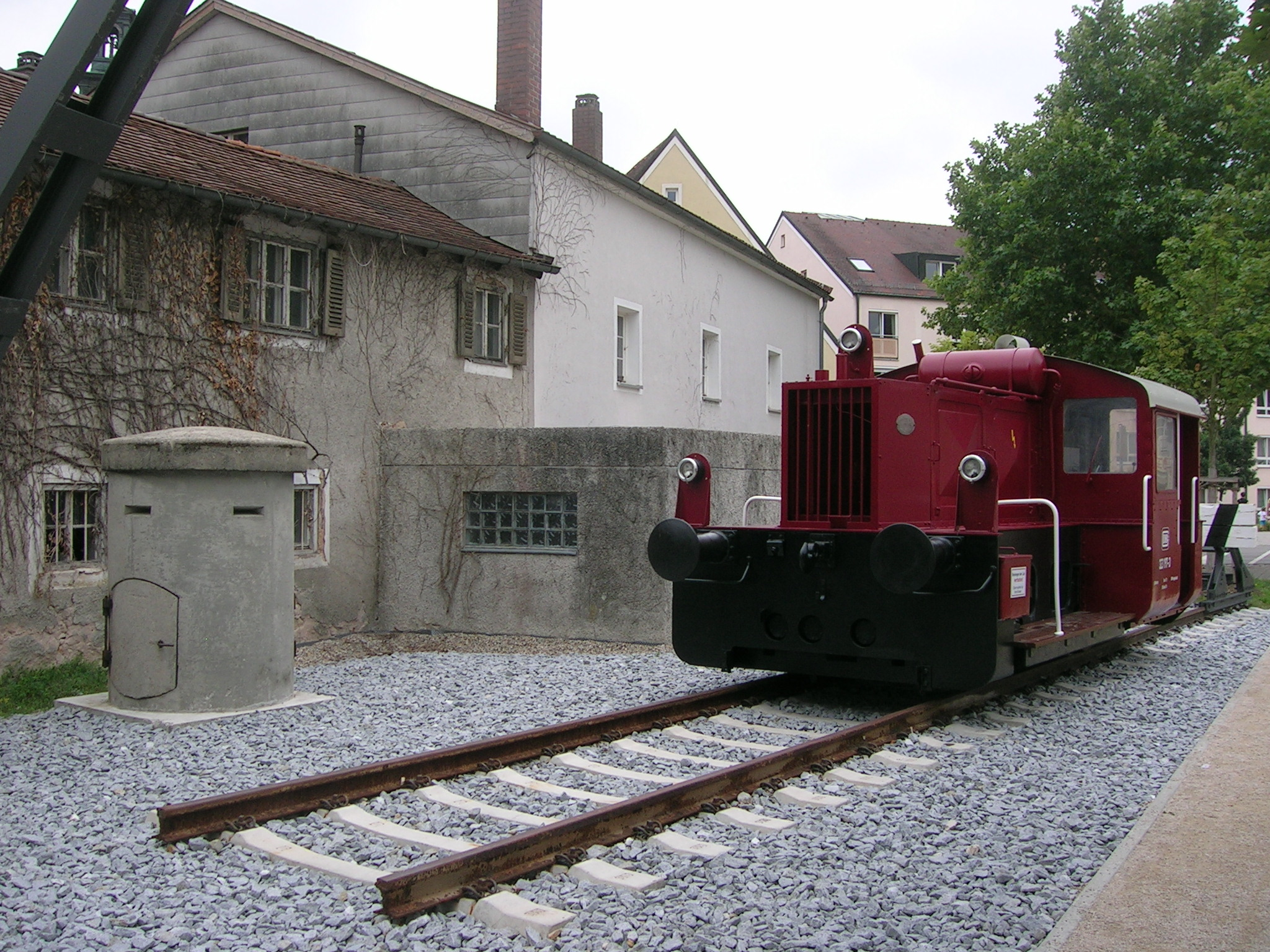
Eisenbahnpark Eichstätt
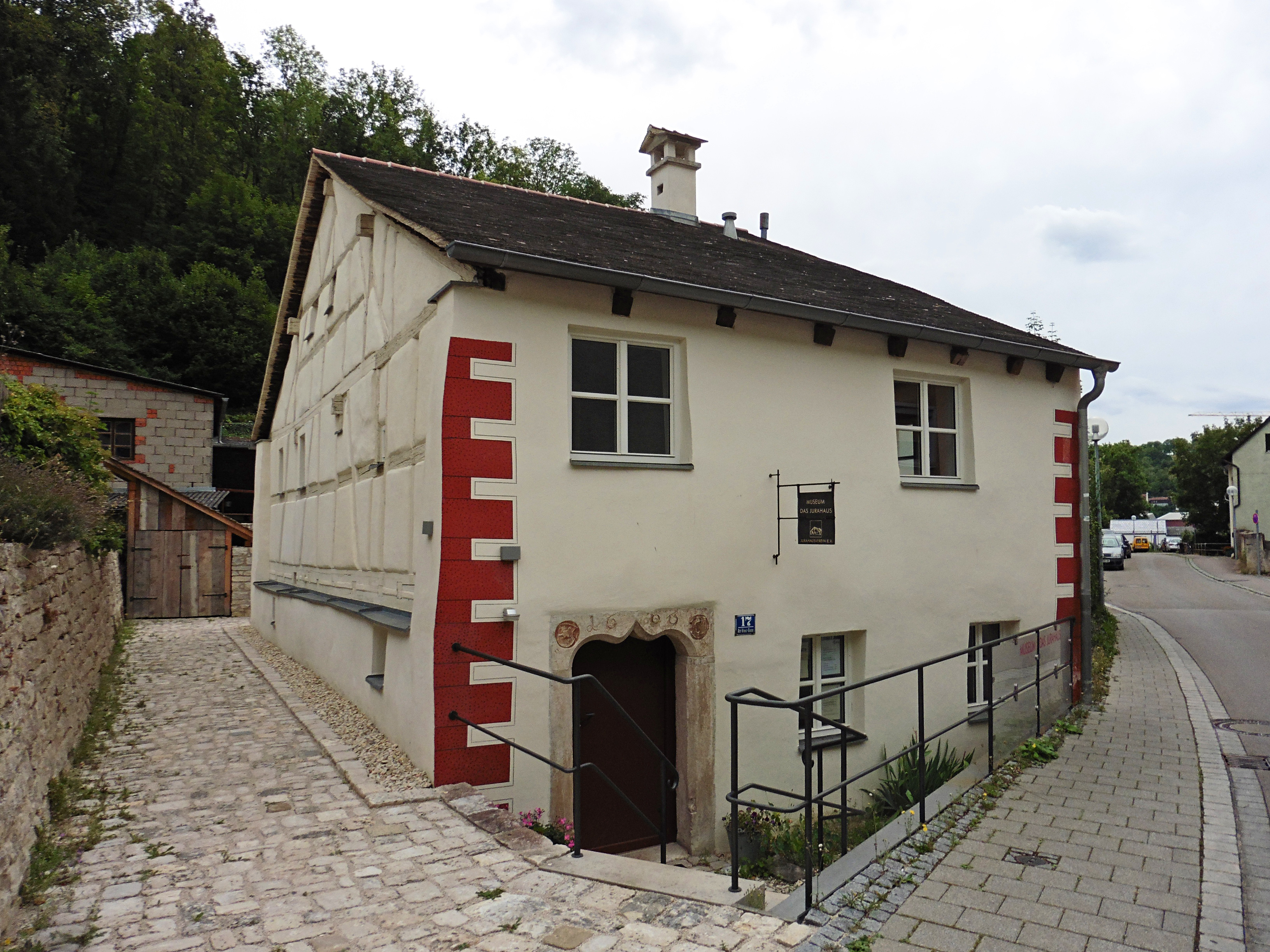
Museum „Das Jurahaus“

### Veranstaltungen
Es finden jährlich weit über 500 öffentliche Veranstaltungen unterschiedlichster Couleur in Eichstätt statt, z. B. die Walburgi-Dult, das Volksfest, Konzerte der Eichstätter Stadtkapelle, Jura Massive, Veranstaltungen auf der Kleinkunstbühne „Im Gutmann“, die Dom-Konzerte, Veranstaltungen des Eichstätter Domchors, Orgelmusik am Mittag, Eichstätter Seminarkonzerte, Orgelkonzerte in der Erlöserkirche, Veranstaltungen des Eichstätter Kammerorchesters, Schola Gregoriana im Dom, Veranstaltungen des Blechbläserensembles Stahlblosn, das Musikfestival Open Air am Berg, der Volksmusiktag Mittendrin, das Musikfest Eichstätt (für Alte Musik), das Fliegerfest, Märkte, Veranstaltungen der Universität usw. Zwischen 2013 und 2017 gab es zudem jährliche Sprachschulen der studentischen Flüchtlingsinitiative tun.Starthilfe.

### Sport

#### Sportvereine
Es gibt zahlreiche Sportvereine. Der bekannteste ist der VfB Eichstätt mit seiner Fußballsparte, die nach der Meisterschaft in der Bayernliga Nord 2017 bis 2023 in der Fußball-Regionalliga Bayern spielte; inzwischen spielt der VfB wieder in der Bayernliga. Beheimatet ist der Verein im Hirsch-Sportpark, der 2090 Zuschauer fasst. Gemessen an der Mitgliederzahl von gut 1100 im Jahr 2024 ist er der zweitgrößte Verein der Stadt.
Gemessen an der Mitgliederzahl größter Verein der Stadt ist die Sektion Eichstätt-Neuburg des Deutschen Alpenvereins. Diese betreibt das DAV-Kletterzentrum Eichstätt „Jurabloc“ in Schernfeld und die Glorer Hütte in den Hohen Tauern. Daneben existiert die DJK Eichstätt, der Boxclub Eichstätt, der Tennisclub Rot-Weiß Eichstätt, der FC Sportverein Türk Gücü Eichstätt, der Fliegerclub Eichstätt, der Polizei-Sportverein Eichstätt, der Sportverein Marienstein, der Schachclub Eichstätt, der Eichstätter Tanzsportclub, die Kgl. Priv. Feuerschützengesellschaft Eichstätt, der Schützenverein Rebdorf Marienstein, der Sportclub Wasserzell und der Voltigierverein Eichstätt. Darüber hinaus bieten auch die Katholische Universität und die Volkshochschule ein vielfältiges Sportprogramm an. Ehemals bestand auch die JFG Region Eichstätt, die jedoch 2018 aufgelöst wurde.

#### Sportinfrastruktur
Zur Sportinfrastruktur gehören die DJK-Sporthalle mit Kegelbahnen, der Hirsch-Sportpark, der Kunstrasenplatz des VfB Eichstätt sowie weitere Einrichtungen dieses Vereins, der Eichstätter Flugplatz, diverse Schulsportanlagen und -hallen, die Sporteinrichtungen der Universität, so insbesondere die Universitätssportanlage Seidlkreuz, die Boxerhalle, Freibad und Hallenbad, die Tennisanlagen des TC Rot-Weiß Eichstätt, die Sporteinrichtungen der Bereitschaftspolizei, die Sporteinrichtungen des Maria-Ward-Komplexes, eine Skateanlage, eine Eislauffläche, ein Gesundheitspark, ein Golfübungsgelände, eine Reitanlage, eine Langlaufloipe und kleinere Sportplätze in den einzelnen Gemeindeteilen. Unweit der Stadtgrenzen, jedoch bereits auf dem Gemeindegebiet Schernfelds, befindet sich weitere bedeutende Sportinfrastruktur mit einem Minigolfplatz und den Sporteinrichtungen des DAV, so das Kletterzentrum und die Mountainbike-Anlage.

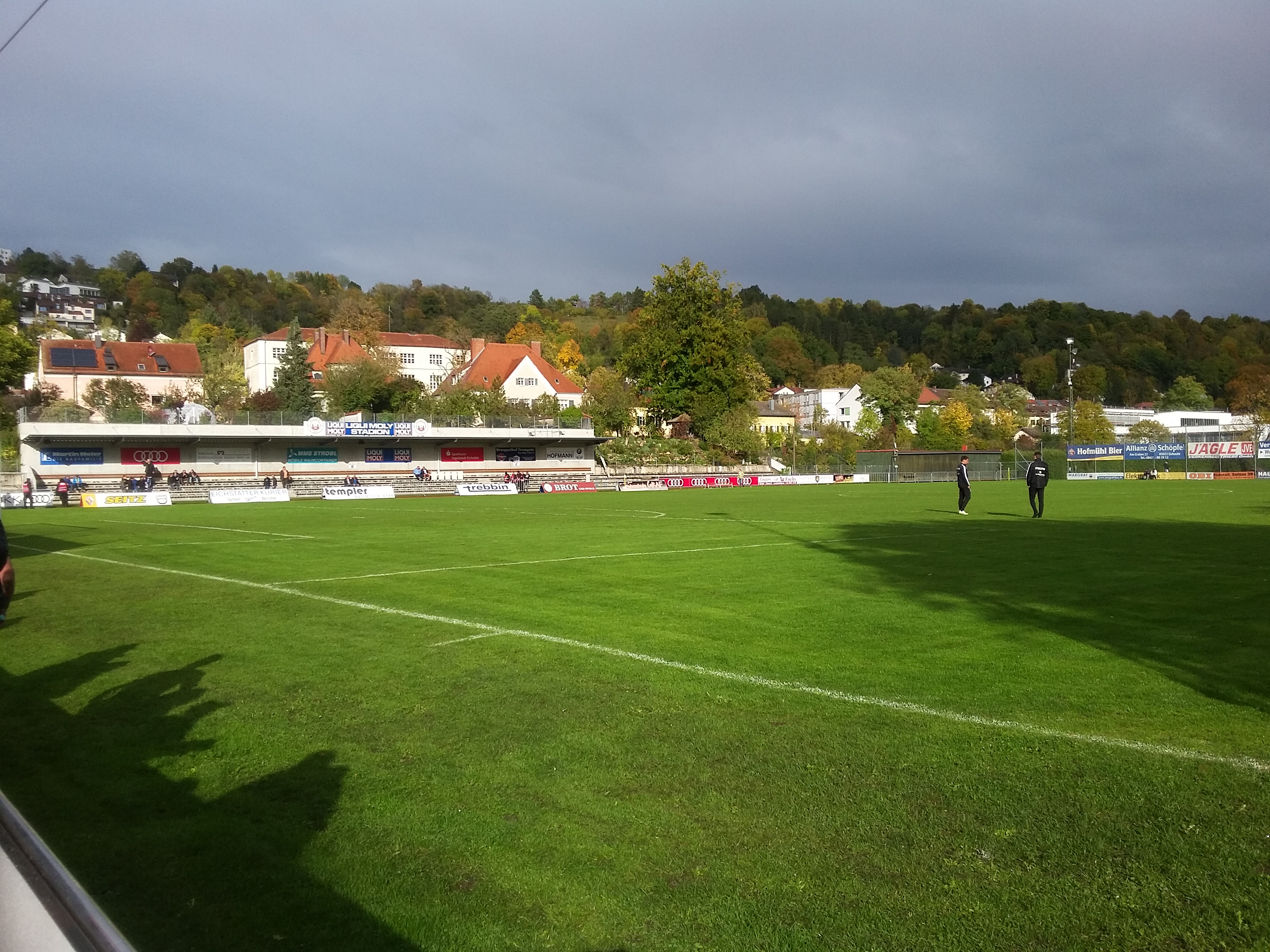
Hirsch-Sportpark
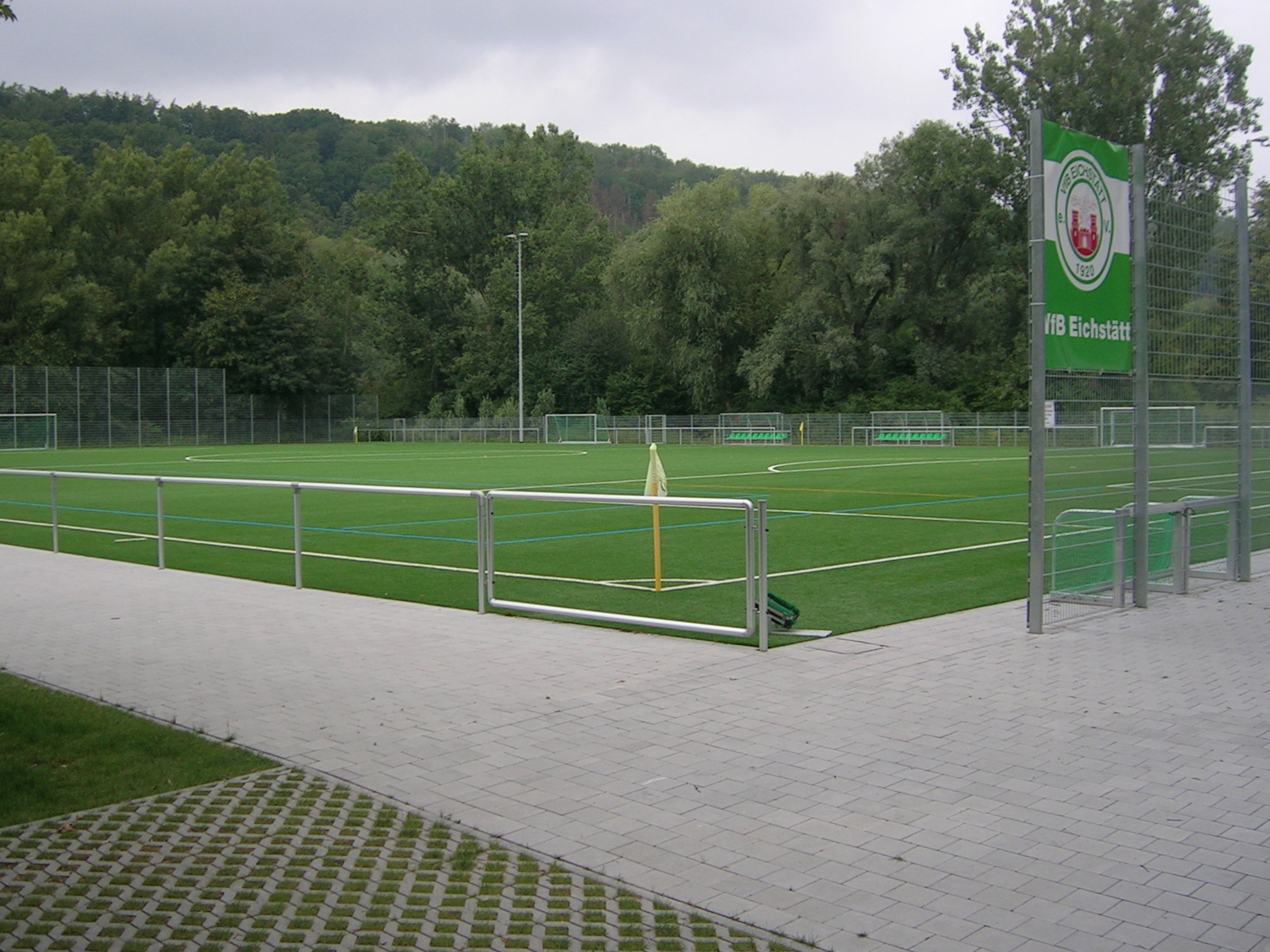
Kunstrasenplatz in der Schottenau
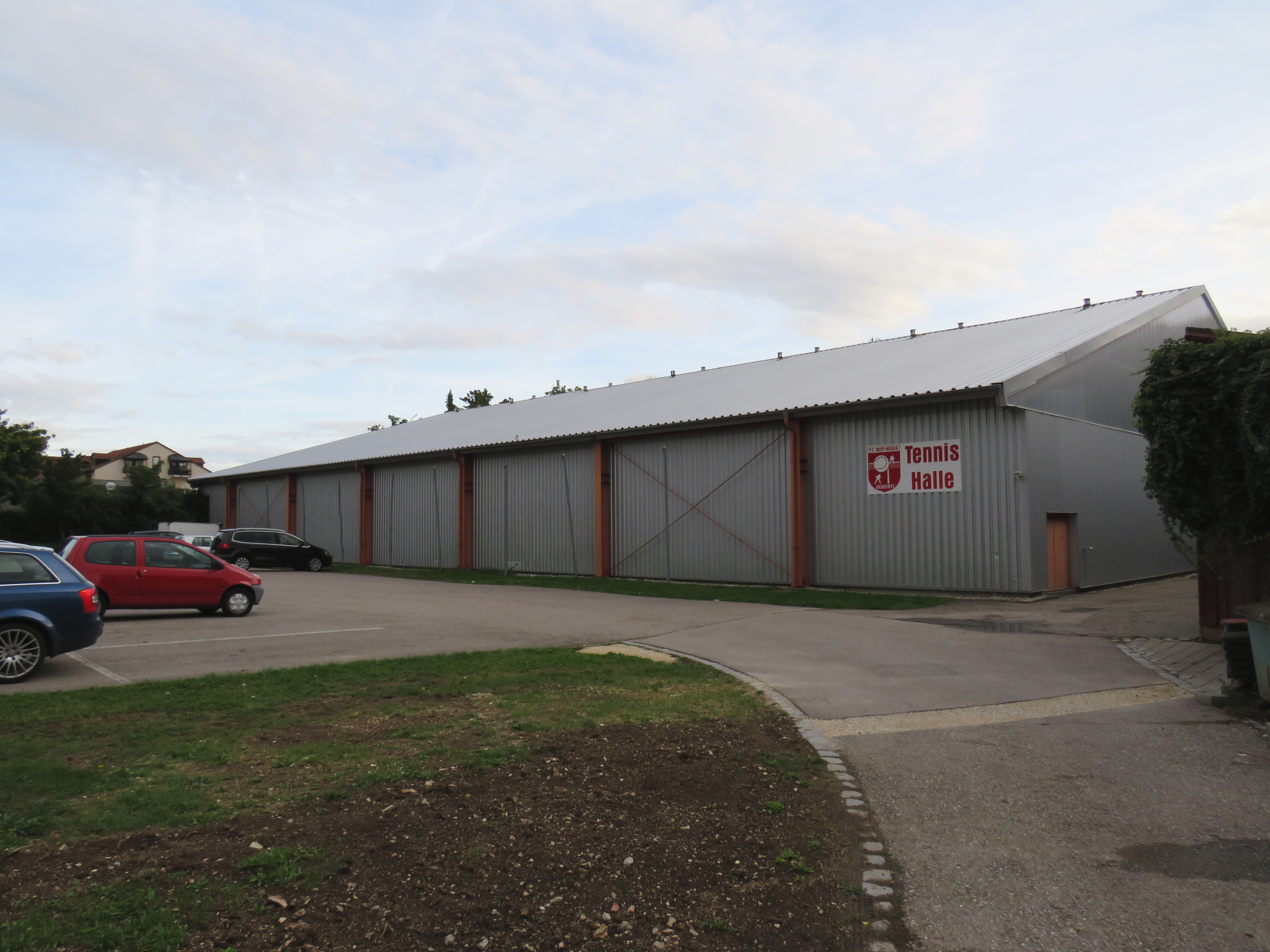
Tennishalle
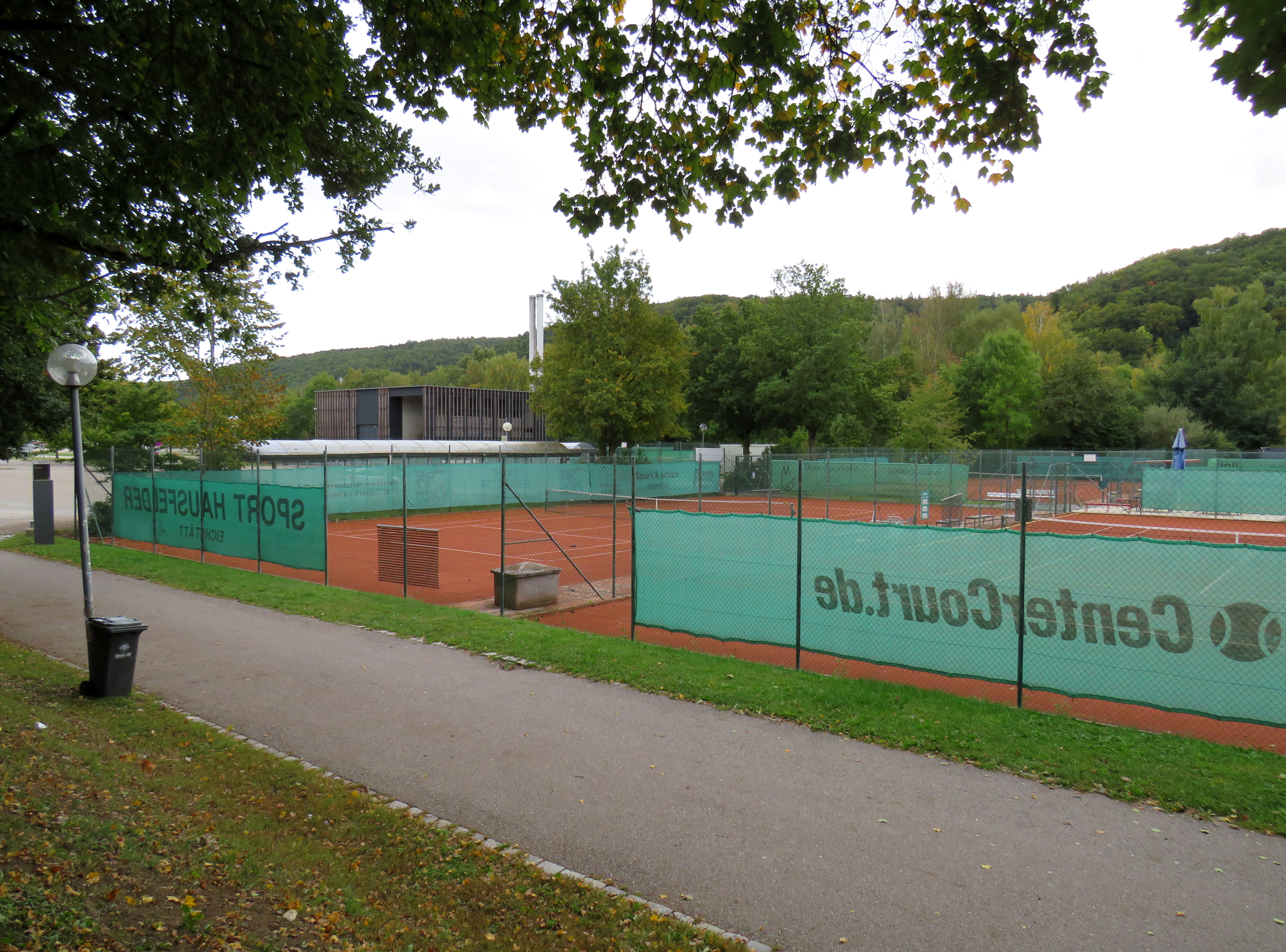
Teil der Tennisanlage des TC Rot-Weiß Eichstätt
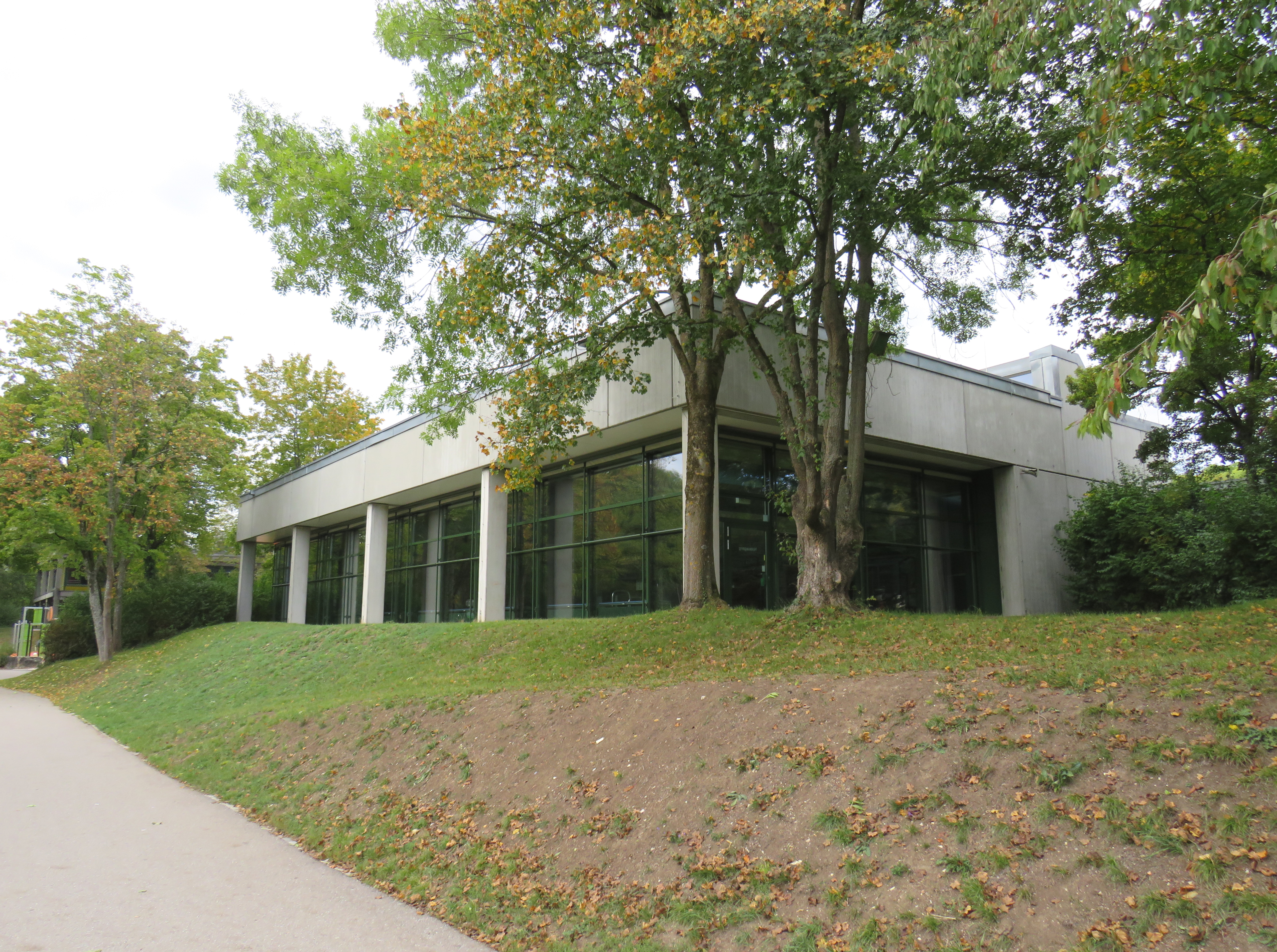
Hallenbad
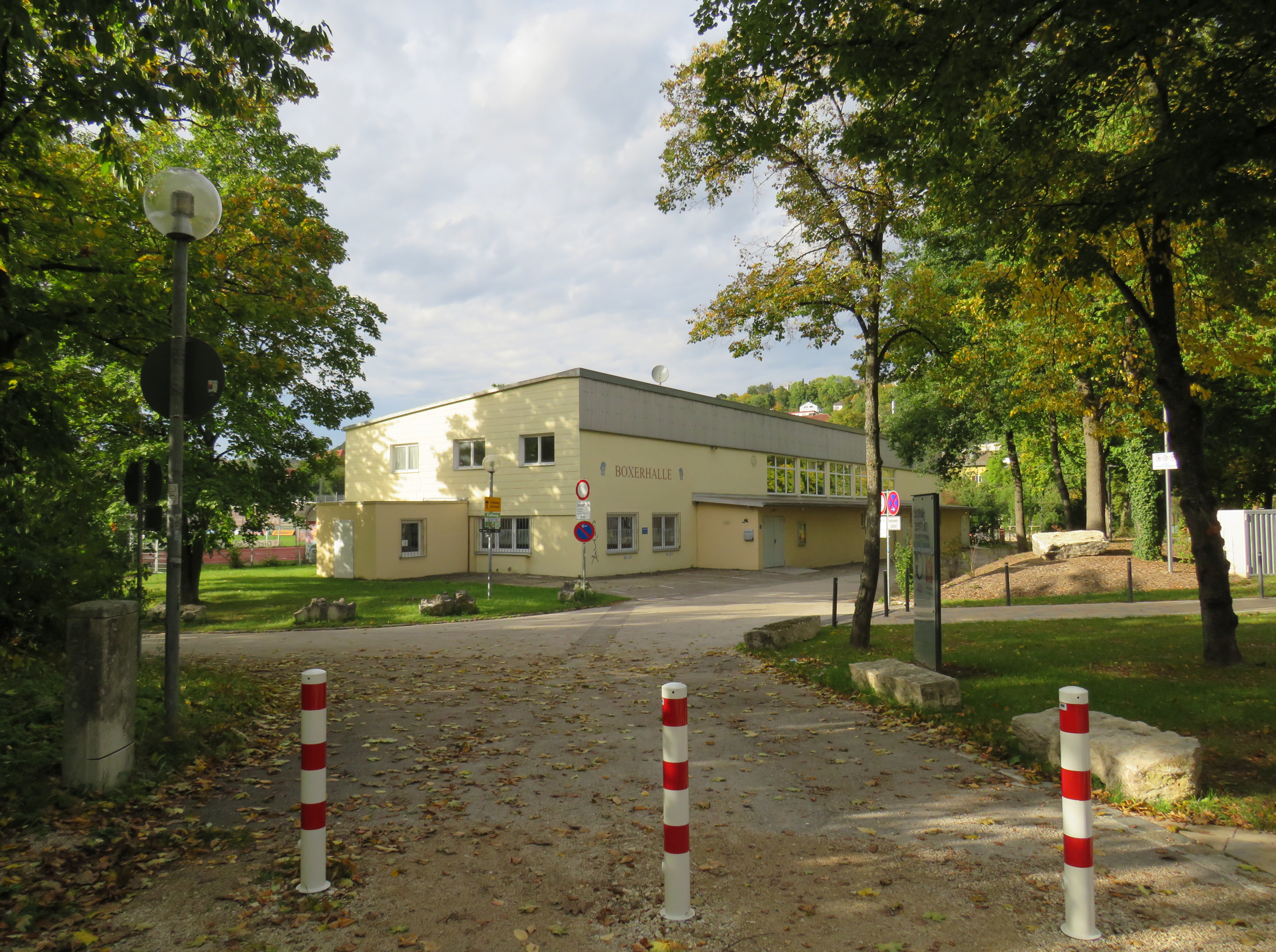
Boxerhalle
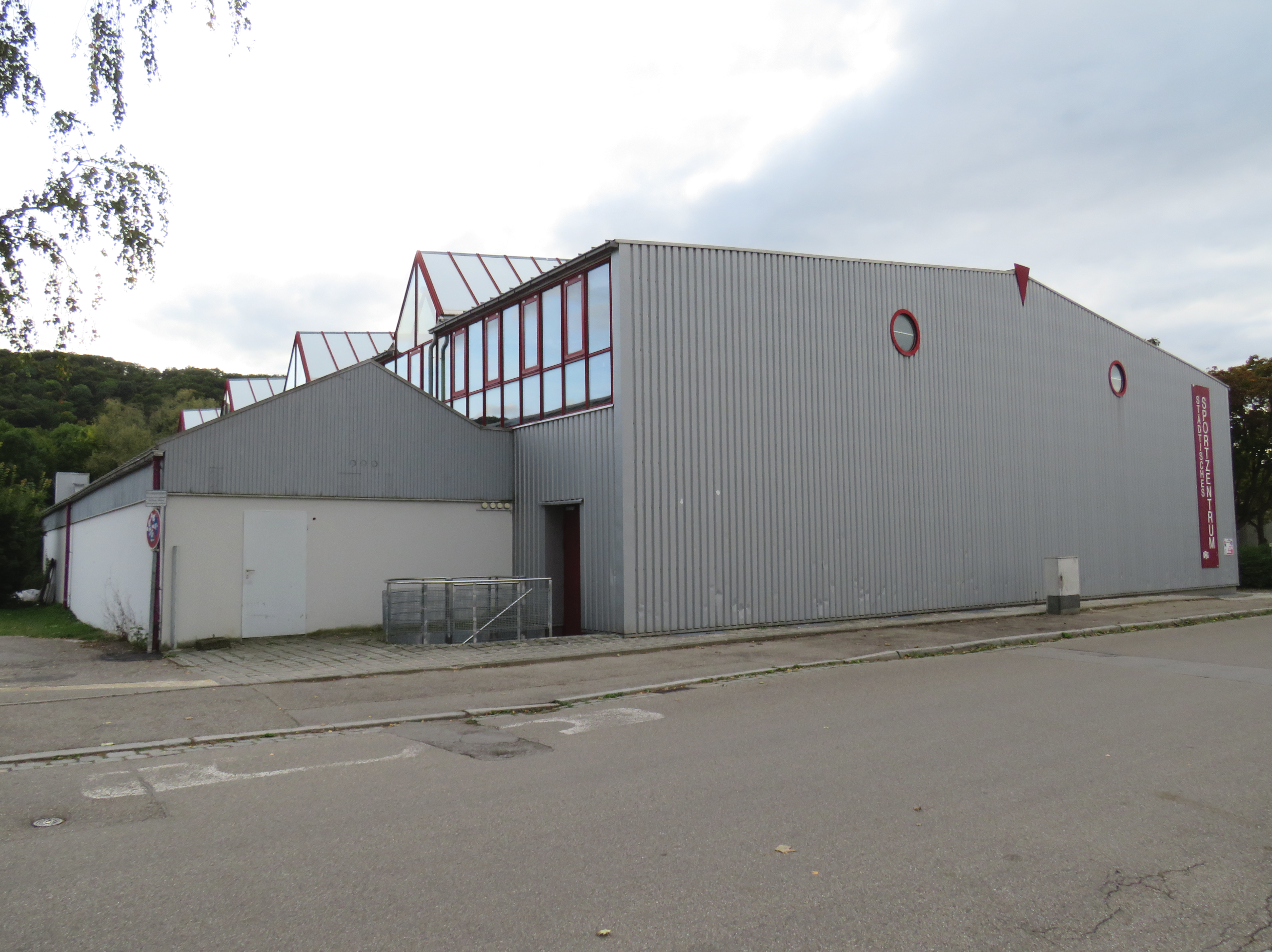
DJK-Halle

#### Radsport
Eichstätt lag mehrmals auf der jeweiligen Route der Bayern-Rundfahrt und war 2007 Etappenort.

## Religionen

### Katholizismus

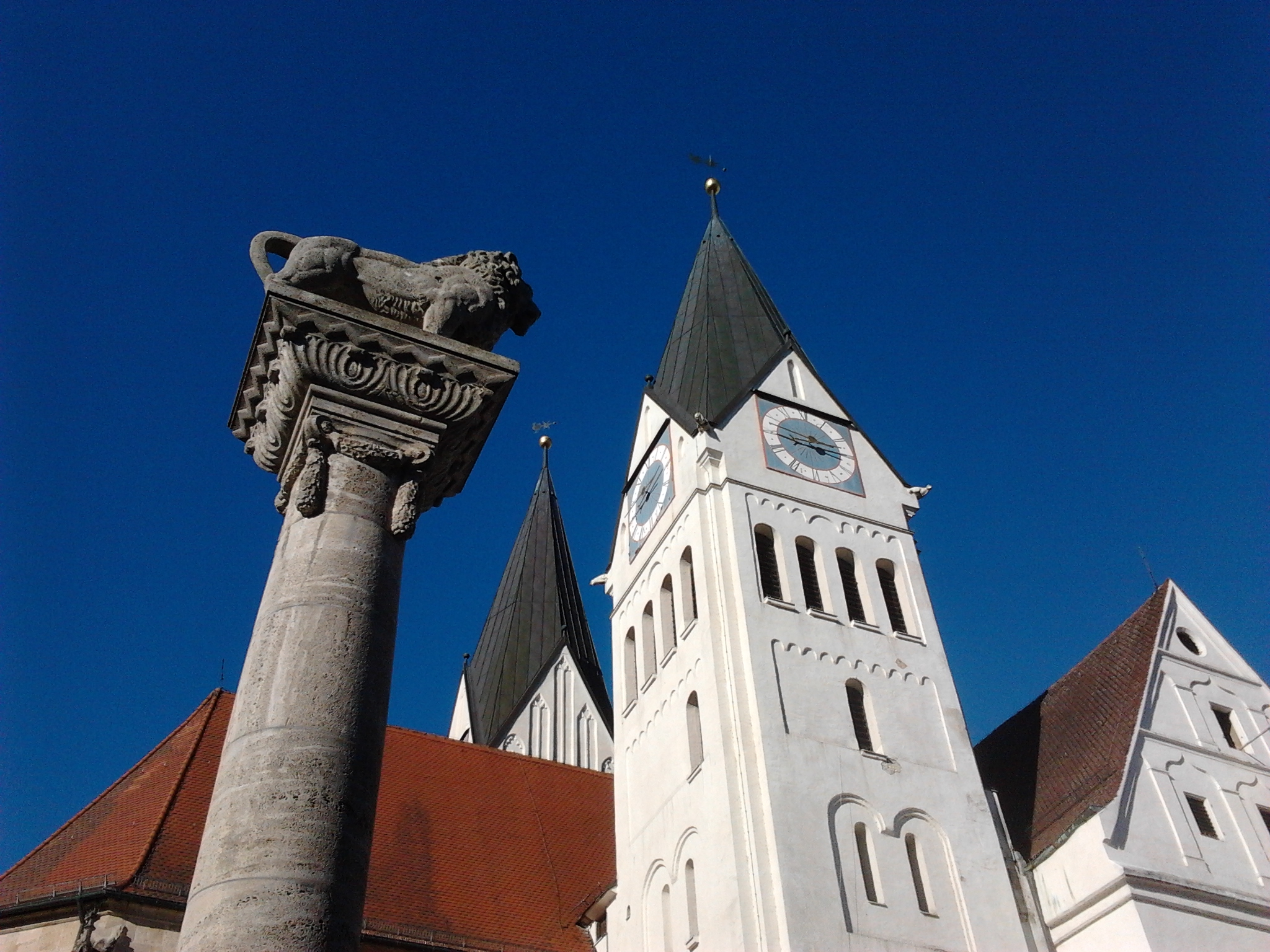
Dom zu Eichstätt

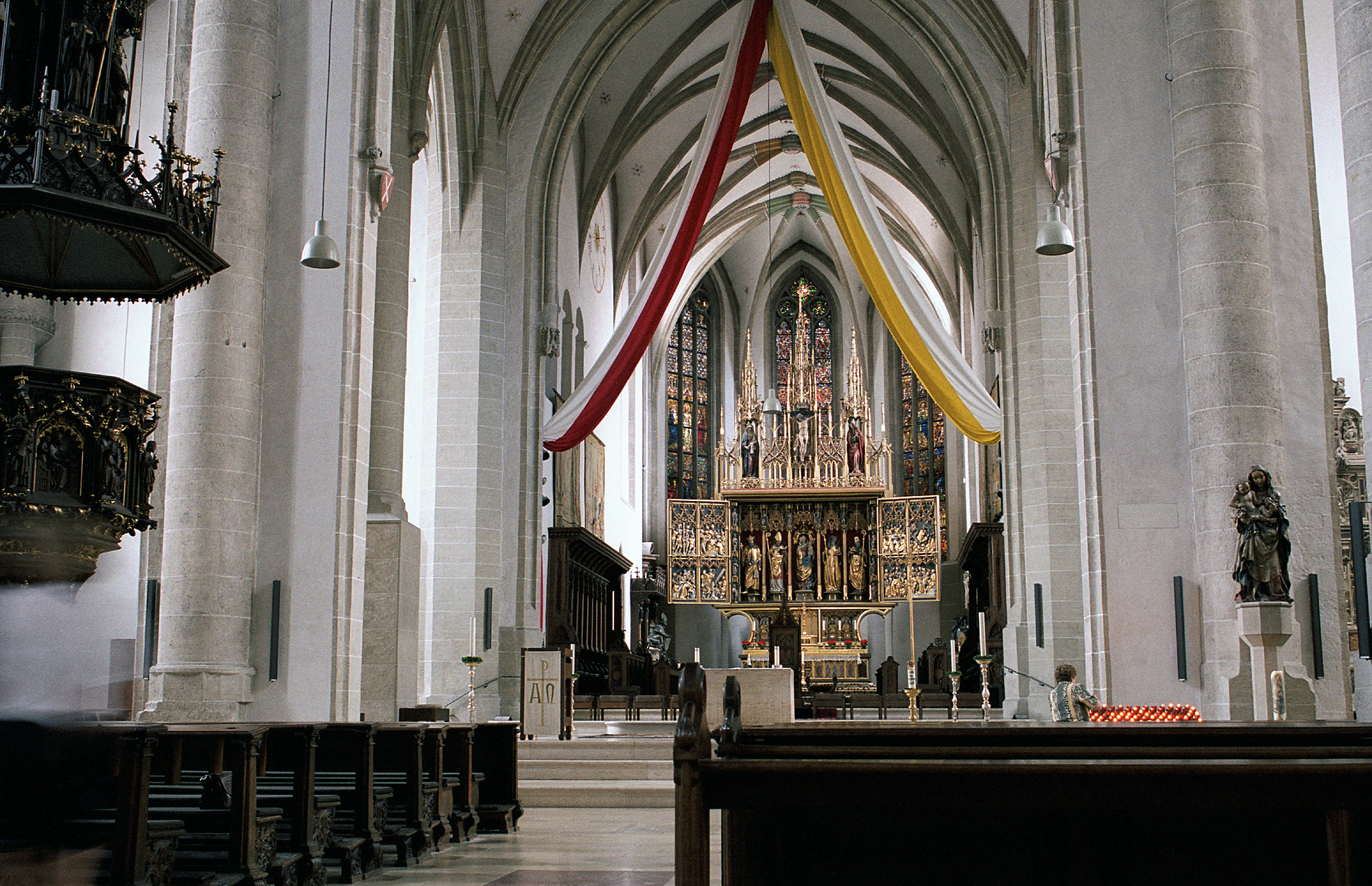
Dom innen

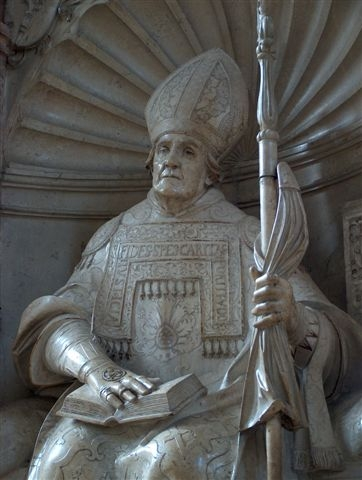
Willibald-Statue von Gregor Erhart im Dom

Eichstätt ist seit alters her eine stark katholisch geprägte Stadt. Sie ist seit dem 8. Jahrhundert Bischofssitz. Das noch vor 762 gegründete Bistum Eichstätt gehört zum Erzbistum Bamberg. Gegenwärtiger Bischof ist Gregor Maria Hanke. Der Pfarrverband Eichstätt ist Teil des Dekanats Eichstätt.
In Eichstätt gibt es zwei weltpriesterliche Ausbildungsstätten: Das Collegium Willibaldinum ist das bischöfliche Priesterseminar der Diözese Eichstätt. Das Collegium Orientale ist ein Studienkolleg, das Angehörigen der mit Rom unierten katholischen Ostkirchen, der byzantinisch-orthodoxen und der orientalisch-orthodoxen Kirchen offensteht. Die Studenten sind im Gebäude des ehemaligen „Kleinen Seminars“ des Priesterseminars Eichstätt untergebracht; dort gibt es die Heilig-Geist-Kapelle, eine neobyzantinische Kapelle aus dem Jahre 1998.

#### Katholische Kirchen
- Dom mit Mortuarium
- Schutzengelkirche (ehemalige Jesuitenkirche)
- Pfarrkirche Hl. Familie
- Pfarrkirche St. Johannes Baptist (Rebdorf; ehemalige Rebdorfer Klosterkirche)
- Kapelle Maria Hilf (Westenstraße)
- Marienkapelle auf dem Frauenberg
- Heilig-Geist-Spitalkirche
- Friedhofskapelle Maria Schnee, 1711 am Ostenfriedhof neu gebaut
- Vierzehn-Nothelfer-Kirche in Wasserzell
- Kirche Hl-Kreuz in Wintershof
- St. Benedikt Landershofen
- Wallfahrtskirche Mariä Himmelfahrt (Buchenhüll)
- ehemalige Dominikanerkirche St. Peter und Paul (sakrale Wiedernutzung seit Dezember 2007)

#### Klöster und Kirchliche Ausbildungsstätten

##### Existierende Klöster bzw. klösterliche Gemeinschaften
- Kloster- und Pfarrkirche St. Walburg (Benediktinerinnen)
- Kommunität Hl. Kreuz Eichstätt der Passionisten (im ehemaligen Kapuzinerkloster mit der ehemaligen Kapuzinerkirche Hl. Kreuz und einem Hl. Grab)
- Kloster Rebdorf der Missionare vom Heiligsten Herzen Jesu, genannt: Herz-Jesu-Missionare
- Kloster der Missionarinnen Christi im Gemeindeteil Rebdorf
- Salesianum Rosental – Kloster der Oblaten des hl. Franz von Sales
- Congregatio Jesu, vormals Institut der Englischen Fräulein
- Franziskanerinnen von Maria Stern in Eichstätt-Marienstein, Kinderdorf
- Schwestern vom Göttlichen Erlöser = Niederbronner Schwestern im Caritas-Altenheim St. Elisabeth
- Schwestern von der Schmerzhaften Mutter im „Haus der Begegnung“, Notre-Dame-Weg 2
- Säkularinstitut der Schönstätter Marienschwestern im Kinderhaus der Dompfarrei

##### Ehemalige Klöster
- Dominikanerkloster und Dominikanerkirche St. Peter
- Kloster und Klosterkirche Notre Dame du Sacré Cœur
- Augustiner-Chorfrauen-Kloster Marienstein im Gemeindeteil Marienstein
- Heilig-Geist-Konvent
- Augustiner-Chorherren-Kloster Rebdorf
- Collegium Willibaldinum, Jesuitenkolleg Eichstätt
- Bruderhaus St. Sebastian in der Spitalvorstadt
- Schottenkloster (heute Kapuzinerkloster)

### Andere Religionsgemeinschaften

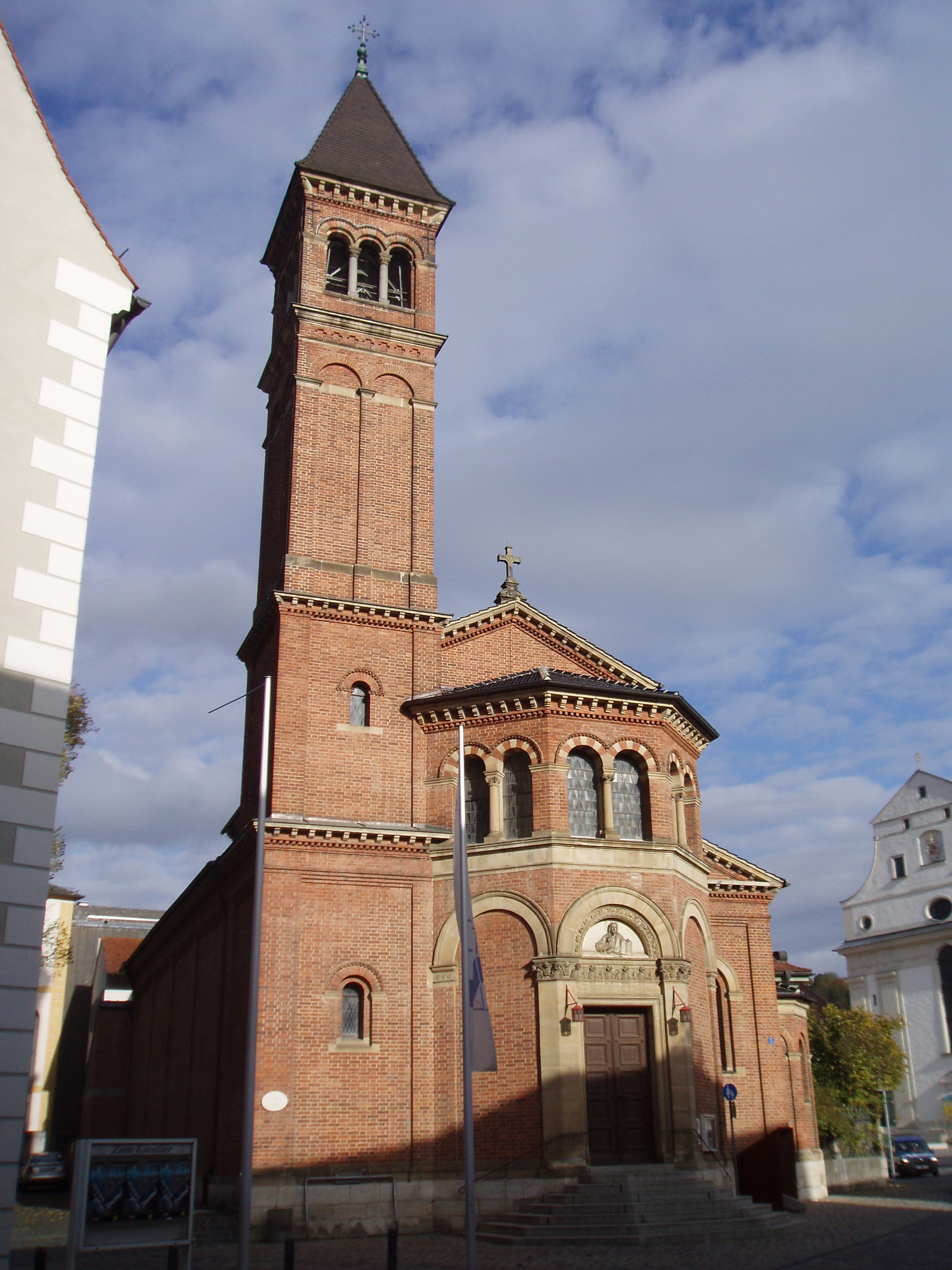
Erlöserkirche

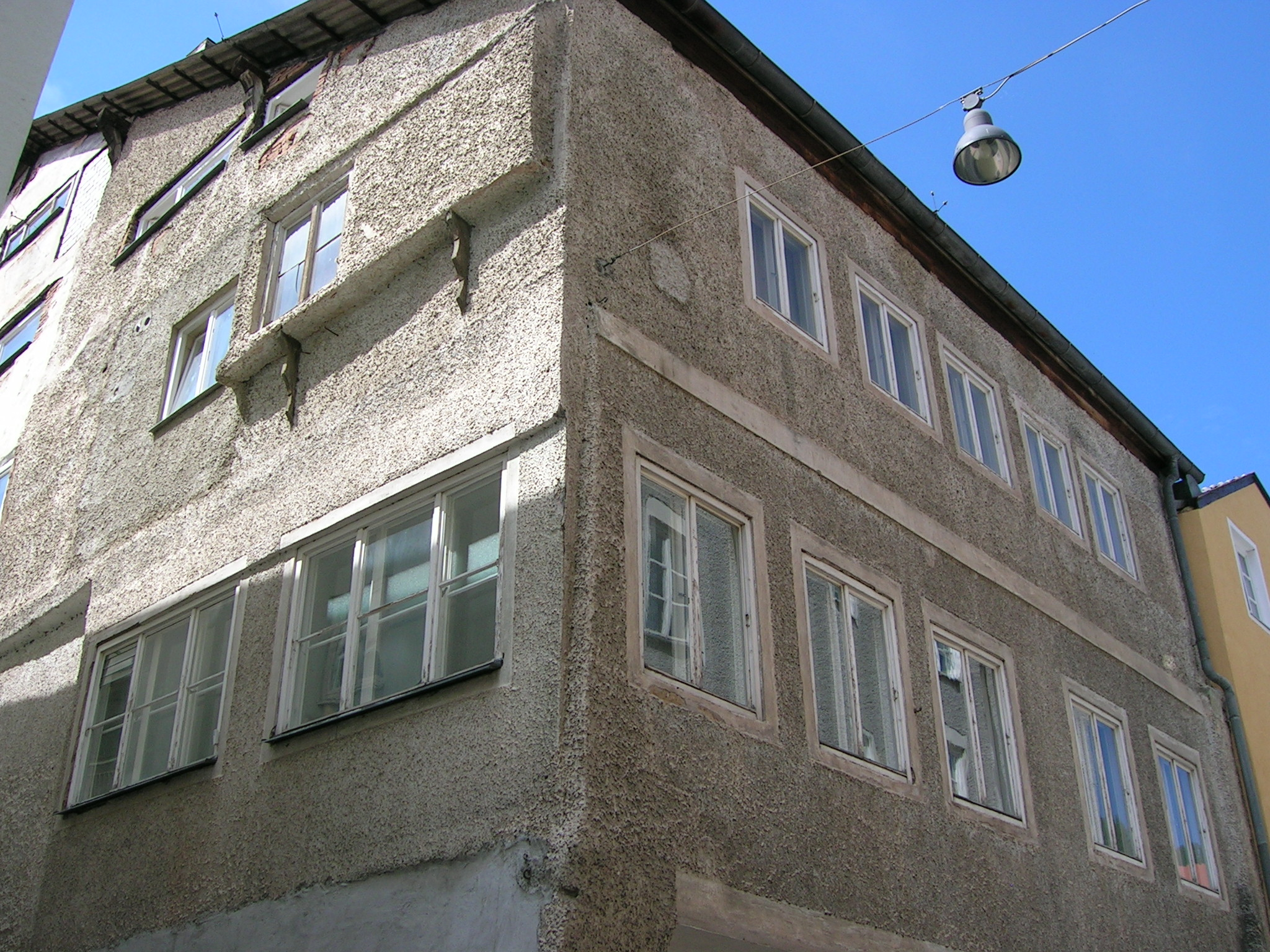
Pfahlstraße 45, Pappenheimer-Haus – beherbergte bis in die 1930er Jahre einen jüdischen Gebetsraum

Neben der römisch-katholischen Kirche finden sich auch noch mehrere weitere Religionsgemeinschaften in Eichstätt. So gibt es eine evangelisch-Lutherische Kirchengemeinde. Diese nutzt die Erlöserkirche am Übergang des Leonrodplatzes zum Residenzplatz als ihre Pfarrkirche. Für die muslimischen Einwohner der Stadt gibt es einen islamischen Gebetsraum in der Weißenburger Straße. Im Gewerbegebiet des Gemeindeteils Wintershof existiert ein Königreichssaal der Zeugen Jehovas. Bis zum 15. Jahrhundert gab es in Eichstätt auch eine jüdische Gemeinde, die jedoch von Bischof Johann III. von Eych ausgewiesen wurde. Erst im 19. Jahrhundert durften sich wieder Juden in Eichstätt niederlassen. Ein neuzeitlicher jüdischer Gebetsraum befand sich in einem Bürgerhaus in der Pfahlstraße (Pappenheimer-Haus). In Marienstein steht zudem eine ehemalige Neuapostolische Kirche.

## Sehenswürdigkeiten

### Burgen und Schlösser
- Willibaldsburg

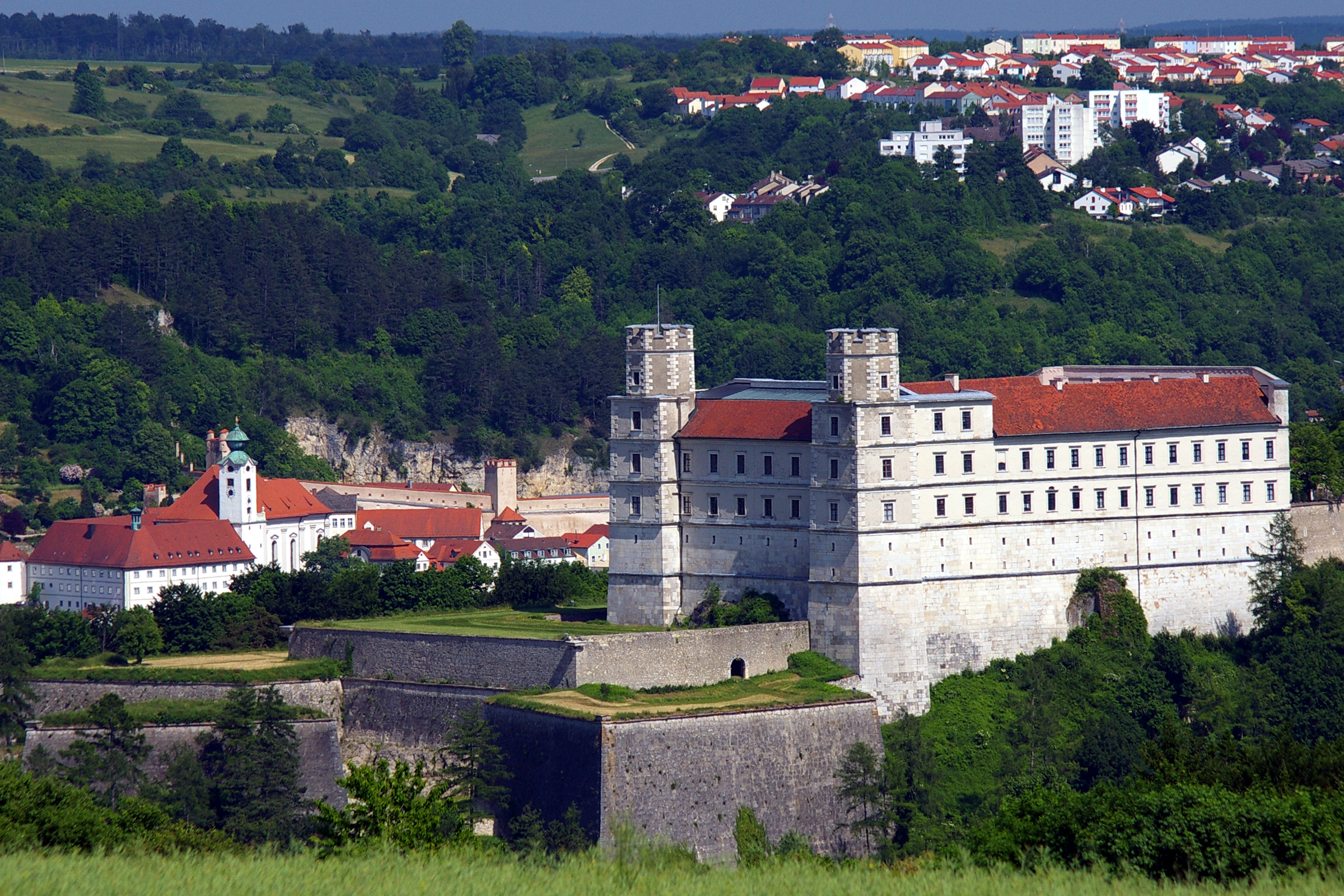
Willibaldsburg

- Ehemalige fürstbischöfliche Residenz (Der Residenzplatz ist ein barockes Bauensemble von selten geschlossener Erhaltung.)
- Ehemalige fürstbischöfliche Sommerresidenz (heute Verwaltungsgebäude der Katholischen Universität)

### Plätze

#### Residenzplatz

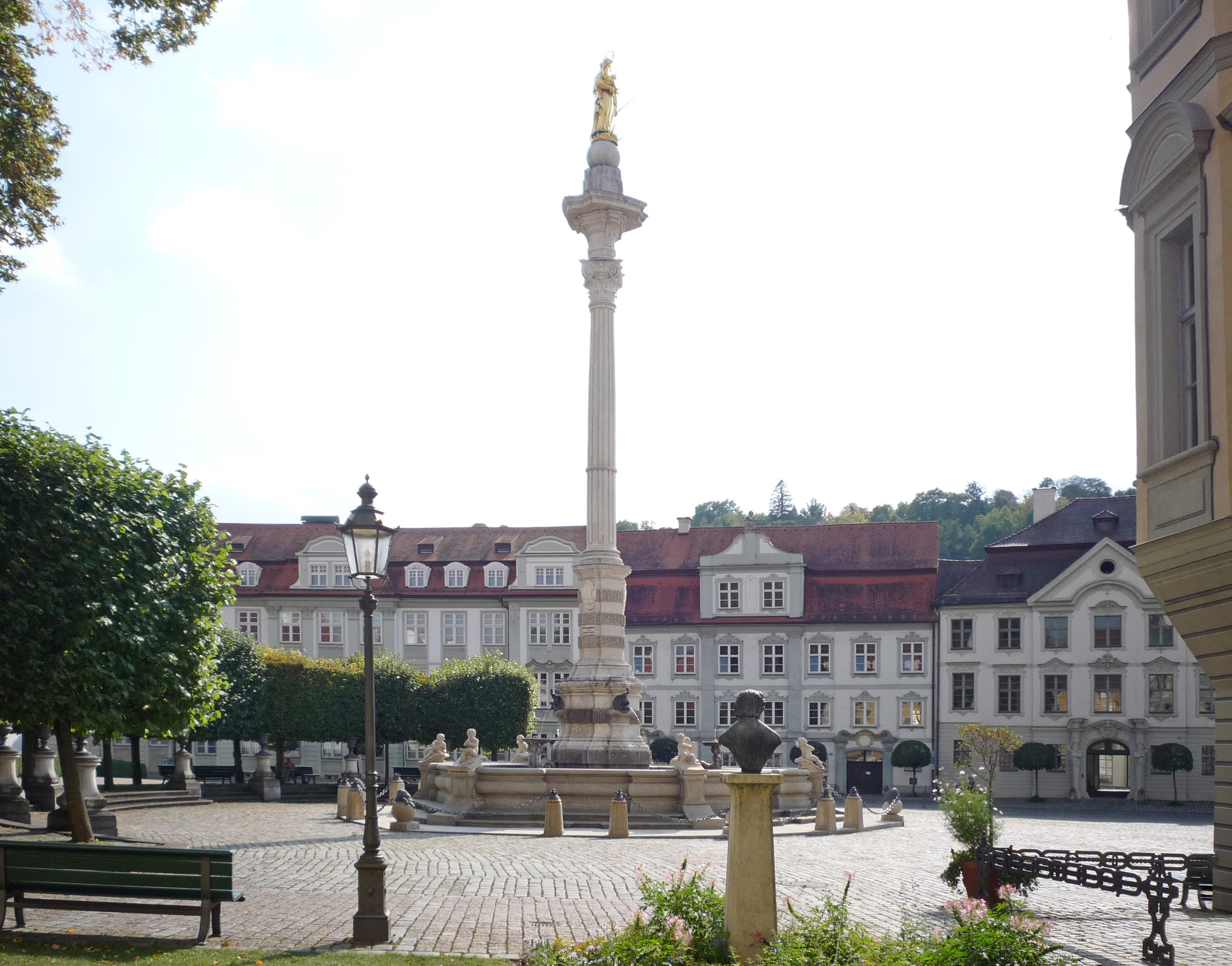
Residenzplatz mit Mariensäule

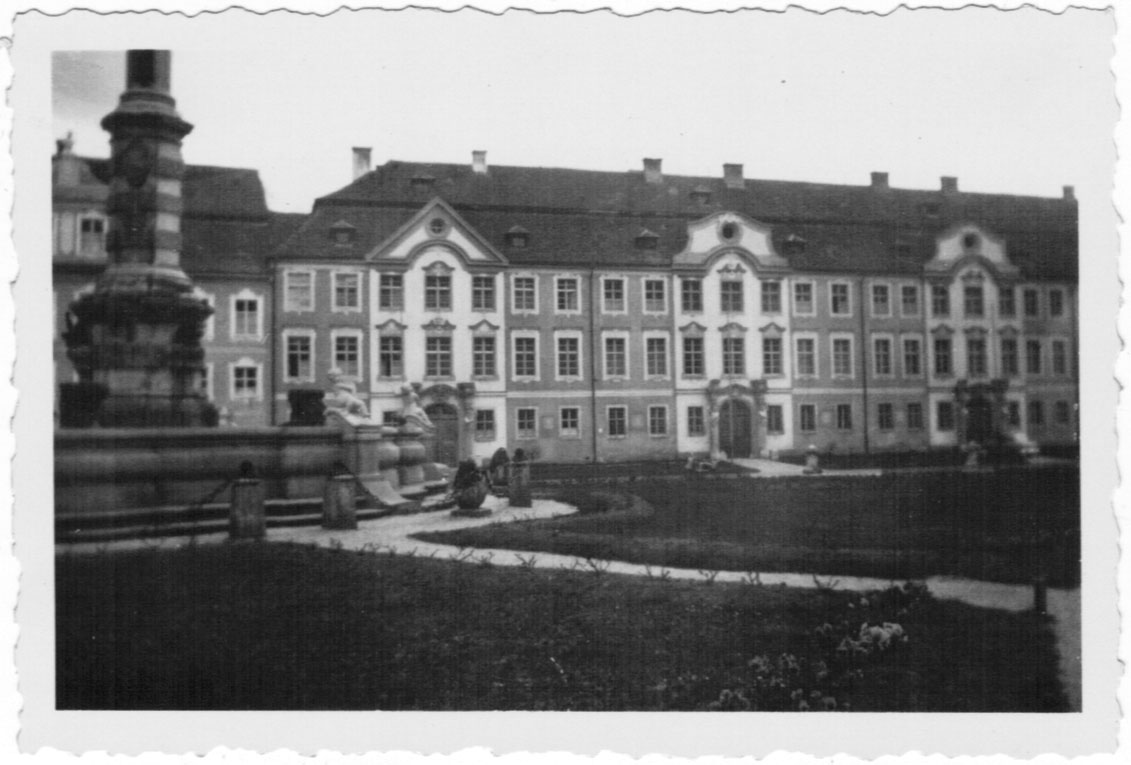
Der Residenzplatz im Jahre 1957 – hier noch in begrüntem Zustand

Der Residenzplatz wurde im 18. Jahrhundert durch den fürstbischöflichen Baumeister Gabriel de Gabrieli geschaffen. Maurizio Pedetti übernahm zwischen 1776 und 1780 die weitere Gestaltung und erweiterte den Platz um den Brunnen mit Mariensäule, das pflasterstrahlige Platzparkett und einen geschwungenen Lindenhalbrondell als Abschluss im Osten.
1820 wurde der Platz auf Veranlassung von Eugène de Beauharnais in einen englischen Garten umgestaltet. Im 20. Jahrhundert empfahl die Bayerische Landesdenkmalpflege, den ursprünglichen Zustand des Platzes wiederherzustellen. Nachdem dies 1970 zuerst vom Stadtrat abgelehnt worden war, entschloss man sich später doch dazu, diesen Vorschlag umzusetzen. Am 25. Oktober 1985 wurde schließlich der umgestaltete Platz eingeweiht.
An diesem Platz ist auch der Hauptsitz verschiedener öffentlicher Einrichtungen in historischen Gebäuden, wie u. a. das Landratsamt und weitere Behörden sowie die Caritas.

#### Marktplatz

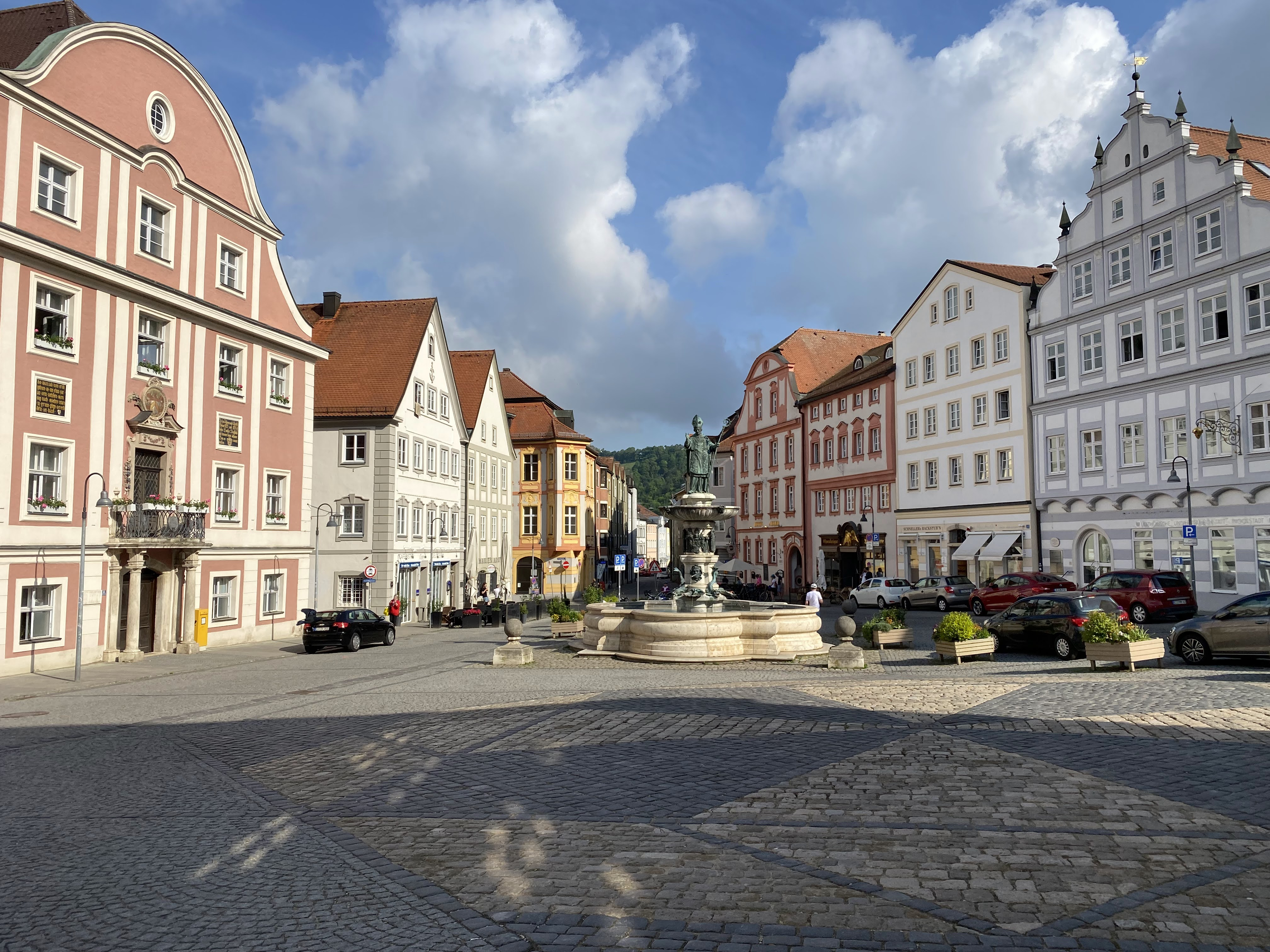
Marktplatz mit Willibaldsbrunnen

Am Marktplatz befinden sich das Rathaus, der Willibaldsbrunnen, die Reste der Collegiata-Pfarrkirche und das mittelalterliche Gebäude-Ensemble Paradeis.

#### Leonrodplatz
Am Leonrodplatz befinden sich die Schutzengelkirche und ein barockes Ensemble (u. a. Collegium Willibaldinum). Angelegt wurde der Platz unter dem Namen Jesuitenplatz zu Beginn des 17. Jahrhunderts unter Fürstbischof Johann Christoph von Westerstetten als Vorplatz des neu errichteten Jesuitenkollegs Eichstätt und des im selben Zuge gebauten Vorgängerbaus der Schutzengelkirche. 1998 wurde der Leonrodplatz neu gestaltet.

#### Domplatz

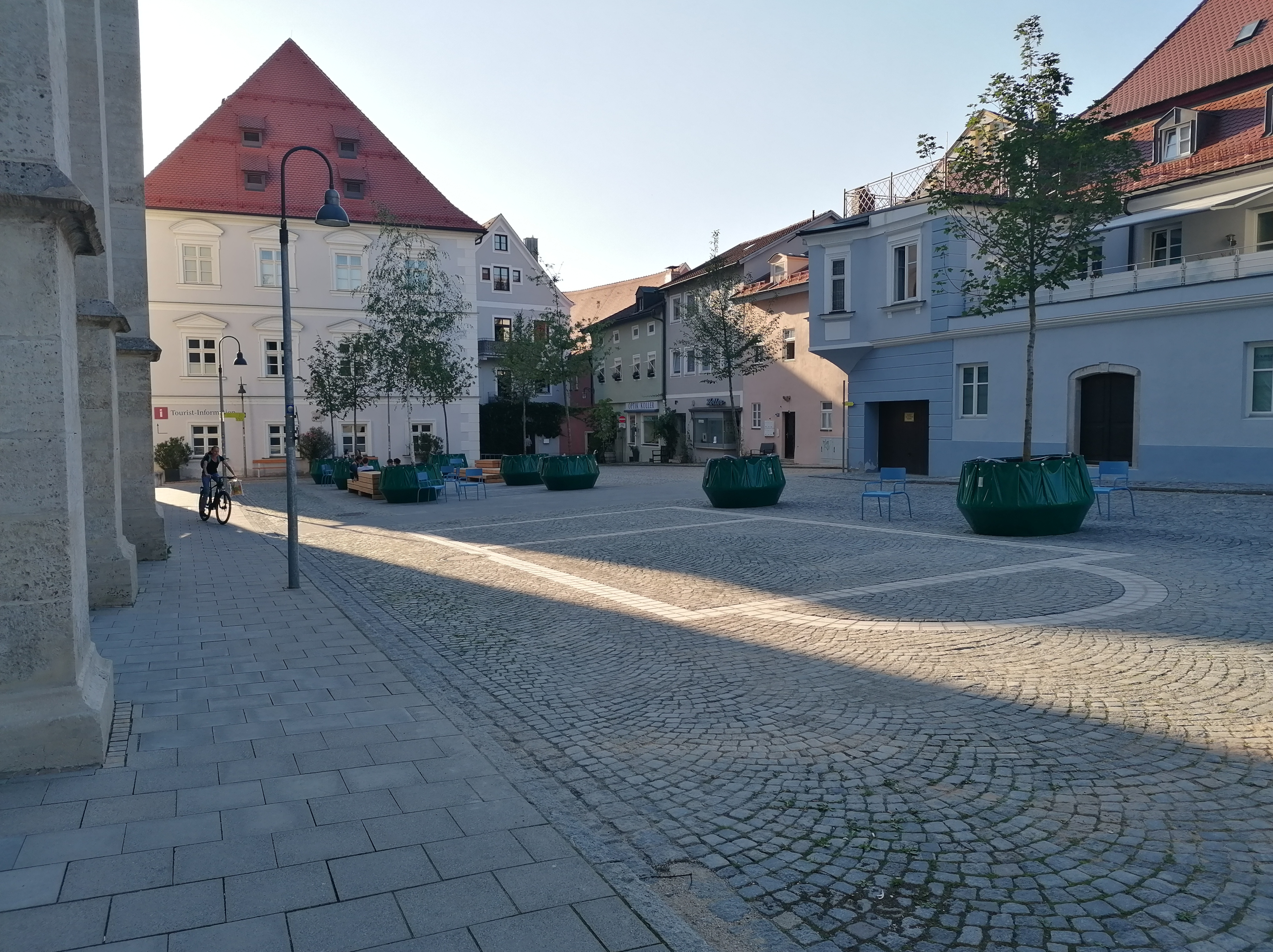
Domplatz in Eichstätt nach der Neugestaltung im Sommer 2025; in der Bildmitte erkennbar der gepflasterte Umriss der ehemaligen Nikolauskapelle, deren Überreste noch immer unter dem Pflaster vorhanden sind

Der Domplatz befindet sich in unmittelbarer Nachbarschaft zum Dom, dem Dom-Augusta-Haus und der ehemaligen Johannis-Kirche.

#### Pater-Philipp-Jeningen-Platz

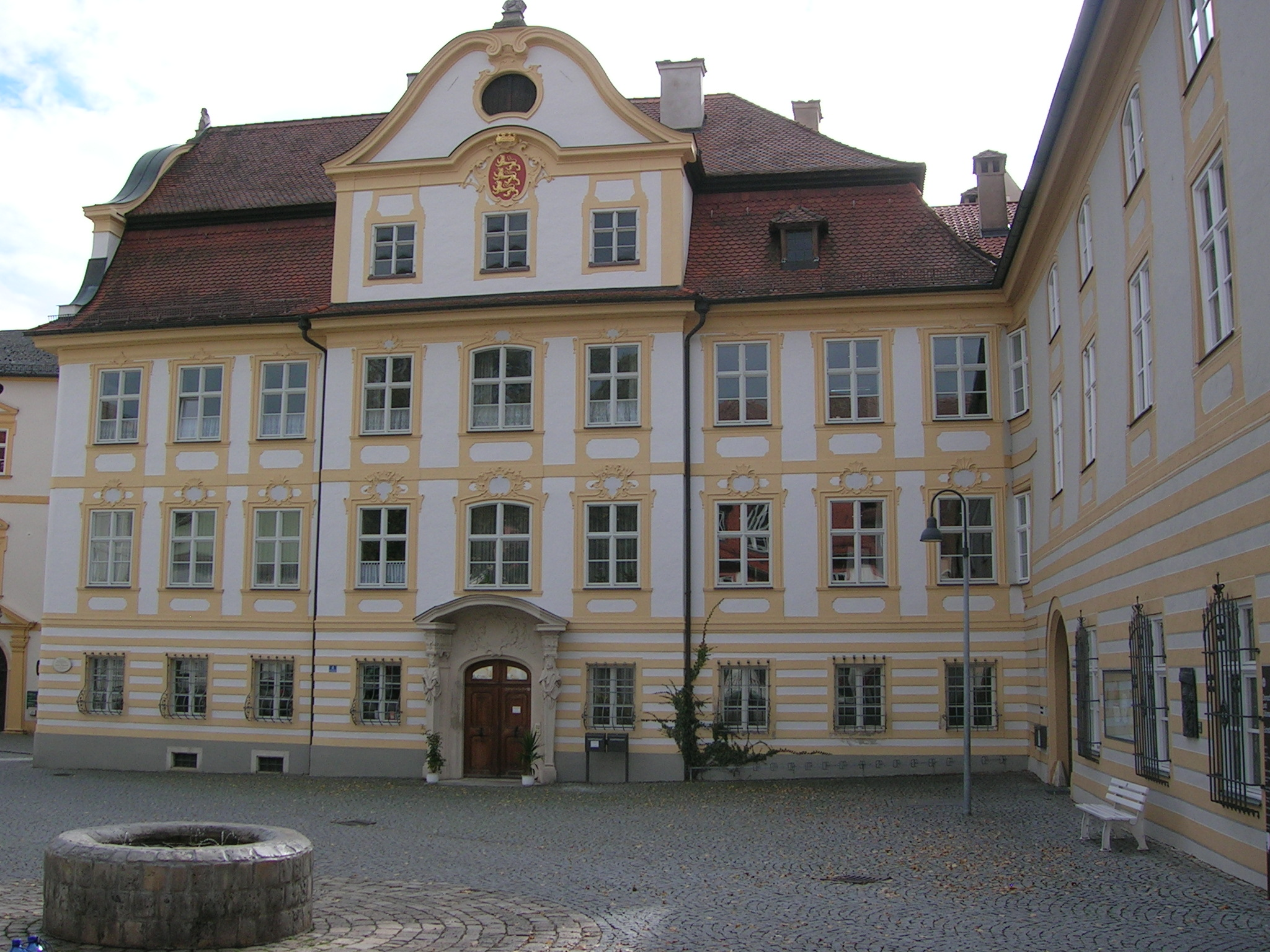
Pater-Philipp-Jeningen-Platz

An diesem Platz findet sich das Bischöfliche Palais und der Ulmer Hof, welcher heute die Theologische Fakultät und die Fakultät für Religionspädagogik und Kirchliche Bildungsarbeit sowie die Teilbibliothek 1 der Katholischen Universität Eichstätt-Ingolstadt beherbergt.

#### Kardinal-Preysing-Platz
Der Kardinal-Preysing-Platz grenzt an die ehemalige Reitschule, in der heute Hörsäle und die Teilbibliothek 2 Aula der Katholischen Universität Eichstätt-Ingolstadt untergebracht sind. Außerdem liegt das Gebäude der Katholischen Hochschulgemeinde (KHG-Zentrum) an diesem Platz.

#### Volksfestplatz

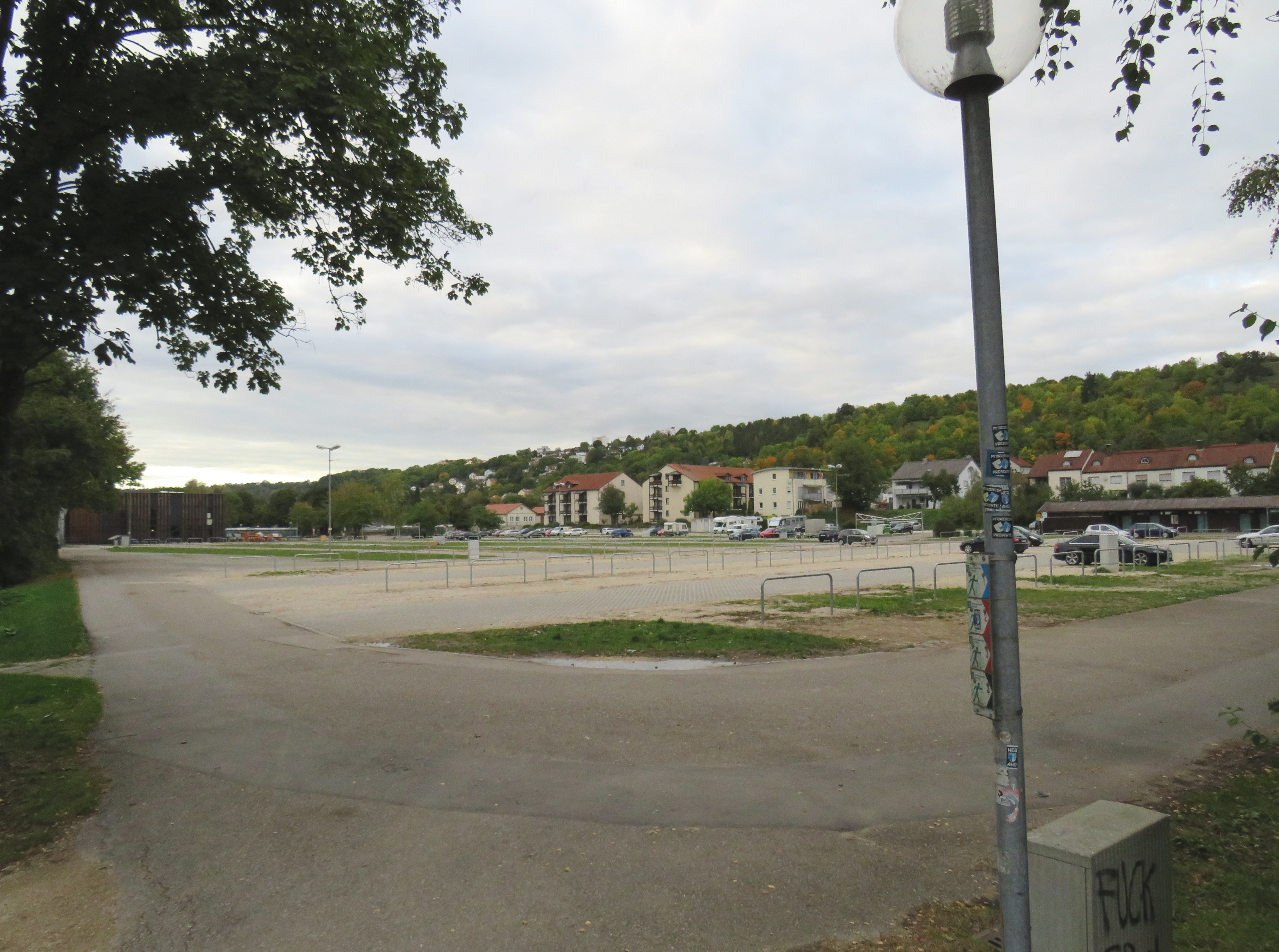
Ansicht des Volksfestplatzes

Der Volksfestplatz befindet sich im Bereich der Schottenau und wird die meiste Zeit des Jahres über als öffentlicher Parkplatz genutzt. Er dient jedoch auch als Ort für verschiedene Veranstaltungen, so u. a. für das namensgebende Volksfest und die Flohmärkte; zudem wird er auch von der Feuerwehr zu Übungs- und Ausbildungszwecken genutzt. In westlicher Richtung grenzt der Busbahnhof Schottenau direkt an den Volksfestplatz; außerdem befindet sich auf der östlichen Seite des Platzes eine weitere Bushaltestelle. Der Platz ist als Park-and-Ride-System ausgewiesen.
Am Volksfestplatz befindet sich das Biomasseheizwerk Schottenau.

#### Franz-Xaver-Platz
Der Franz-Xaver-Platz konnte im Zuge der Neugestaltung der Kernstadt neu geschaffen werden. Früher gehörte dieser zum Bahnhofsgelände, diente dem Umschlag von Schwer- und Schüttgütern bspw. Importkohle oder lokalen Steinbrucherzeugnissen. Heute befinden sich dort Einzelhandels- und Dienstleistungsunternehmen sowie Wohnungen.

#### Bahnhofplatz
Ebenfalls im Zuge der Neugestaltung der Kernstadt wurde auch das zuvor als improvisierter Busbahnhof genutzte Areal vor dem Bahnhofsgebäude neu gestaltet.

### Historische Gebäude

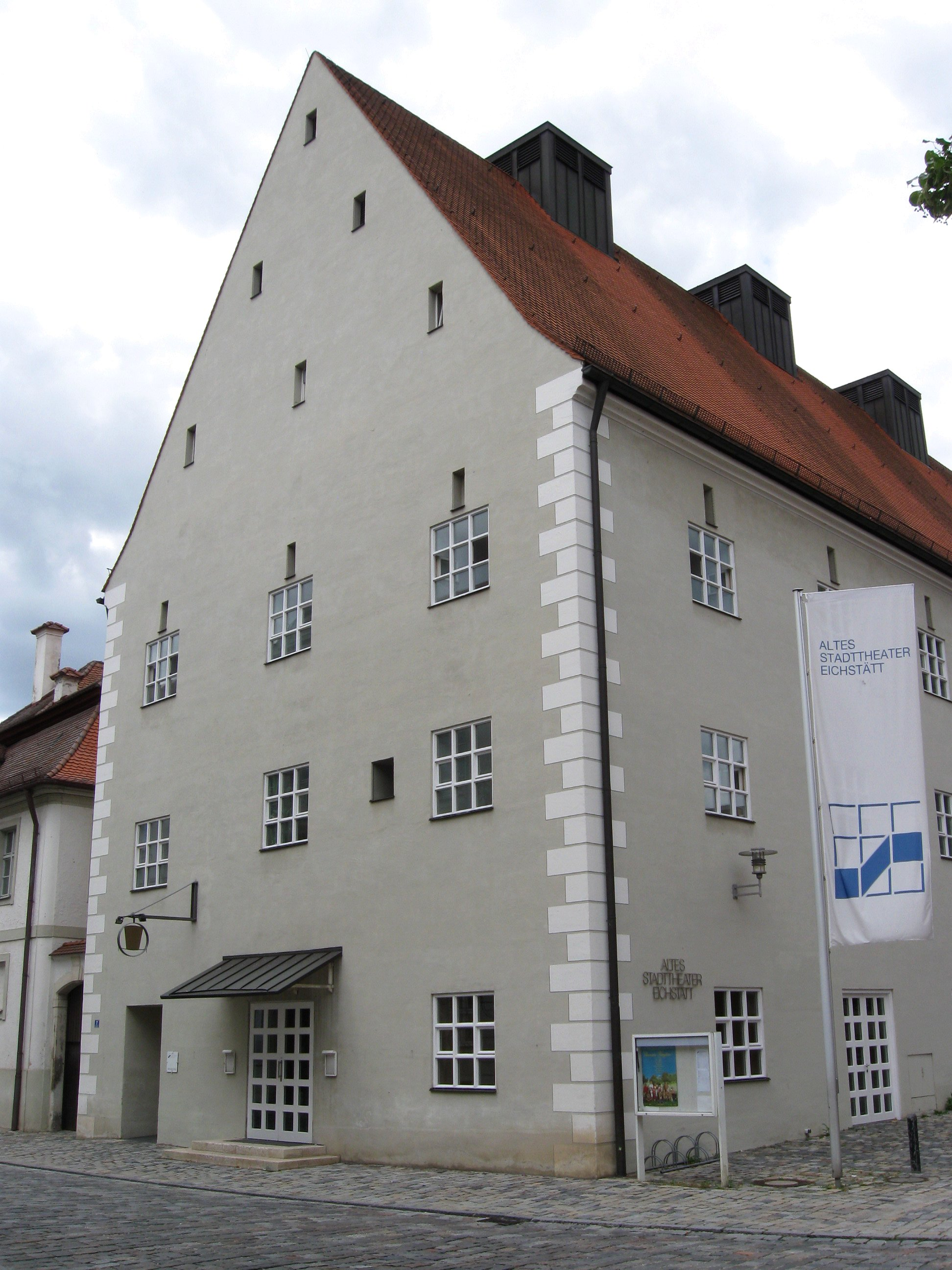
Altes Stadttheater

Eichstätt, im Zweiten Weltkrieg nahezu unversehrt geblieben, weist eine Vielzahl historischer Gebäude auf, neben Burg, Residenz, Kirchen, Klöstern und Domherrenhöfen u. a.:
- Bischöfliches Palais (gegenüber dem „Ulmer Hof“)
- Ulmer Hof, Kanonikerhof, dann Willibald-Gymnasium, heute Teilbibliothek der Universität
- Jesuiten-Gymnasium, später Haus des Kath. Kasinos, heute eines der Verwaltungsgebäude des Bistums Eichstätt
- Bischöfliches Ordinariat (gegenüber der Schutzengelkirche)
- Collegium Willibaldinum, früher Jesuitenkolleg, heute Priesterseminar
- Rathaus (davor der Willibaldsbrunnen)
- Mittelalterliche Wohngebäude neben dem Rathaus (heute zum Teil Café) aus dem 13. Jahrhundert
- Orangerie (heute EDV-Zentrum der Universität)
- Altes Waisenhaus (heute Journalistengebäude der Universität)
- Gabrieli-Haus (heute Wohn- und Geschäftshaus)
- Cobenzlschlösschen mit Gartenpavillon (1864–1964 Gaswerk; heute u. a. kommunal genutzt); benannt nach Ludwig Graf Cobenzl
- Linding-Mühle in der Westenvorstadt (heute Haus der K.D.St.V. Alcimonia Eichstätt)
- Stadtmauer mit Türmen (nicht begehbar/besteigbar)
- Altes Stadttheater (nach Entkernung als städtisches Veranstaltungshaus und Kino völlig neu gestaltet)
- Siechhof (in Privatbesitz)
- Ehemalige „Johanniskirche“, heute „Haus des Gastes“ (städtischer Ausstellungsraum)
- Notre Dame du Sacré Cœur, ehemaliges Kloster und Klosterkirche, heute Sitz des Informationszentrums Naturpark Altmühltal und Ausstellungsraum.
- Katholisches Gesellenhaus (Kolping-Haus)
- Teile der 1818 abgerissenen gotischen Kollegiat- bzw. Pfarrkirche Unsere Liebe Frau am Marktplatz (ehemals Volksbank; heute universitäre Nutzung)
- Getreidekasten des mittelalterlichen Bruderhauses St. Sebastian (heute Wohnhaus)
- Ehemaliges kgl. bay. Zuchthaus (heute Justizvollzugsanstalt)
- Jurahäuser: im gesamten Stadtgebiet und insbesondere in den historischen Vorstädten befinden sich zahlreiche Exemplare dieses regionalen Haustyps mit ihrer gedrungenen Form, der flachen Dachneigung und dem charakteristischen Kalkplattendach. Gebäude mit steilerer Dachneigung sind auch häufig mit Zwicktaschen gedeckt.

### Parks und Gärten

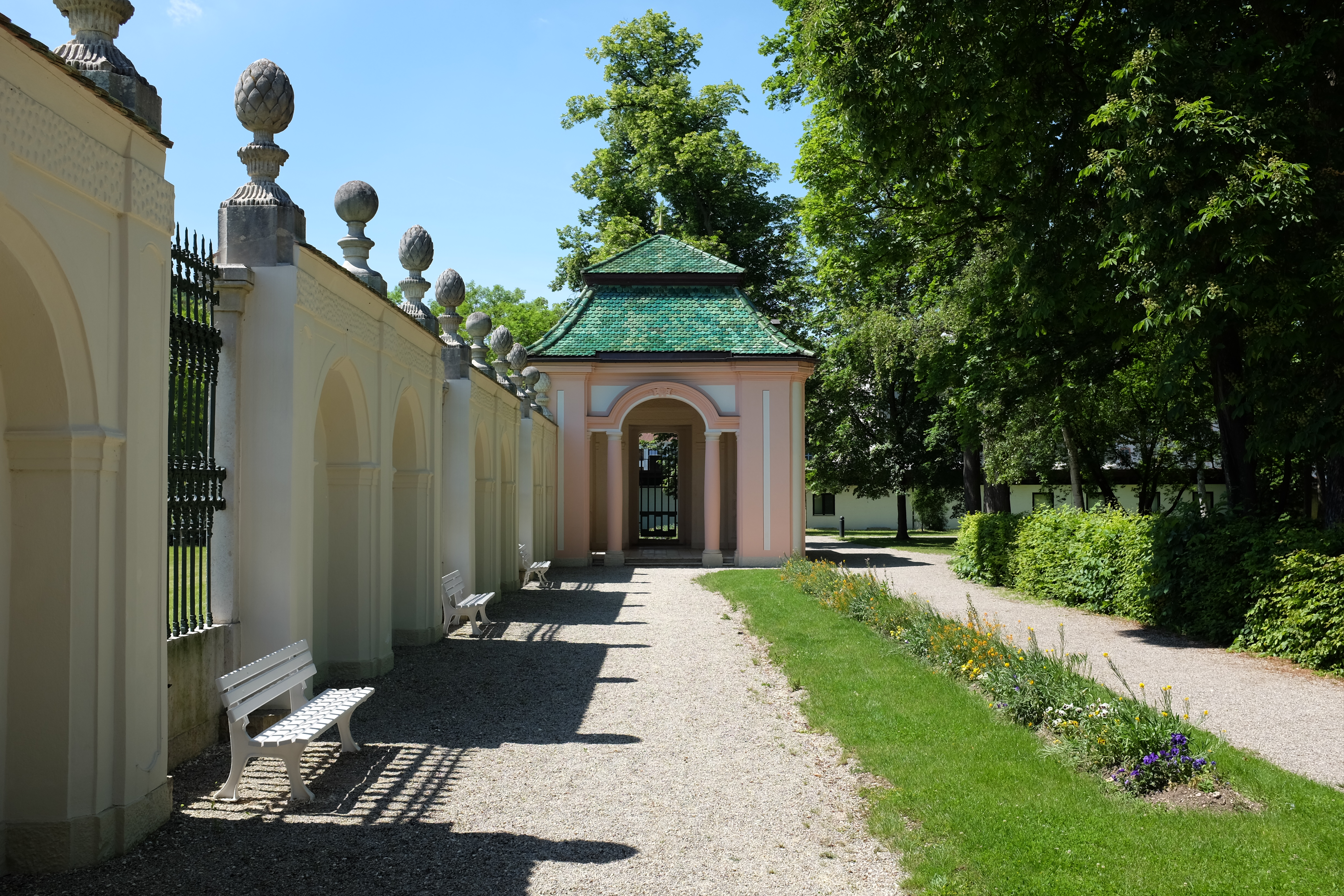
Pavillon im Hofgarten

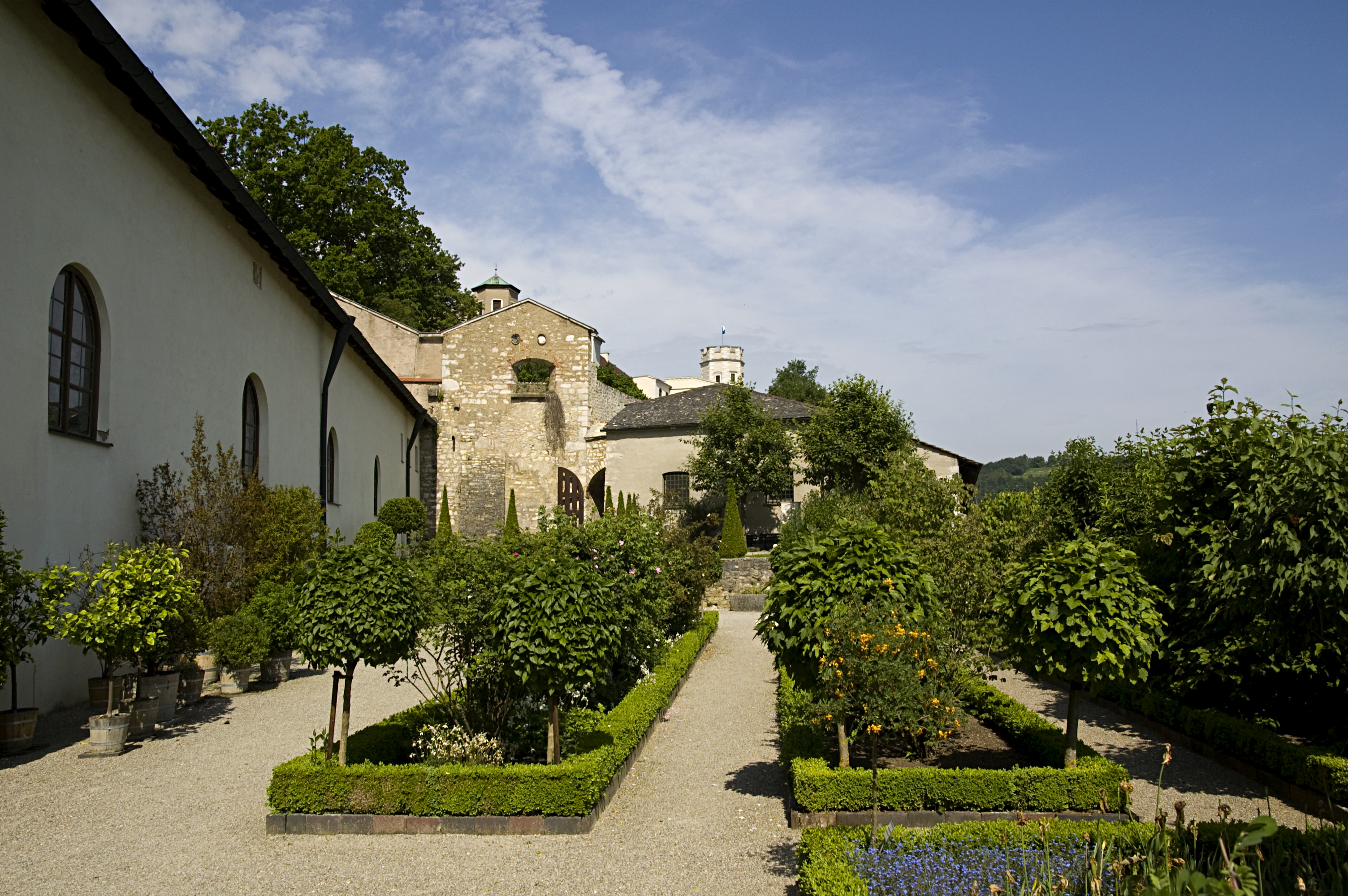
Bastionsgarten auf der Willibaldsburg

Auf dem Stadtgebiet liegen mehrere Parkanlagen und Gärten. Der Hofgarten an der Sommerresidenz entstand ab 1735 mit ursprünglich vollständig barocker Ausstattung. Im 19. Jahrhundert wurden Teile der Anlage in einen Englischen Garten umgewandelt.
Auf der Willibaldsburg befindet sich der bis 1998 neu angelegte Bastionsgarten, der über die Pflanzenwelt des im botanischen Prachtwerk „Hortus Eystettensis“ von Basilius Besler beschriebenen Renaissance-Gartens informiert.
Auch an der Straße Am Graben befindet sich eine kleine Parkanlage mit Brunnen und Wasserspiel. Er wird durch den in Rohre gefassten Buchtalbach durchflossen.
Eine weitere kleine Parkanlage liegt auf dem Areal des Cobenzlschlösschens in der Ingolstädter Straße.
Erwähnenswert ist auch die Historische Haselnussplantage aus dem Jahr 1915, die sich im Eichstätter Abschnitt des Altmühltal-Panoramawegs befindet.

### Friedhöfe
Der heute noch genutzte Friedhof ist der Ostenfriedhof, der sich in der Ostenvorstadt befindet. Nicht mehr genutzt wird der Westenfriedhof in der Westenstraße, der auch die Friedhofskapelle St. Michael beherbergt.
Da Eichstätt Sitz oder zumindest Niederlassung einiger Ordensgemeinschaften ist, haben auch diese einzelne Friedhöfe in der Stadt Eichstätt. Der Hauptfriedhof der Region Bayern der Oblaten des hl. Franz von Sales befindet sich in südöstlicher Richtung des Salesianums Rosental. Weitere Ordensfriedhöfe sind z. B. an der Abtei St. Walburg, beim Kloster Rebdorf oder – seit längerem nicht mehr neu belegt – beim ehemaligen Kapuzinerkloster zu finden.

### Moderne Kunst und Architektur
In der Stadt finden sich zahlreiche Beispiele moderne Kunst und Architektur (jedoch sind nicht alle davon noch erhalten). Darunter fallen u. a.:
- Gebäude der Diözesanbaumeister Karljosef Schattner (Pfarrkirche Heilige Familie, Ostenstraße 18, Ulmer Hof) und Karl Frey (Aula am Graben[98], Salesianum[99])
- Figurenfeld im Hessental
- Mahnmal für Opfer der Hexenverfolgung an der Henkerskapelle auf dem Hochgericht am ehemaligen Galgenberg[100]
- Galerie des Kipfenbergers Malers Carl Otto Müller („Cézanne des Altmühltales“) im Landratsamt
- Steinskulpturen „Schöpfungszyklus“ an der Seminarwiese[101]
- im Stadtzentrum erhaltene Skulpturen aus der Kunstaktion „Open HeArt 2010“[102]
- im Rahmen einer Kunstaktion des Bund der Deutschen Katholischen Jugend Eichstätt 2013 mit Graffiti verzierte Mauern im Wiesengäßchen.

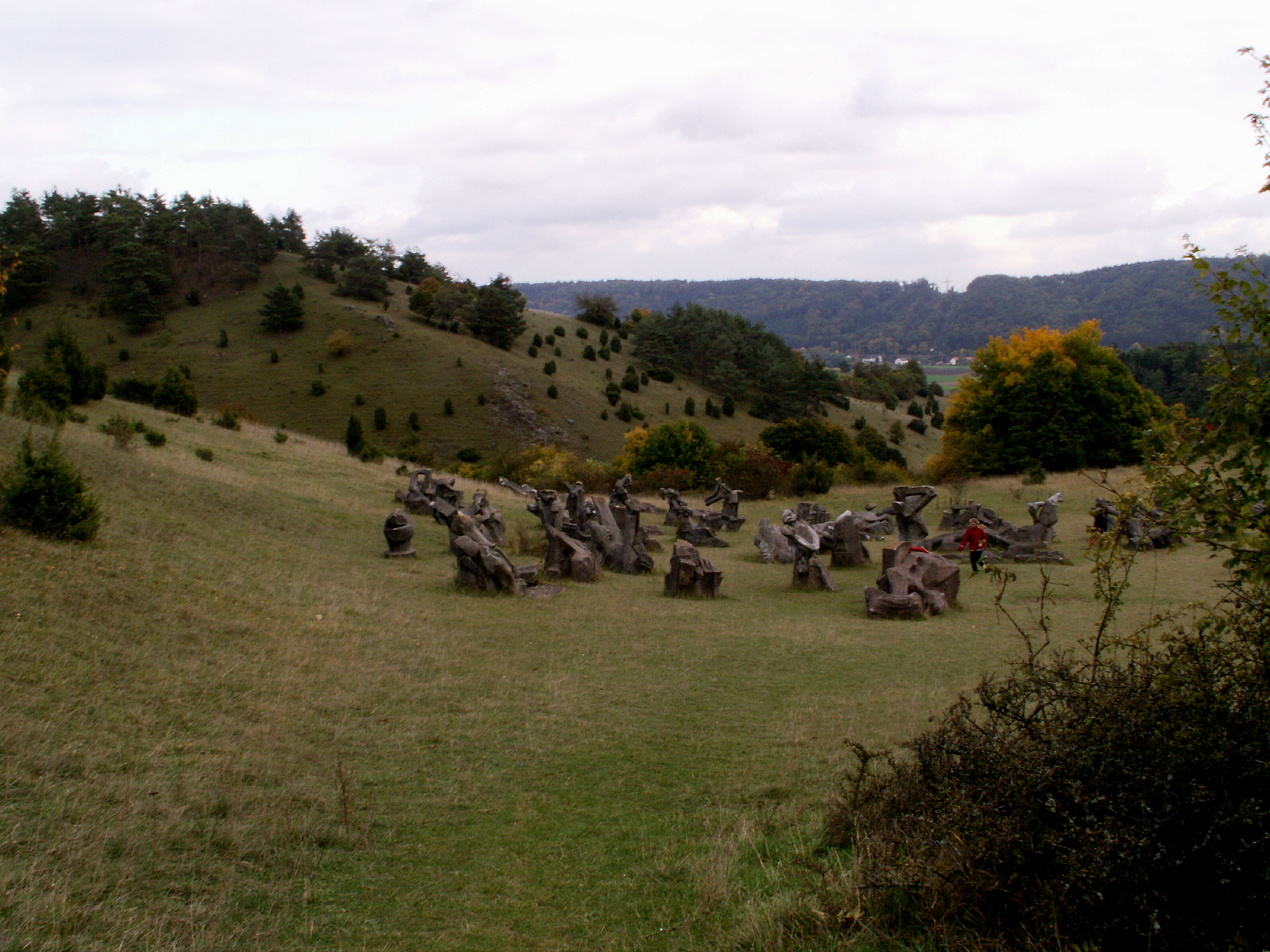
Figurenfeld im Hessental
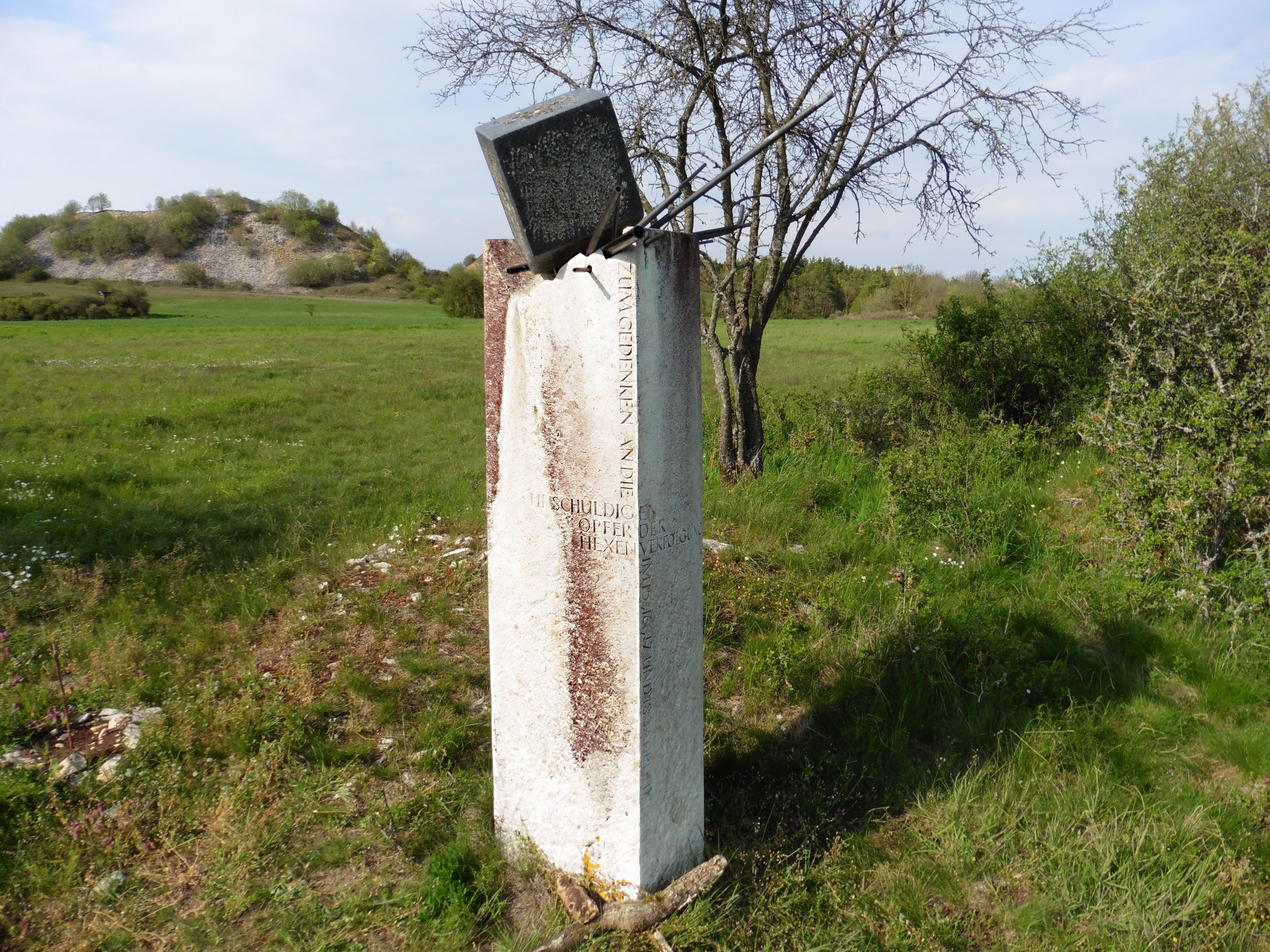
Mahnmal für Opfer der Hexenverfolgung
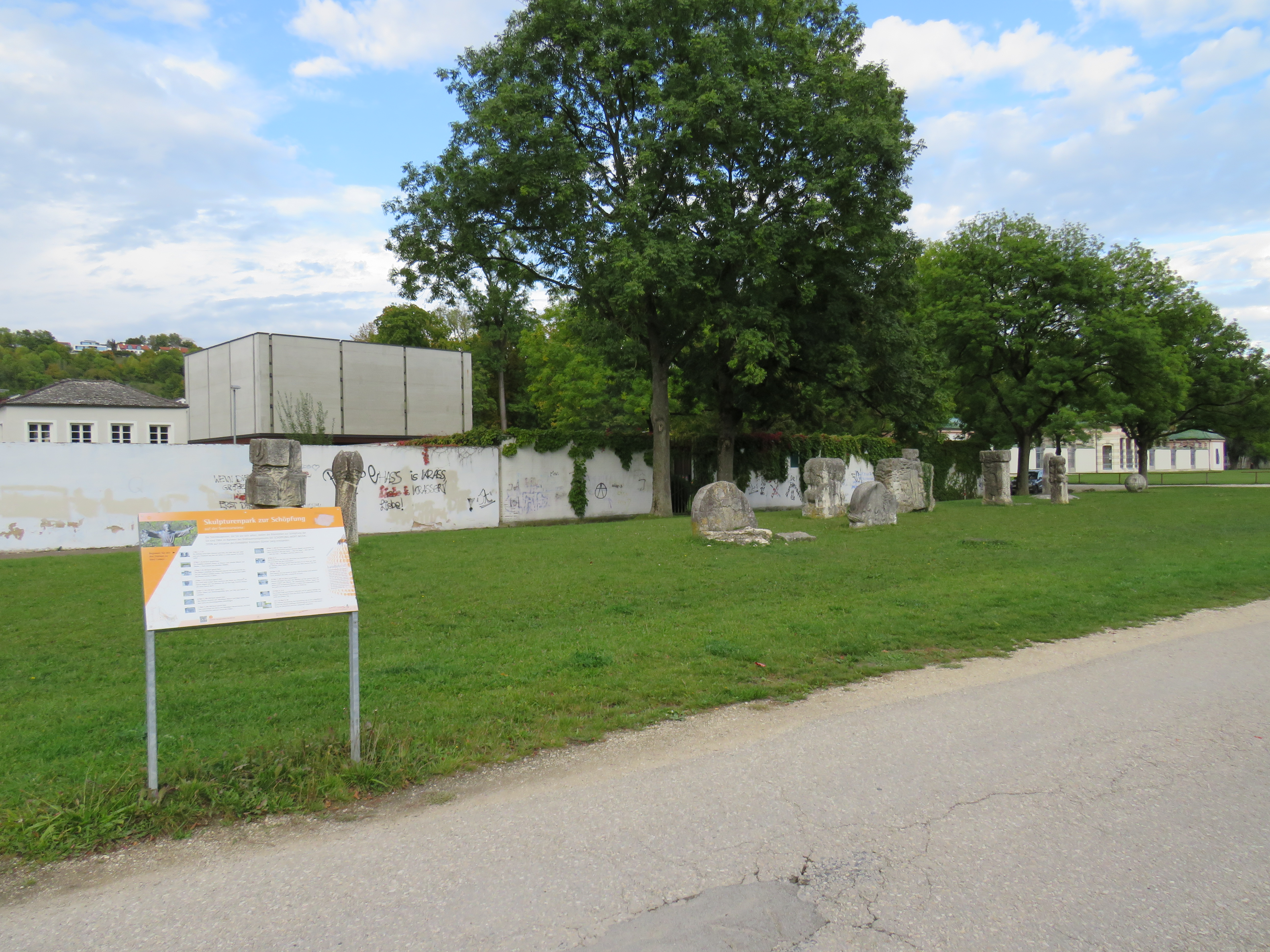
Steinskulpturen „Schöpfungszyklus“ an der Seminarwiese
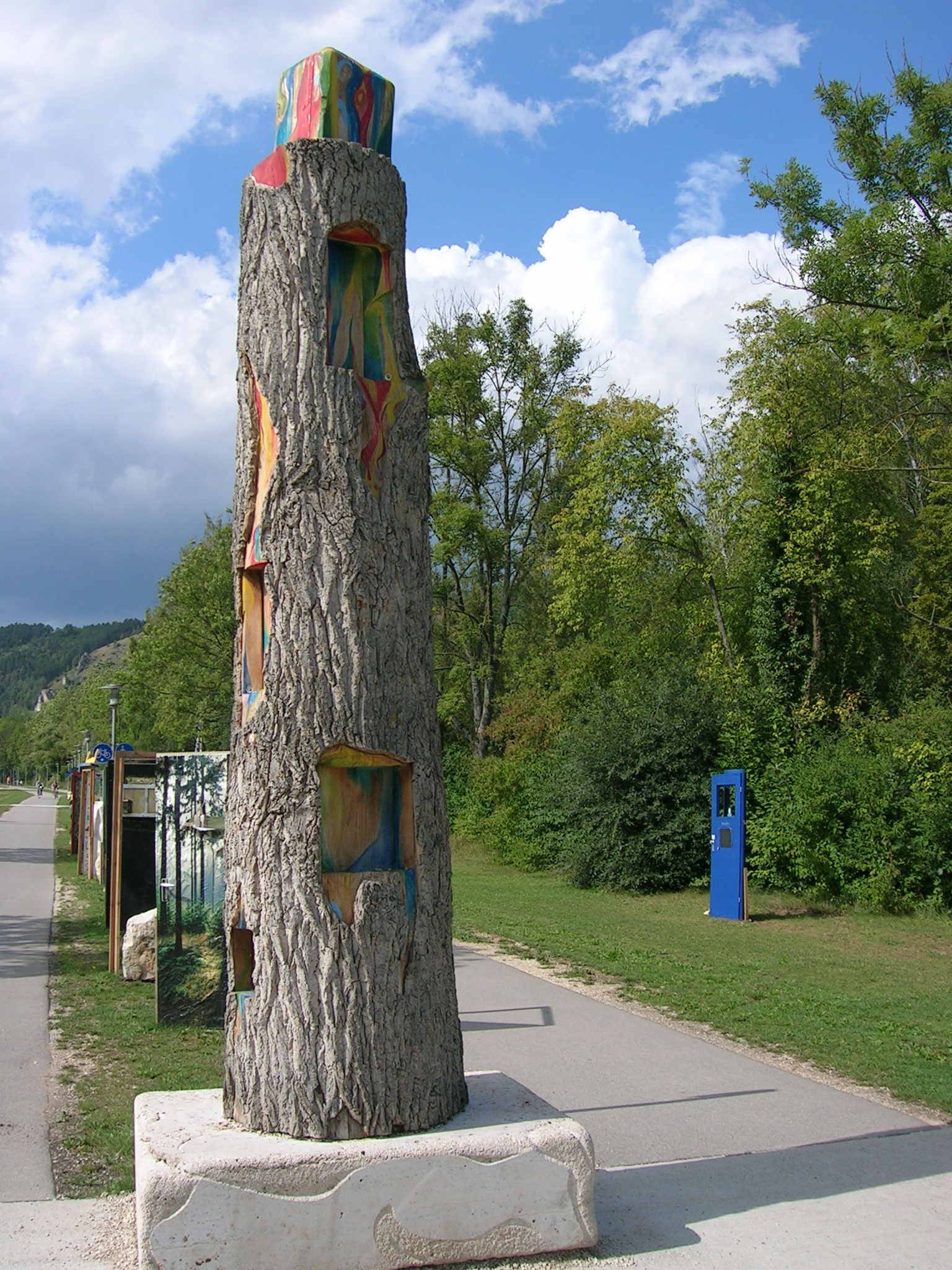
Skulptur „La Vista Nel Dentro II“ von Ariana Keßler („Open HeArt“)
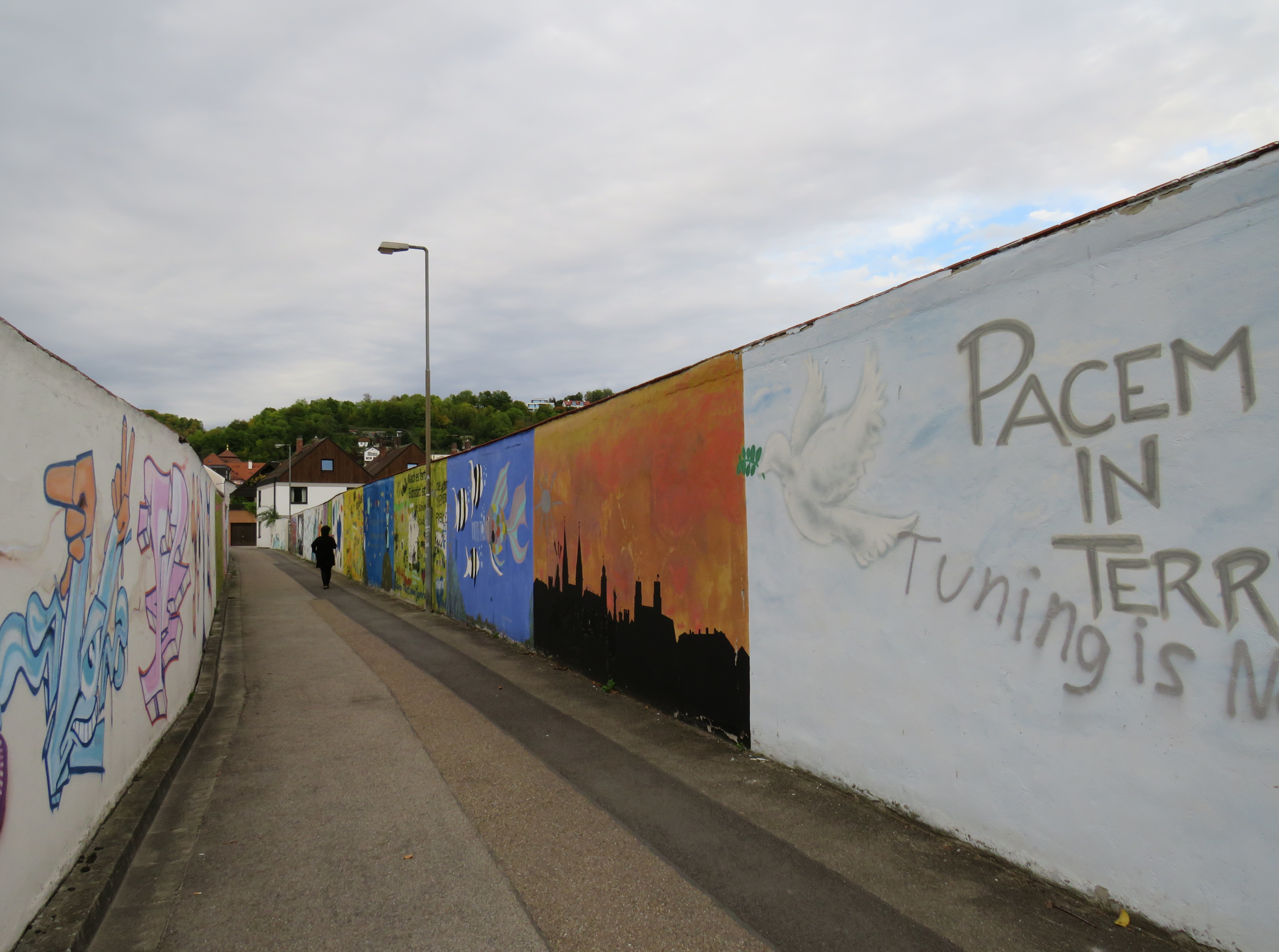
Grafftiwände im Wiesengäßchen
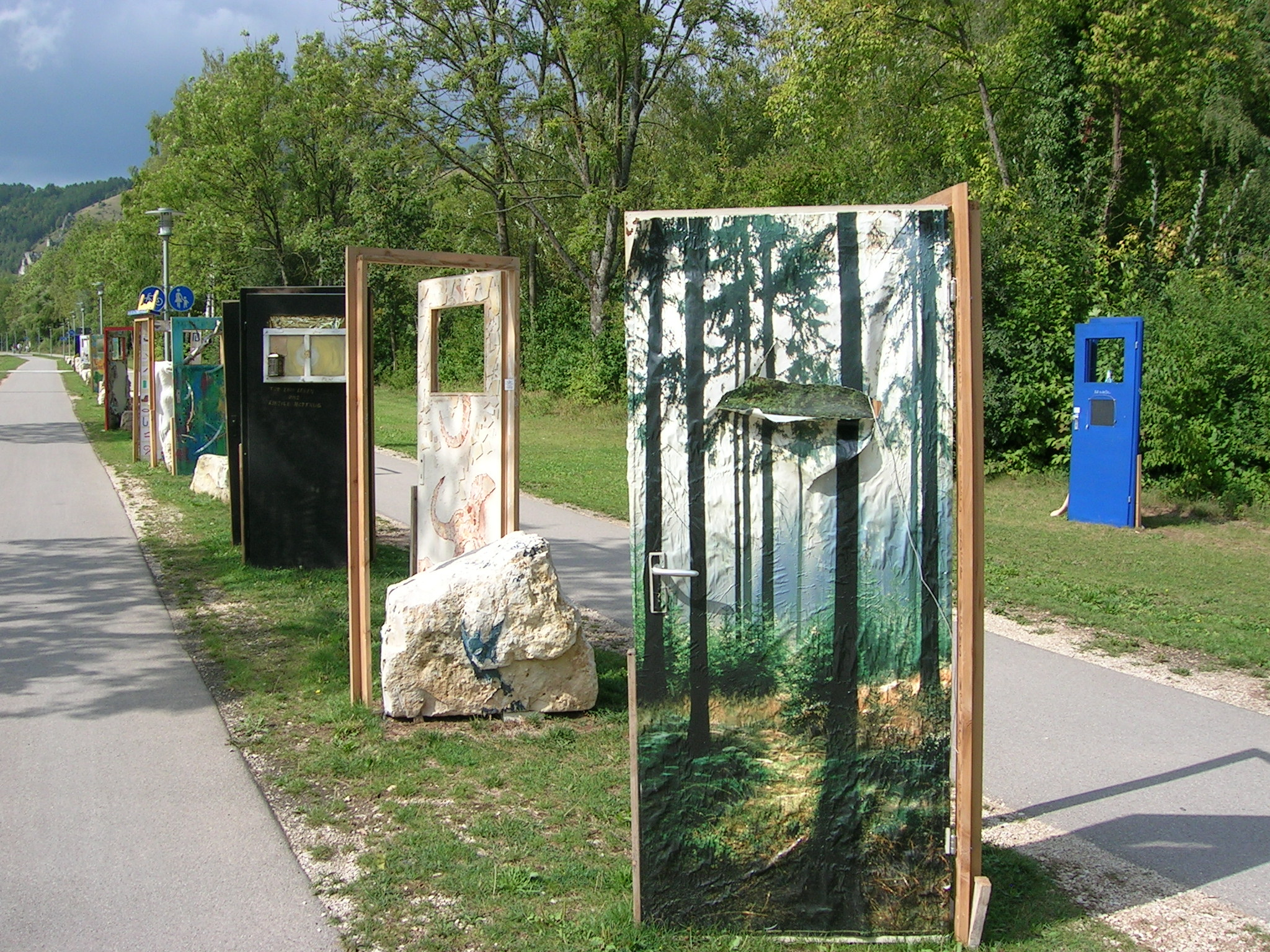
Kultüren 2012 – Kunstprojekt anlässlich der Eichstätter Kulturtage 2012

## Wirtschaft und Infrastruktur
Auf wirtschaftlichem Gebiet ist Eichstätt vor allem bekannt durch die Natursteinindustrie. In den Steinbrüchen der Umgebung werden die Solnhofener Platten (bekannt durch die Lithographie) und der Jura-Marmor gewonnen. Der Blumenberg bei Eichstätt ist der Fundort eines der wohl berühmtesten Fossilien der Welt: das so genannte Berliner Exemplar des Urvogels Archaeopteryx. Eichstätt ist mit einer Arbeitslosenquote von 1,2 % (Stand: Dezember 2017) die Stadt mit der geringsten Arbeitslosigkeit in der Bundesrepublik Deutschland. Es herrscht Vollbeschäftigung.

### Verkehr

#### Straße
Die Bundesstraße 13, die von Würzburg über Ansbach und das Fränkische Seenland nach München führt, verläuft in West-Ost-Richtung durch das Stadtgebiet von Eichstätt. Diese Bundesstraße bindet die Universitätsstadt an die nahegelegene Großstadt Ingolstadt und damit auch an das Autobahnnetz an. Die Zufahrt von Eichstätt zur Bundesautobahn 9 in Fahrtrichtung München erfolgt wahlweise über die Anschlussstellen Lenting oder Ingolstadt-Nord. Darüber hinaus ist Eichstätt über die B 13 und die Anschlussstelle Ansbach auch an die Bundesautobahn 6 angebunden. Über die Jura-Hochstraße gelangt man von Eichstätt aus nach Kinding im Altmühltal und hat damit Richtung Norden, also Richtung Nürnberg Anbindung an das deutsche Fernstraßennetz. Außerdem verbindet die Jura-Hochstraße den östlichen Landkreis Eichstätt mit der Kreisstadt. Die Staatsstraße Richtung Titting und Thalmässing verbindet die Bischofsstadt mit dem nordwestlichen Landkreis und auch darüber hinaus mit Nürnberg. Weiterhin besteht über die nahe gelegene Ausfahrt Pietenfeld an der B 13 Anbindung Richtung Süden, also Richtung der Nachbarkreisstadt Neuburg an der Donau. Von dort aus besteht die Möglichkeit, über die Bundesstraße 16 nach Regensburg bzw. nach Donauwörth und ebenso nach Ulm zu fahren. Von Neuburg aus ist Eichstätt auch an Augsburg und das schwäbisch-bayerische Voralpenland angebunden. Von Eichstätt aus erreicht man auch auf Kreis- und Staatsstraßen die Orte Kipfenberg (vom Osten Eichstätts aus), Dollnstein (vom Westen Eichstätts aus) und Solnhofen.
Der Altmühltalradweg führt von Obereichstätt kommend durch Eichstätt und von dort weiter nach Pfünz.

#### Bahnen
- Hauptbahn München–Eichstätt Bahnhof–Treuchtlingen (KBS 990): Stundentakt nach München und Treuchtlingen/Nürnberg, in der Hauptverkehrszeit zusätzlich Halbstundentakt nach Ingolstadt
- Nebenbahn Eichstätt Bahnhof–Eichstätt Stadt (KBS 991): Zubringerfahrten zur Hauptstrecke Ingolstadt–Treuchtlingen

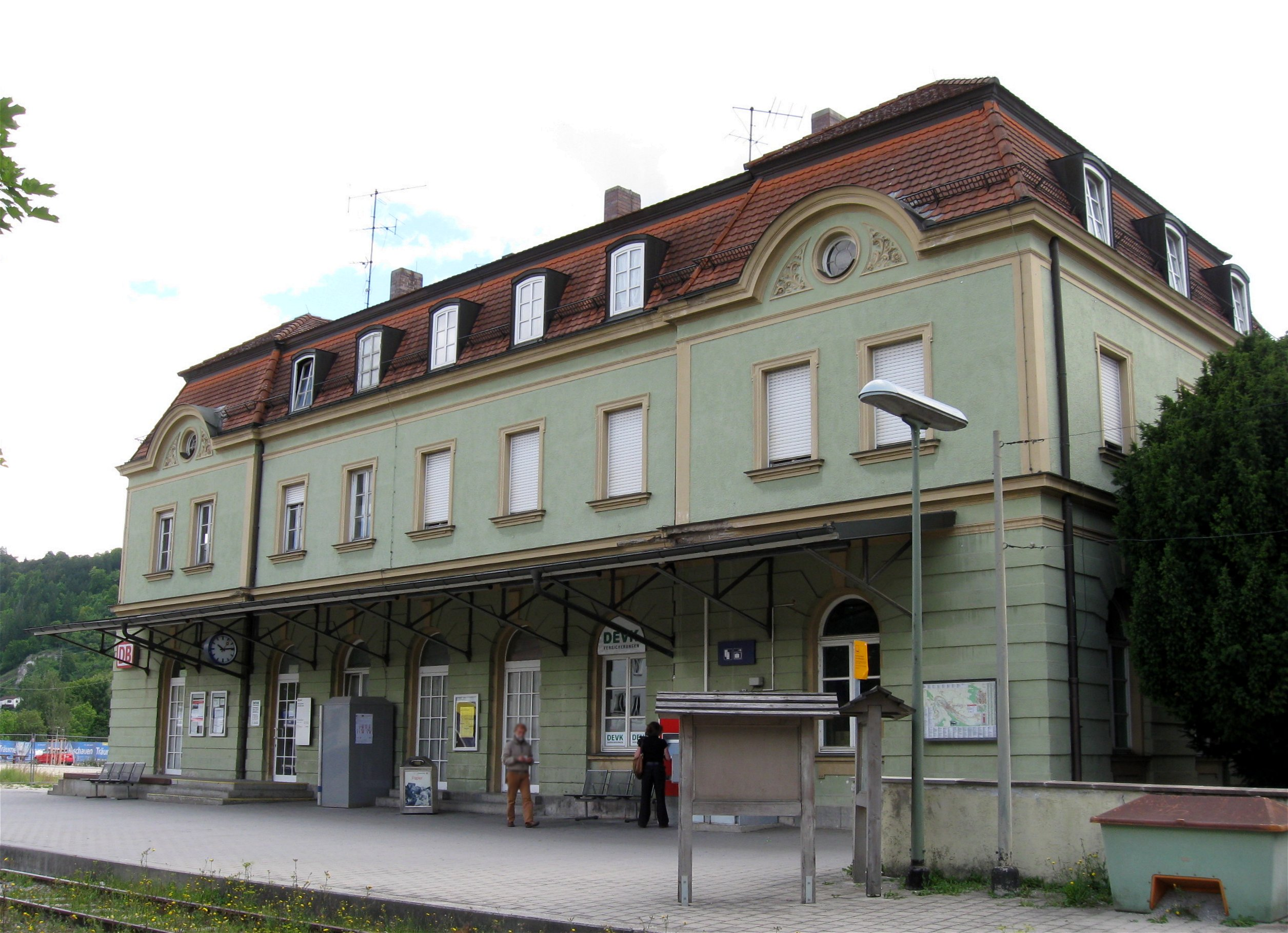
Bahnhof Eichstätt Stadt

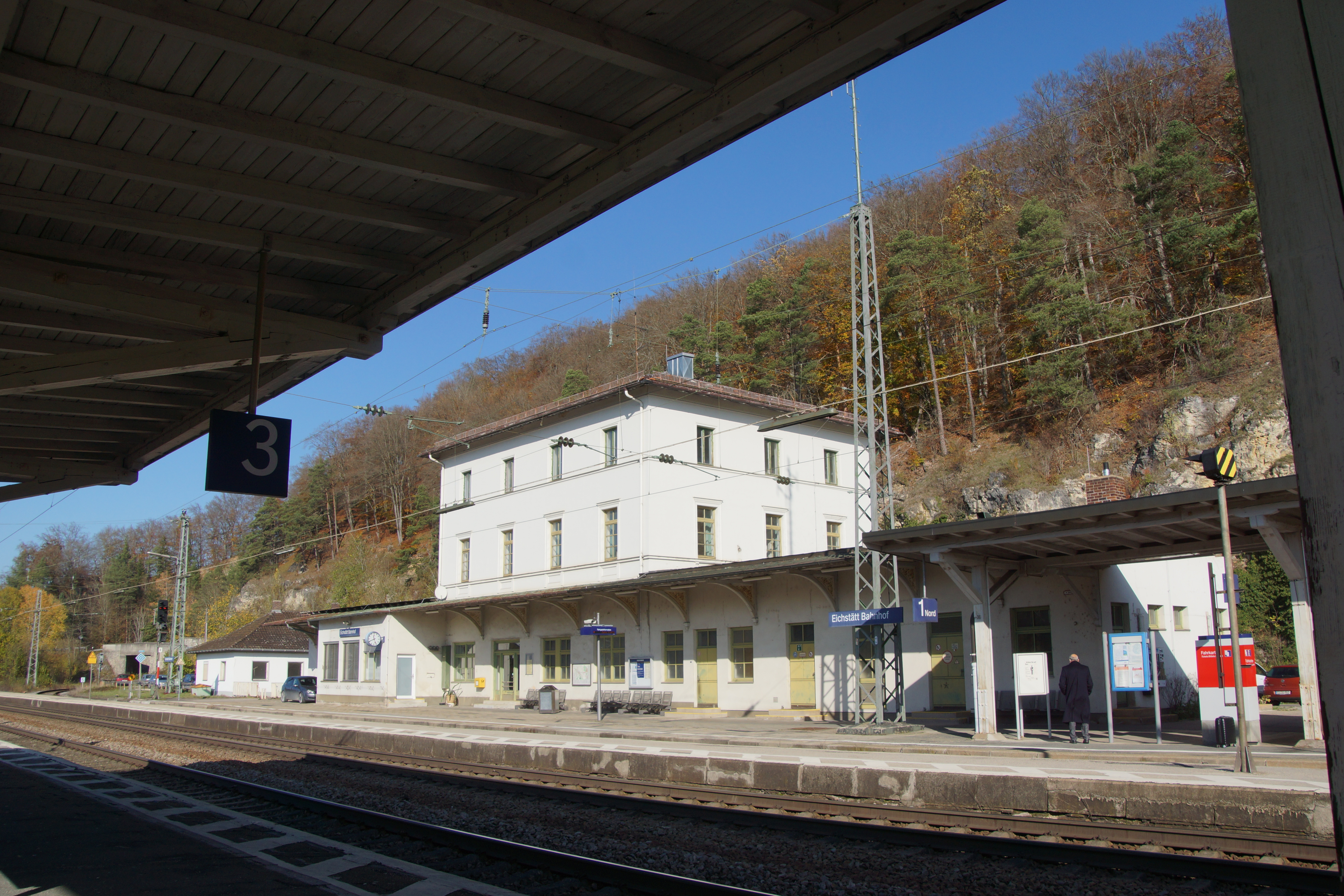
Bahnhof Eichstätt

Die Station Eichstätt Bahnhof liegt etwa sechs Kilometer außerhalb der Stadt. Der zentrumsnah gelegene Haltepunkt Eichstätt Stadt befindet sich direkt neben dem zentralen Busbahnhof. Im Dezember 2018 wurde die Station Eichstätt Stadt modernisiert und barrierefrei in Betrieb genommen.
Am Haltepunkt Eichstätt Stadt wurde 2018 ein kleines Freilicht-Museum eröffnet. Dort sind u. a. eine Köf vom Typ Gmeinder Köf II, ein Ladekran und ein Splitterbunker aus dem Zweiten Weltkrieg ausgestellt. Die Ausstellung soll an den bis 1960 betriebenen Abschnitt Eichstätt Stadt–Beilngries erinnern.
Für das alte Gebäude am Stadtbahnhof wird derzeit eine neue Nutzungsmöglichkeit gesucht. Dazu gründete sich die Bürgerinitiative Bahnhof lebt.

#### ÖPNV
Der innerstädtische Nahverkehr wird seit 1992 von einem eigenen Stadtbusnetz abgewickelt, das bis 2024 Stadtlinie Eichstätt genannt wurde; seitdem trägt es den Namen Stadtverkehr Eichstätt und gehört zum Verkehrsverbund Großraum Ingolstadt (VGI). Der Betreiber des Stadtverkehrs sind die Stadtwerke Eichstätt sowie die vor Ort ansässige Firma Jägle Verkehrsbetriebe GmbH (JVB). Der Stadtverkehr Eichstätt bedient auf drei Hauptlinien und zwei Rufbuslinien das gesamte Stadtgebiet im Stunden- und teilweise im Halbstundentakt. Das Angebot wurde einstmals von 600.000 Fahrgästen pro Jahr genutzt und gehörte damit zu den erfolgreichsten Stadtverkehren in einer Kleinstadt in Deutschland. Inzwischen sind die Nutzerzahlen allerdings auf unter 300.000 gesunken. Die Stadtlinie weist zudem ein großes finanzielles Defizit auf.
Neben dem Stadtverkehr Eichstätt gibt es auch noch das Angebot eines Fernbusses nach Ingolstadt. Vor allem Studierende der Universität und Arbeiter und Angestellte Ingolstädter Firmen nutzen dieses Angebot.
Verschiedene Nahverkehrsunternehmen aus der Region schlossen sich in der Verkehrsgemeinschaft Altmühltal zusammen, die jedoch 2018 aufgelöst wurde. Die beteiligten Unternehmen sind nun Teil des Verkehrsverbunds Großraum Ingolstadt. Die Stadt hat Anteil am seit September 2018 bestehenden Gemeinschaftstarif der Planungsregion Ingolstadt.
In der Stadt befinden sich drei Busbahnhöfe: der Zentrale Omnibusbahnhof (ZOB) am Stadtbahnhof, der Busbahnhof Schottenau am Volksfestplatz sowie der Busbahnhof Rebdorf am dortigen Schulzentrum.

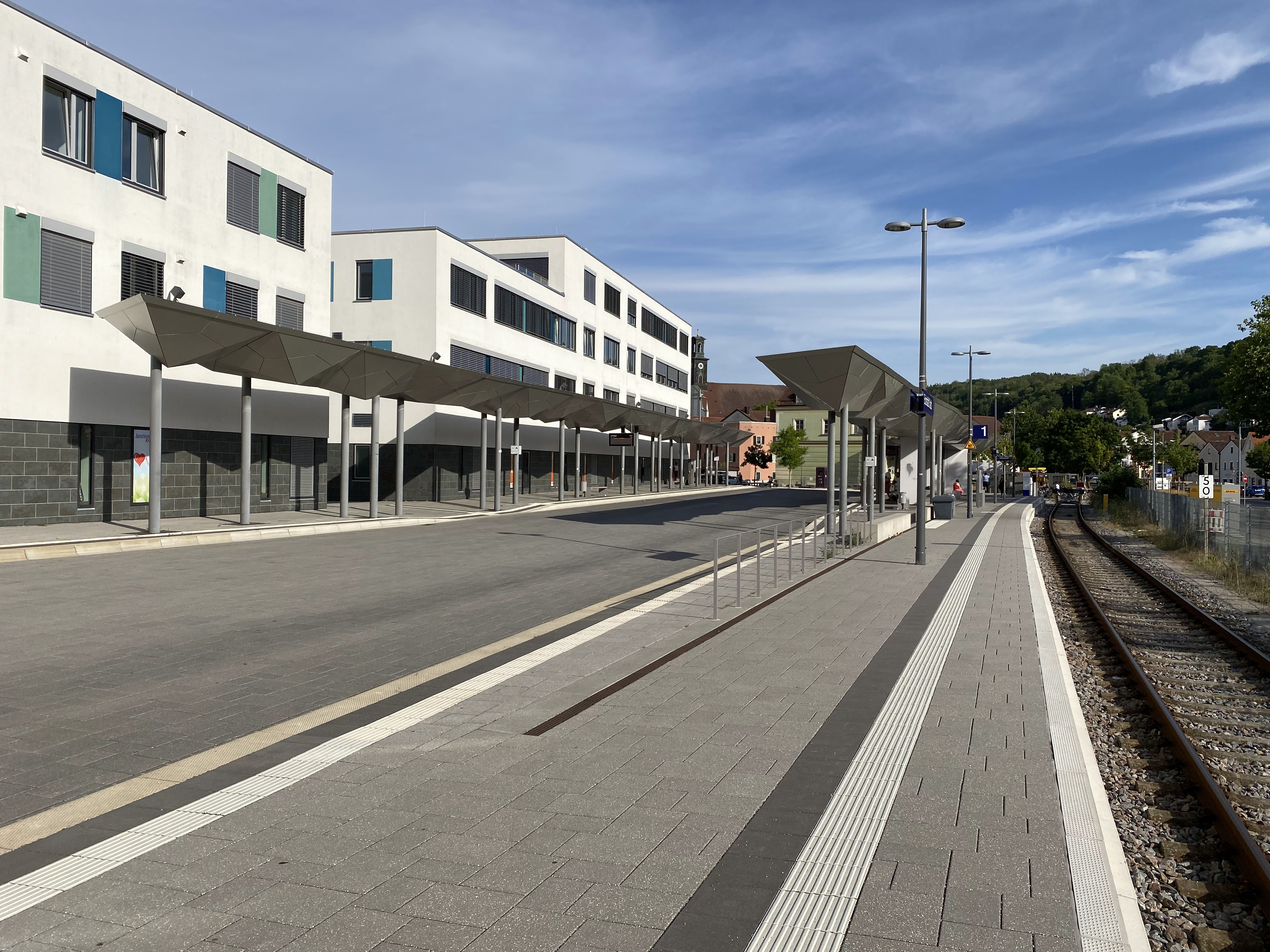
ZOB Eichstätt am Stadtbahnhof
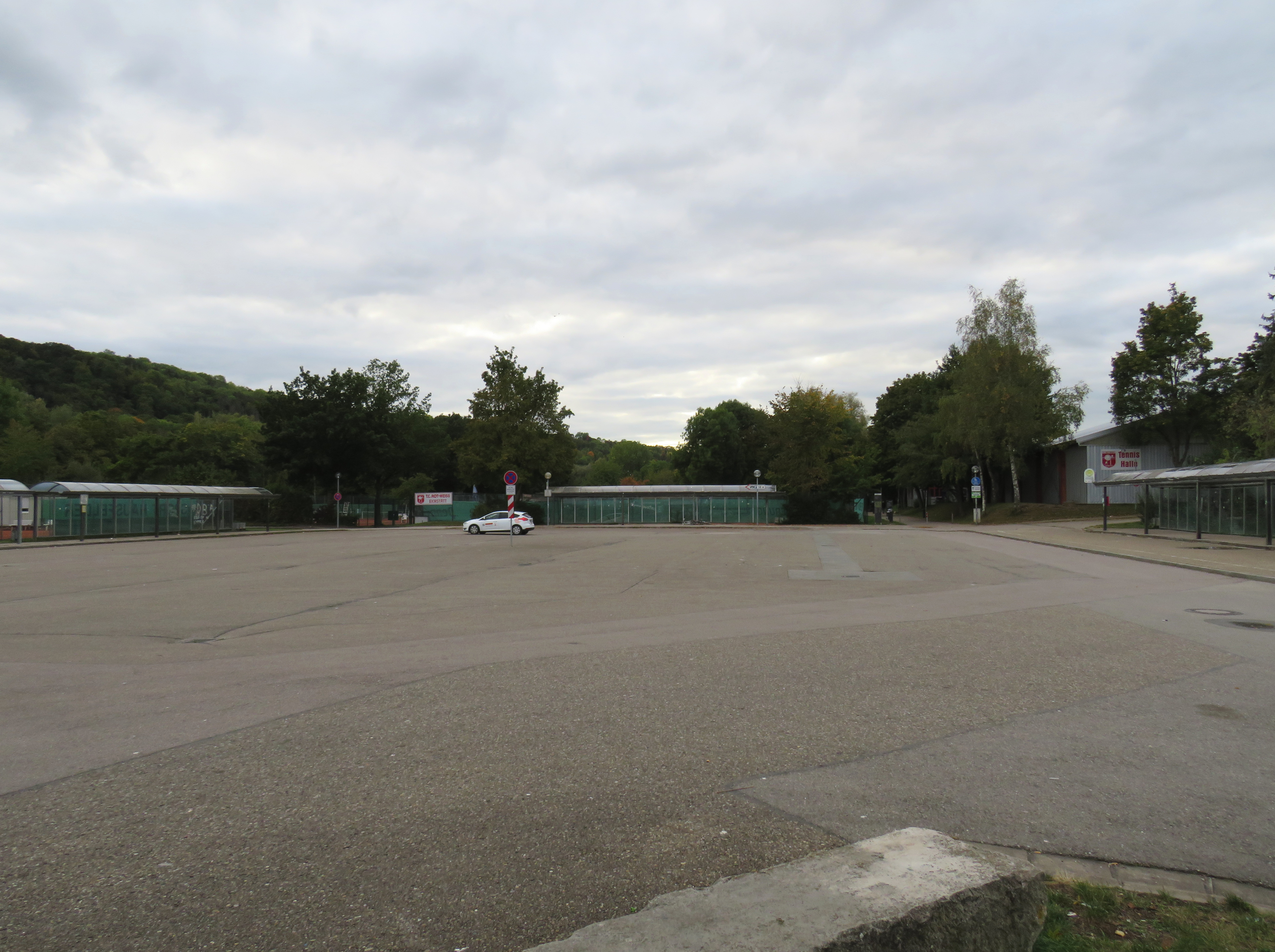
Busbahnhof Schottenau am Volksfestplatz
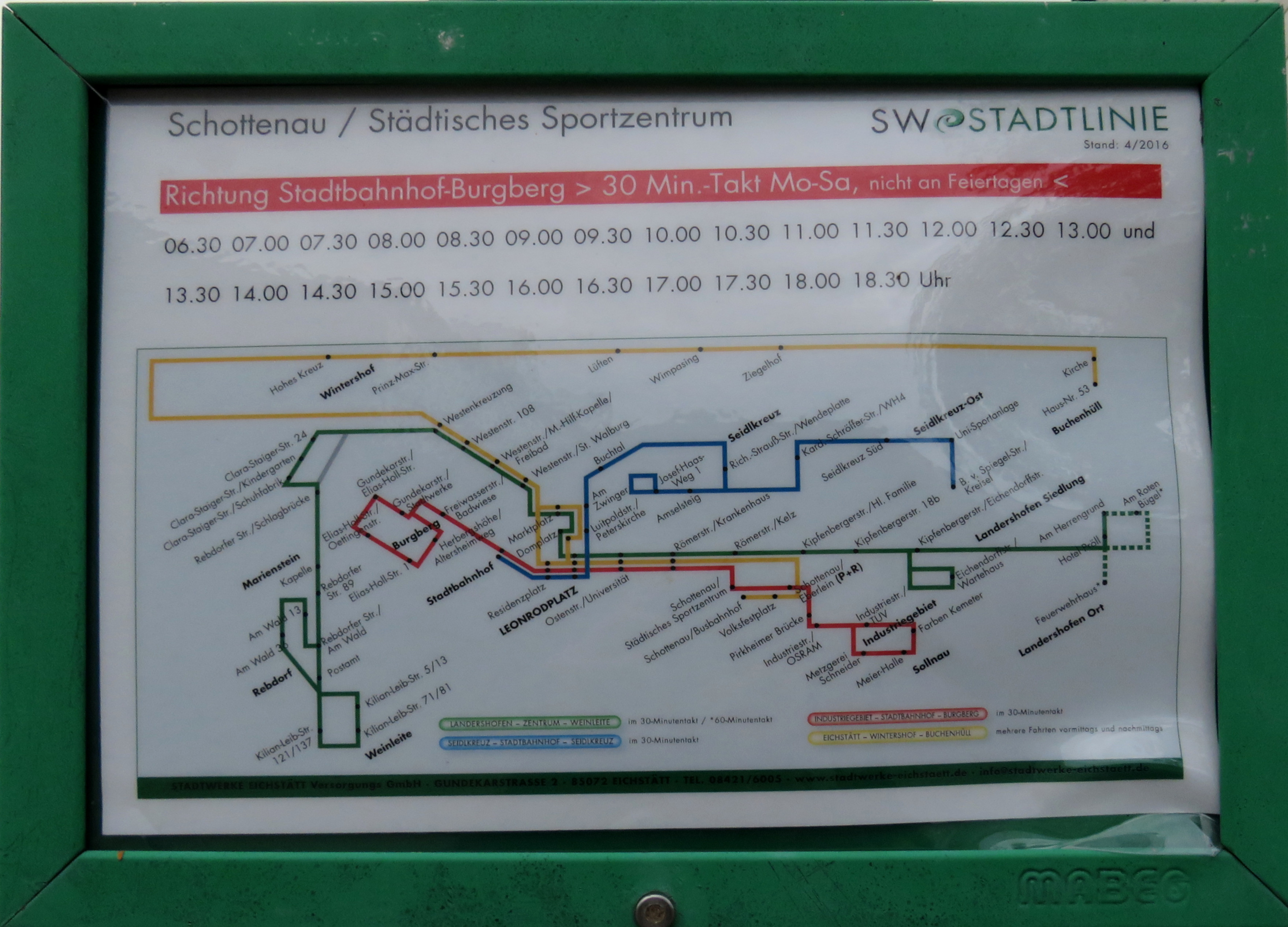
Streckennetz der Stadtlinie (Stand 2019)

#### Luftverkehr
Einen Kilometer südlich der Kernstadt existiert der Flugplatz Eichstätt mit einer 715 Meter langen Rollbahn und eigener Tankstelle. Dieser ist allerdings bisher nur in mehreren unzusammenhängenden 100-Meter-Stücken teilbefestigt. Dies schränkt die Tragfähigkeit auf Maschinen unter 2 bzw. 5 Tonnen Fluggewicht stark ein. Er wird deshalb nur gelegentlich von einigen Freizeitfliegern, dem Fliegerclub Eichstätt und der Luftrettungsstaffel Bayern genutzt. Eine regelmäßige Personenbeförderung oder eine Frachtabfertigung finden dort nicht statt.

### Energieversorgung
Die Stromversorgung wird durch die Stadtwerke Eichstätt sichergestellt. Diese verfügen hierzu mit Stand 31. Dezember 2014 über ein 188 Kilometer langes Erdkabelnetz mit 61 Umspannstationen. Jährlich fließen rund 84 Millionen kWh Strom durch dieses Netz und es werden über 3900 Hausanschlüsse damit versorgt. Bis 1964 wurde die Gasversorgung der Stadt durch das Gaswerk beim Cobenzlschlösschen gewährleistet. Durch den stark gestiegenen Verbrauch entschied sich die Stadt jedoch zum Anschluss an die Erdgas-Fernversorgung. Das städtische Gasnetz wird weiterhin von den Stadtwerken betrieben. Über das 60 Kilometer lange Rohrleitungsnetz werden 180 Millionen kWh Erdgas an 3.300 Haushaltsanschlüsse abgegeben (Stand 31. Dezember 2014).

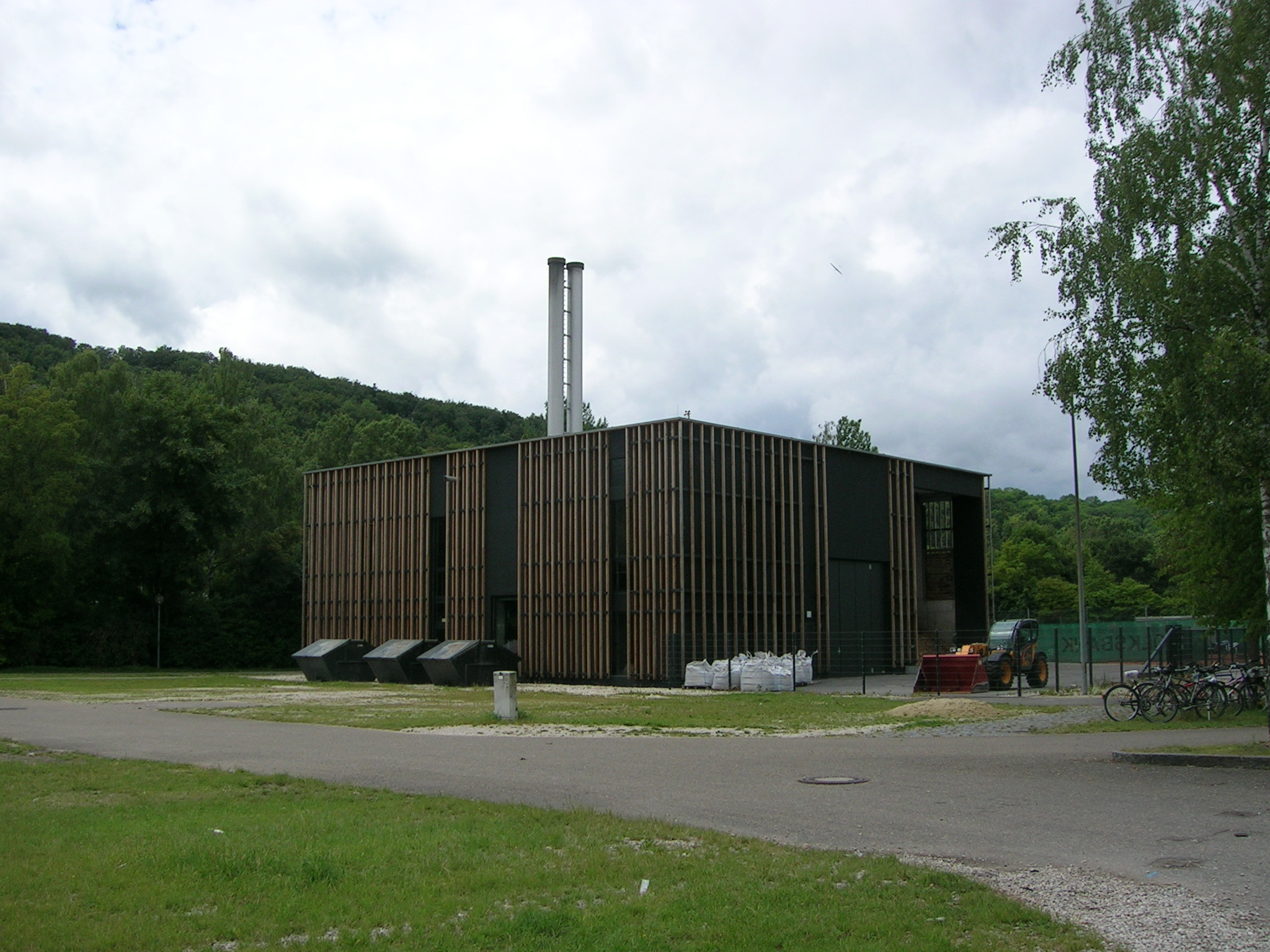
Biomasseheizwerk Schottenau

Für die Fernwärmeversorgung betreiben die Stadtwerke zwei Heizwerke: Das 2010 eröffnete Biomasseheizwerk Schottenau und das 2013 eröffnete Blockheizkraftwerk Spitalstadt. Versorgt werden damit Liegenschaften des Landkreises (Schulzentrum, Klinik Eichstätt), der Katholischen Universität, der Kirche sowie der Bayerischen Bereitschaftspolizei (Biomasseheizwerk Schottenau) sowie Liegenschaften im Bereich der Weißenburger Straße und das Neubaugebiet Spitalstadt (Blockheizkraftwerk Spitalstadt).

### Wasserversorgung und Abwasserbeseitigung
Für die Wasserversorgung und Abwasserbeseitigung sind die Stadtwerke zuständig.
Seit 1888 existiert eine moderne Trinkwasserversorgung; zuvor mussten die Einwohner das Wasser händisch an bis zu 30 über die Stadt verteilten Brunnen schöpfen. Ursprünglich wurde die Wasserversorgung über die Wasserwiese im Bereich der Westenstraße geleistet. Im Lauf des 20. Jahrhunderts kamen weitere Brunnen und Wasserbehälter hinzu. Seit 2000 wird das neu errichtete Wasserwerk Pfünzer Forst für die Wasserversorgung der Stadt genutzt. Im Jahr 2014 lag die Wasserabgabe bei 720.600 m³; die jährliche Fördermenge liegt bei insgesamt rund 1,2 Millionen m³.
Die Abwasserbeseitigung wird hauptsächlich über die 1970 in Betrieb genommene Zentralkläranlage gewährleistet; der Gemeindeteil Buchenhüll verfügt über eine eigene Kläranlage. Die Klärung des Wassers erfolgt dabei seit der 2006 abgeschlossenen Erweiterung in drei Reinigungsstufen. Über das 92 Kilometer lange Abwasserbeseitigungsnetz werden jährlich rund 800.000 m³ Abwasser entsorgt (Stand 2014).

### Hilfsorganisationen
In der Stadt befinden sich mehrere Hilfsorganisationen. Das Bayerische Rote Kreuz ist mit einem Kreisverband in Eichstätt vertreten. Der Malteser Hilfsdienst hilft dem BRK aus und betreut zusätzlich noch Sterbende und Angehörige von Schwerstbehinderten in einer ambulanten Hospizhilfe. Neben den beiden Rettungsdiensten gibt es noch die Freiwillige Feuerwehr der Großen Kreisstadt Eichstätt. Ebenso gibt es das Technische Hilfswerk, das mit einem Ortsverband in Eichstätt vertreten ist. Für die Diözese Eichstätt existiert auch ein Caritasverband. Die Bergwacht Dollnstein ist auch für Eichstätt zuständig. Die Kreiswasserwacht Eichstätt hat ihren Sitz in Eichstätt; es existiert darüber hinaus auch eine Ortsgruppe.

### Gesundheitsversorgung

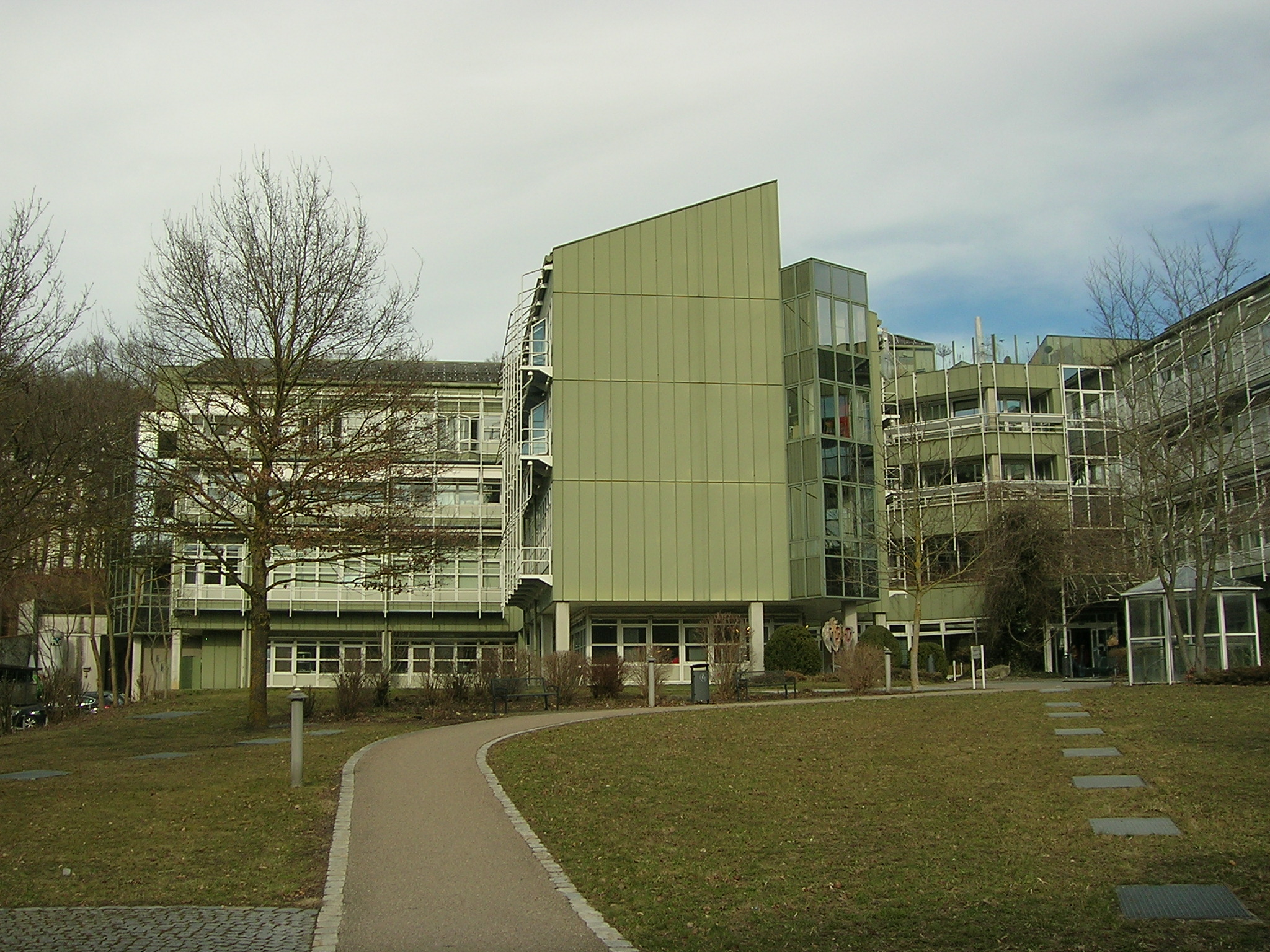
Klinik Eichstätt

Die Klinik Eichstätt ist mit 152 Betten Teil der Kliniken im Naturpark Altmühltal GmbH in Trägerschaft des Landkreises Eichstätt. Es handelt sich um ein Krankenhaus der Versorgungsstufe 1. Seit 2017 läuft die Erweiterung und Generalsanierung der Klinik Eichstätt, die bis 2029 dauern und insgesamt mindestens 111,8 Millionen Euro kosten soll.
Des Weiteren gibt es zahlreiche private Arztpraxen unterschiedlicher Fachbereiche. Das Bayerische Rotes Kreuz bietet verschiedene Gesundheitsdienste an, so u. a. Rettungsdienst, Krankentransport und Patientenfahrdienst.

### Medien

Logo des Eichstätter Kuriers

#### Print
Die Stadt ist ein Verlagsort. Hier erscheint seit 1864 die Tageszeitung Eichstätter Kurier, heute ein Kopfblatt des Ingolstädter Donaukuriers, und als Stadtmagazin unter anderem das Eichstätter Journal des proEichstätt e. V. Darüber hinaus existiert noch das kostenlose Anzeigenblatt Eichstätter Anzeiger, das zum Verbund von IZ-Regional gehört.
Weitere Verlage sind unter anderem Siegfried Sporer jun und der Eichstätter Verlag. Daneben gibt es verlagsähnliche Einrichtungen, z. B. den universitätseigenen Verlag oder den Jura-Verlag Eichstätt/Dollnstein.
In Eichstätt wird die Kirchenzeitung für das Bistum Eichstätt im Willibaldsverlag produziert.
Überregionale Bedeutung hat der Franz-von-Sales-Verlag, der maßgeblich von der Kongregation der Oblaten des hl. Franz von Sales (kurz: OSFS) getragen und finanziert wird. Dieser gibt seit vielen Jahren das Magazin Licht heraus, eine Zeitschrift für die Salesianische Spiritualität.

#### Hörfunk und Fernsehen
Informationen rund um Eichstätts Universität bietet das von Studierenden gestaltete Radioprogramm Radio Pegasus einmal pro Woche für eine Stunde auf der Frequenz des Ingolstädter Radiosenders Radio Galaxy.
Die kirchliche Hörfunkproduktionsstätte radio k 1 ist in Eichstätt angesiedelt und sendet auch auf den Frequenzen von Radio IN wöchentlich ihre Programme aus.
Einen direkten Lokalfernsehsender gibt es nicht, teils berichtet aber auch der nahegelegene Ingolstädter Fernsehsender tv.ingolstadt. Die wöchentliche Sendung Studio Altmühl berichtet über das Geschehen im Landkreis Eichstätt.

#### Sender Wintershof
Von einem Füllsender der Deutschen Telekom (48° 54′ 10,9″ N, 11° 9′ 45,3″ O) im Eichstätter Gemeindeteil Wintershof werden folgende Frequenzen ausgestrahlt:
| Frequenz (in MHz) | Programm       | RDS PS    | RDS PI | Regionalisierung | ERP (in kW) | Antennendiagramm rund (ND)/gerichtet (D) | Polarisation horizontal (H)/vertikal (V) |
| ----------------- | -------------- | --------- | ------ | ---------------- | ----------- | ---------------------------------------- | ---------------------------------------- |
| 99,1              | Radio IN       | RADIO_IN  | D71B   | Eichstätt        | 0,1         | ND                                       | H                                        |
| 106,6             | Antenne Bayern | _ANTENNE_ | D318   | –                | 0,5         | ND                                       | H                                        |

Unterhalb des Senders Wintershof betreibt der Bayerische Rundfunk einen kleinen DAB-Füllsender. Er wird international auch Sender Eichstätt/Schönblick genannt wegen des nahe gelegenen Rundblicks über Eichstätt und eines benachbarten Hotels namens Schönblick. (48° 54′ 4″ N, 11° 9′ 40,5″ O): Von ihm werden international koordiniert folgende Sender ausgestrahlt, von denen aber bisher nur eine Frequenz freigeschaltet ist (fett geschrieben).
| Frequenz (in MHz) | Programm   | RDS PS                  | RDS PI  | Regionalisierung          | ERP (in kW) | Antennendiagramm rund (ND)/gerichtet (D) | Polarisation horizontal (H)/vertikal (V) |
| ----------------- | ---------- | ----------------------- | ------- | ------------------------- | ----------- | ---------------------------------------- | ---------------------------------------- |
| 89,1              | Bayern 1   | BAYERN_1 bzw. BR_1_OBB  | geplant | Oberbayern bzw. Südbayern | 0,01        | ND                                       | H                                        |
| 89,9              | Bayern 2   | BAYERN_2 bzw. BR_2_SUED | geplant | Oberbayern bzw. Südbayern | 0,01        | ND                                       | H                                        |
| 91,5              | Bayern 3   | BAYERN_3                | D313    | −                         | 0,01        | ND                                       | H                                        |
| 93,3              | BR-Klassik | BR-KLASSIK              | geplant | −                         | 0,01        | ND                                       | H                                        |

#### Weiteres
Das Landratsamt Eichstätt sowie die Diözese Eichstätt betreiben in Eichstätt Medienausleihstellen.

### Unternehmen
In Eichstätt sind mehrere Unternehmen ansässig. Als touristisch geprägte Stadt sind Einzelhandels-, Hotel- und Gastronomiebetriebe vorherrschend. Die Leuchtmittelhersteller Osram und Ledvance unterhalten jeweils ein Werk im Industriegebiet. Bereits seit 1492 existiert die ortsansässige Privatbrauerei Hofmühl. Die Sparkasse Ingolstadt Eichstätt hat einen Sitz in der Gabrielistraße. Auch der Automobilzulieferer Continental AG betreibt einen Standort in Eichstätt.

### Garnison
Eichstätt fungierte in der Vergangenheit auch als Militärgarnison. Bis 1890 befand sich dort das 3. Jägerbataillon, anschließend bis 1919 das III. Bataillon des 13. Infanterieregiments der Königlich Bayerischen Armee. Im Zuge der Aufrüstung der Wehrmacht erhielt Eichstätt 1935 mit einem Bataillon des Infanterieregiments 63 erneut eine Garnison.

### Haftanstalt

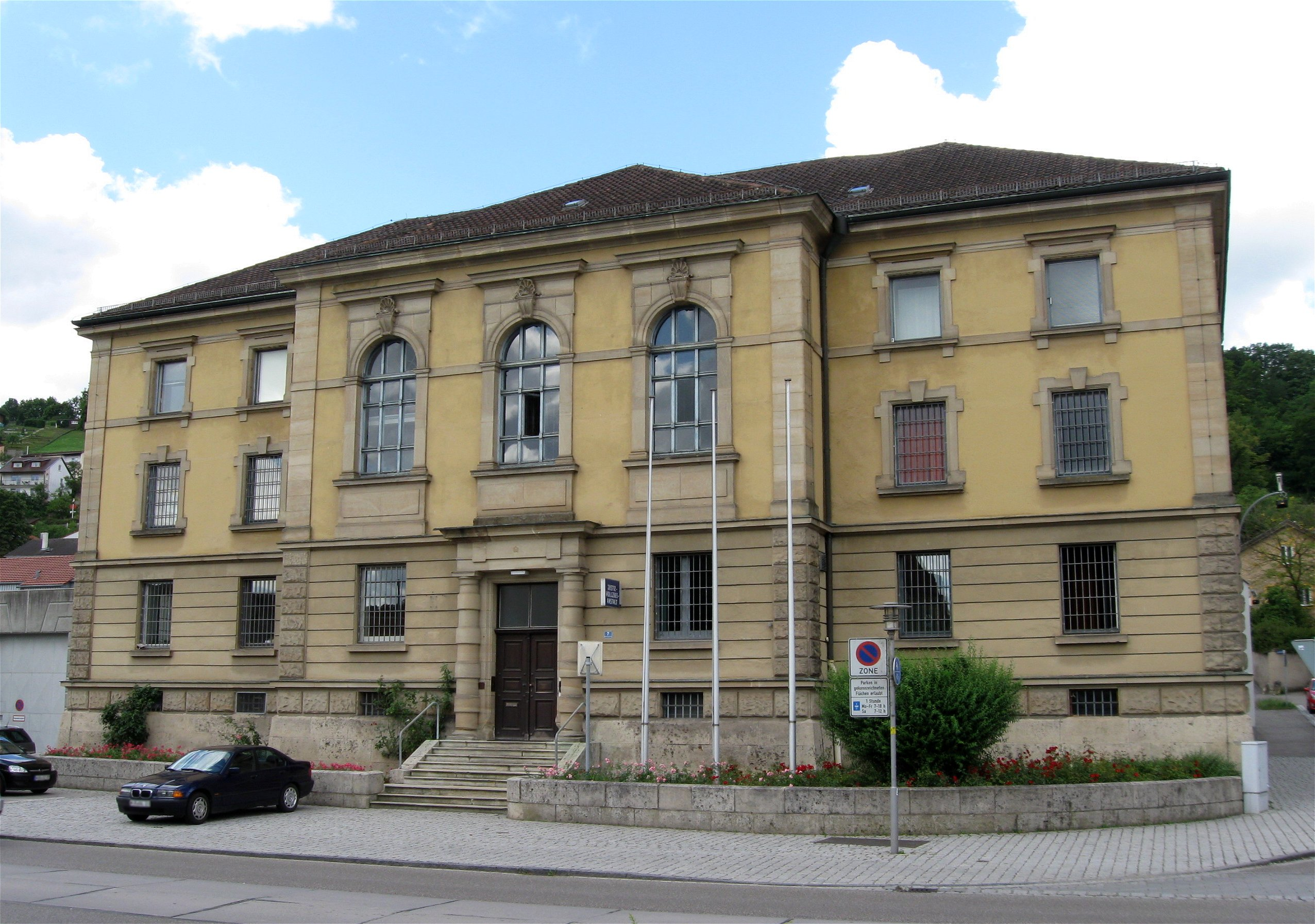
JVA Eichstätt, seit Juni 2017 die zentrale Abschiebehaftanstalt Bayerns

In Eichstätt existierte bis 2016 die im Jahre 1900 in Betrieb genommene Justizvollzugsanstalt Eichstätt mit einer Belegungsfähigkeit von bis zu 88 Personen. Nach dem Beschluss der bayerischen Staatsregierung, die Abschiebehaftanstalt in Mühldorf am Inn an einen zentraleren Ort in Bayern zu verlegen, wurde die JVA geschlossen und umgebaut. Im Juni 2017 ging sie nach mehreren Verzögerungen als zentrale Abschiebehaftanstalt Bayerns in Betrieb (weitere existieren in Erding und am Flughafen München). Im Zuge dessen gründete sich auch ein überparteiliches Aktionsbündnis gegen Abschiebehaft Eichstätt, das u. a. am 14. Mai 2017 eine Demonstration gegen Abschiebehaft organisierte.

## Persönlichkeiten
Da Eichstätt über 1200 Jahre Bischofsstadt ist, haben hier sehr viele Bischöfe (Stand Dezember 2022: 82) gewirkt. Für einen genaueren Überblick eignet sich die Liste der Bischöfe von Eichstätt. Sie enthält auch weitere Links zu den einzelnen Bischöfen.

## Sonstiges
Der Ortsneckname ist „Sausackschleifer“. Der Sage nach wollten die Eichstätter einen neuen Bischof mit einem Sausack vor dem Stadttor begrüßen. Dieser war allerdings so groß, dass er nicht durch das Tor durchpasste. Deswegen griffen die Eichstätter zu Schleifsteinen und bearbeiteten den Sausack, bis er die entsprechende Größe hatte. Eine andere Version berichtet, dass der Sausack so groß war, dass er nicht auf das Tablett passte.
Im Jahre 1963 war Eichstätt neben dem Bavaria-Filmatelier in Geiselgasteig Drehort für den Film Das Haus in Montevideo.
1785 schlug bei Breitenfurt in der Nähe von Eichstätt ein rund drei Kilogramm schwerer Steinmeteorit vom Typ H5 ein. Er wurde unter dem offiziellen Namen Eichstädt registriert.
Eichstätt nahm 1966 als Teil der deutschen Auswahl am Finalturnier der zweiten Ausgabe von Spiel ohne Grenzen teil. Am 6. Juli konnten sie sich in der 6. Runde gegen Alassio klar durchsetzen. Im Halbfinale vom 7. September besiegte die Eichstätter Auswahl die Mannschaft aus Montecatini Terme mit 12:10. Im Finale am 14. September 1966 gewann Eichstätt mit 7:5 gegen Jambes aus Belgien und war damit der erste deutsche Sieger bei diesem Wettbewerb.